# 俄羅斯入侵烏克蘭時間軸 (2025年3月)

俄羅斯入侵烏克蘭的動態地圖（參見可交互的俄烏戰爭詳細地圖）

本條目主要列出俄羅斯入侵烏克蘭在2025年3月的過程。

## 3月1日

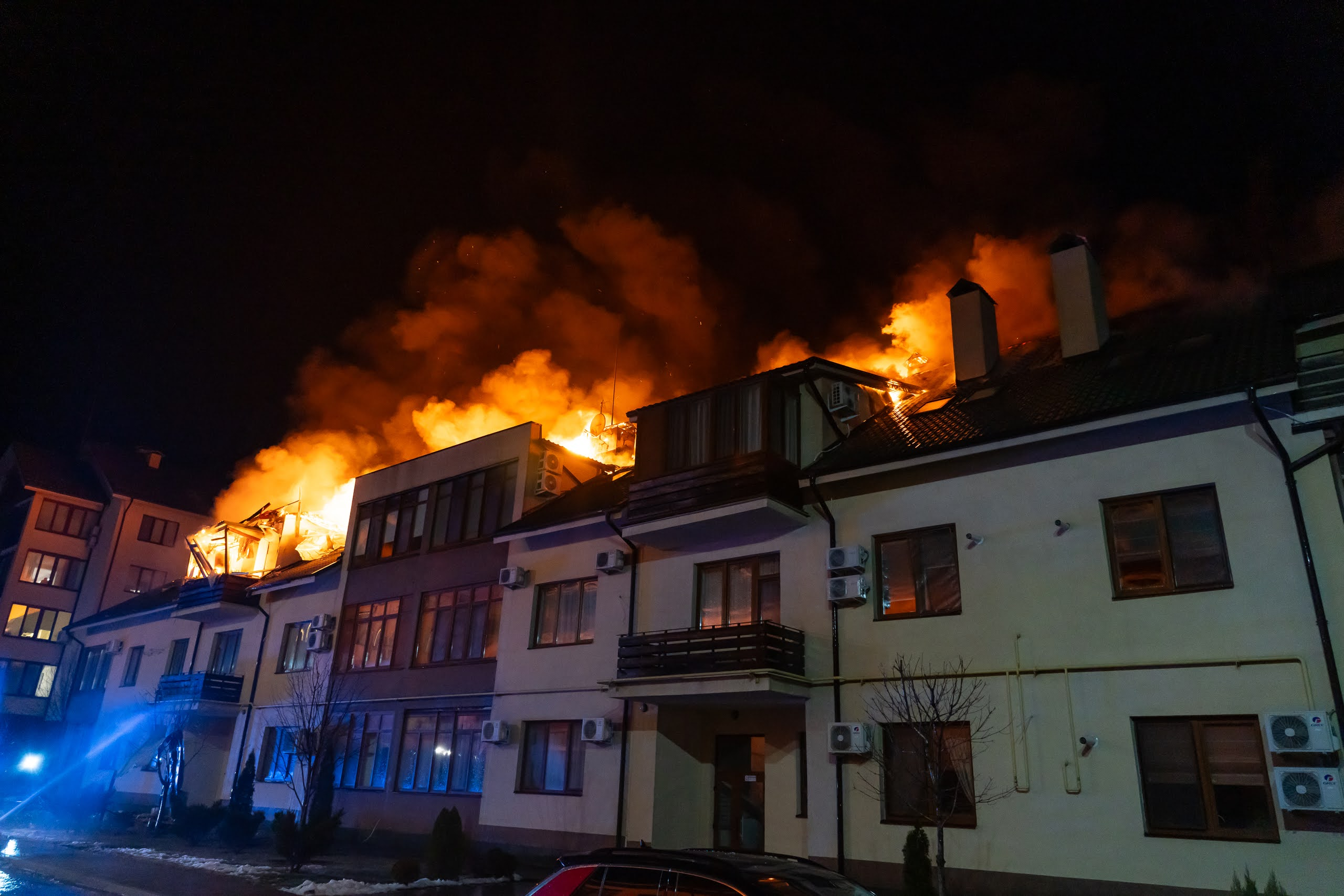
俄軍襲擊扎波羅熱後

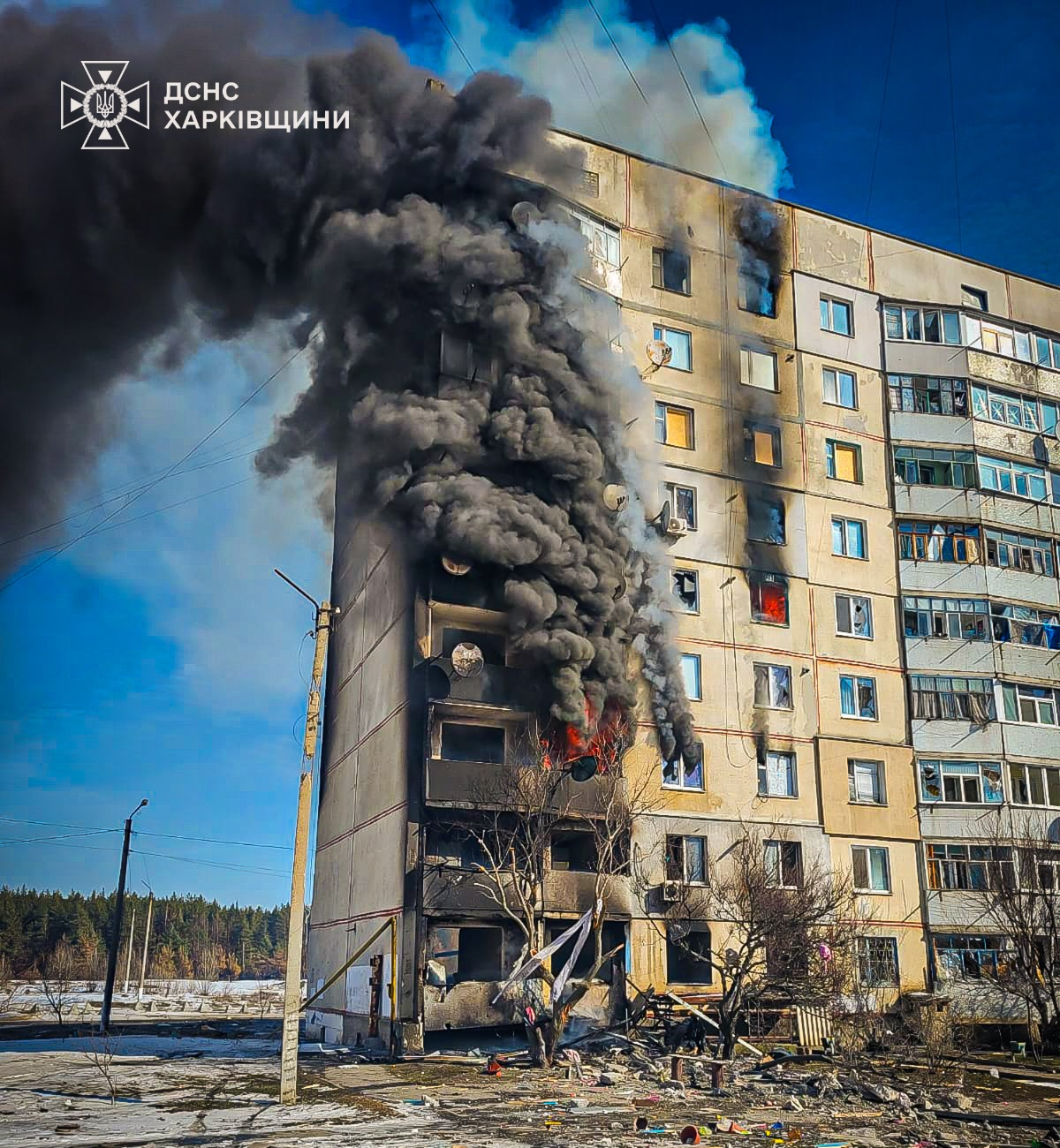
俄軍襲擊基夫沙里夫卡後

烏克蘭地方政府表示，截至01日上午9時，俄羅斯在過去24小時內襲擊赫爾松、蘇梅、尼古拉耶夫、第聶伯羅彼得羅夫斯克、頓涅茨克、盧甘斯克、切爾卡瑟、哈爾科夫、扎波羅熱和切爾尼戈夫等地，至少造成5名平民死亡，25名平民受傷。烏克蘭空軍表示，俄羅斯午夜至凌晨期間，對烏克蘭發動大規模無人機襲擊，俄軍從濱海阿赫塔爾斯克、奧廖爾、庫爾斯克、布良斯克、米列羅沃區、沙塔洛沃發射154架見證者-136無人機和不明型號無人機，防空系統在哈爾科夫、蘇梅、波爾塔瓦、基洛夫格勒、敖德薩、頓涅茨克、切爾卡瑟、切爾尼戈夫、尼古拉耶夫、赫爾松、第聶伯羅彼得羅夫斯克和基輔擊落103架無人機。另有51架無人機因電子戰措施，未能擊中目標。敖德薩州州長表示，晚上俄軍1枚彈道導彈擊中敖德薩港，損壞港口基礎設施和一艘懸掛巴拿馬國旗的外國民用船隻，至少造成2名港口員工受傷。
烏克蘭武裝部隊總參謀部表示，自全面入侵以來，俄羅斯在烏克蘭損失875,610名士兵，過去一天俄軍有1,060人傷亡，累計損失10,233輛坦克、21,249輛裝甲戰鬥車輛、39,101輛車輛和油箱、23,908門火砲系統、1,304套多管火箭系統、1,088套防空系統、370架飛機、331架直升機、27,402架無人機、3,085枚巡弋飛彈、28艘船隻和1艘潛艦等。烏克蘭國防部表示，在2月份烏軍摧毀自全面入侵開始以來最多的俄羅斯車輛，包括3,472輛汽車和油箱、596輛裝甲戰車和331輛坦克。戰鬥衝突的數量比1月份的5,087次有所下降至3,274次。俄軍對烏軍陣地和前線定居點的空襲數量從1月份約2千4百枚制導式空中炸彈增加到2月份的3,522枚。俄軍在2月份不可挽回地損失36,570人。
俄羅斯國防部表示，烏軍過去一天內在特別軍事行動中損失1,015名軍人。

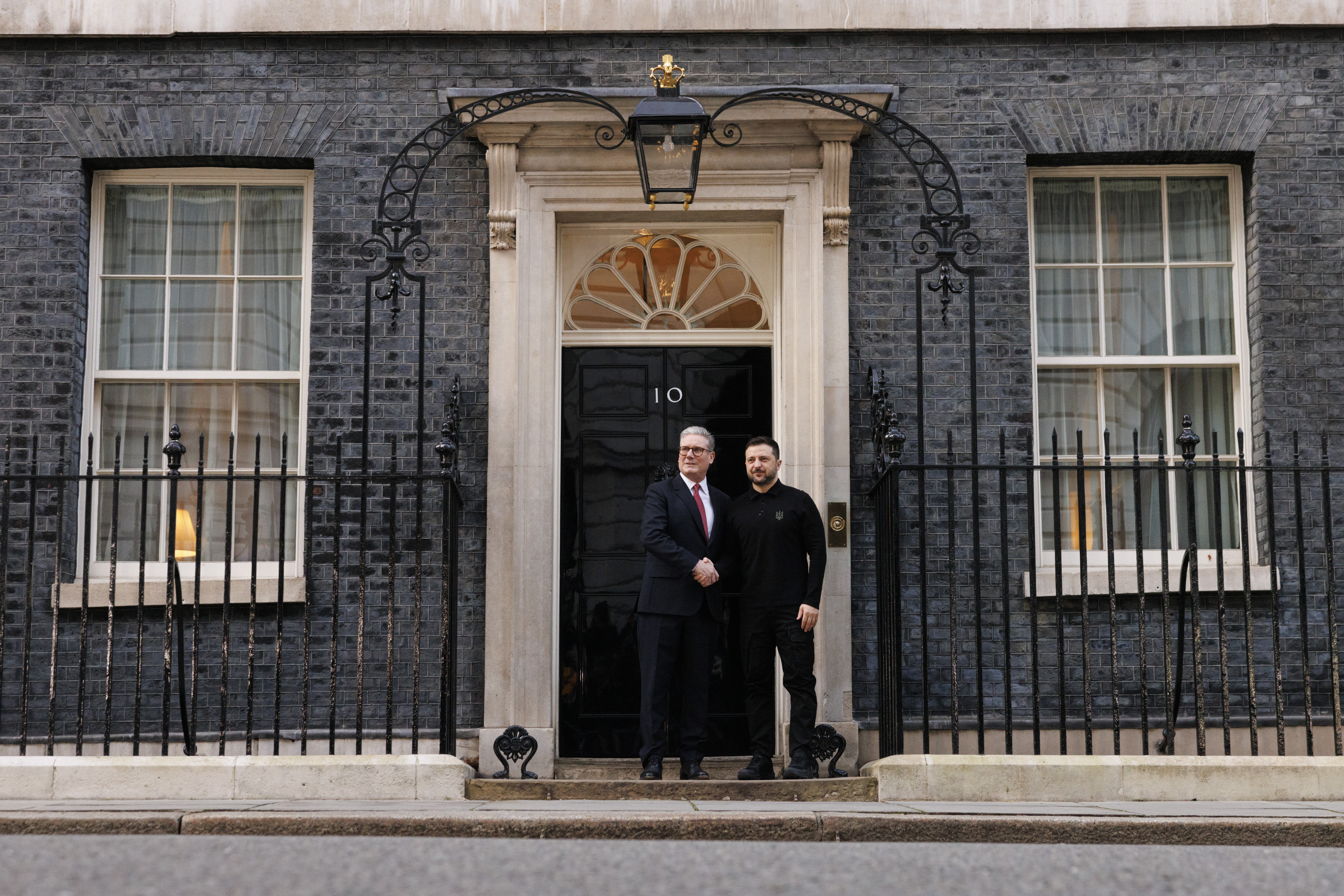
澤連斯基在唐寧街會晤首相施紀賢

烏克蘭總統澤連斯基在結束在美國白宮與美國總統特朗普的爭吵，按原訪計劃轉抵英國倫敦，會晤首相施紀賢，並出席在倫敦舉行的歐洲領導人峰會。施紀賢表示，英國全國將繼續支援烏克蘭，強調英國在烏克蘭實現公正和持久和平的「堅定不移的決心」。澤連斯基則感謝施紀賢對烏克蘭的堅定支援，很高興有這樣的合作伙伴和朋友。兩人見證英國財政大臣李韻晴透過虛擬會議與烏克蘭財政部長馬欽柯簽署協議，英國將向烏克蘭提供28.4億美元貸款，並將由俄羅斯凍結資產利潤歸還。澤連斯基表示貸款將用於在國內生產武器。
烏克蘭能源部表示，與意大利簽署協議，意大利出向烏克蘭提供1,350萬美元，用於支援烏克蘭能源部門在俄軍襲擊後受損的恢復工作。
俄佔扎波羅熱核電站由俄羅斯任命的負責人表示，在俄羅斯國家原子能公司與國際原子能組織進行廣泛會談後，在俄軍協助下新一批國際原子能組織監察團隊，透過俄佔烏克蘭地區抵達核電站。是首次監察團透過俄佔烏克蘭地區進入核電站。烏克蘭外交部2日表示，抗議國際原子能組織監察團經過俄佔烏克蘭地區進入核電站進行輪換，形容是俄羅斯系統性地圖將非法和相互矛盾機制強加於國際組織，導致多名原子能組織工作人員侵犯烏克蘭的主權和領土完整，指責俄羅斯阻礙國際原子能組織工作人員經過烏克蘭控制地區在扎波羅熱核電站輪換。
美國總統特朗普表示，烏克蘭總統澤連斯基「不是一個想要實現和平的人」，認為俄羅斯總統普京確實想結束戰爭。如果澤連斯基停止批評俄羅斯總統普京並明確表示希望和平解決衝突，願意恢復與澤連斯基的對話。被問及是否考慮切斷對烏克蘭的軍事援助時，特朗普回答，考慮什麼並不重要，我只是告訴你，我今天看到澤連斯基不是一個想要和平的人，我只對澤連斯基想要結束流血事件感興趣。
法國總統馬克龍表示，在美烏領袖爭吵後，分別致電烏克蘭總統澤連斯基和美國總統特朗普，主動進行調解，每個人都必須恢復平靜、尊重和認可，才能具體地向前邁進，這是利害攸關的事情，十分重要。確信雙方將會重新參與對話，並認為毫無疑問地美國人命運中明顯站在烏克蘭人一邊，過去三年所做的事情完全符合美國外交和軍事傳統，脫離與烏克蘭接觸不符合美國利益。
北約秘書長呂特在美烏領袖爭吵後，兩次致電烏克蘭總統澤連斯基，呼籲對方與美國修好關係，又形容公開爭論是「不幸的」，我們的確必須給特朗普一次机会与荣誉，對方在第一個任期內向烏克蘭提供武器，並對提供的支援表示「尊重」。
烏克蘭虛疑銀行「Monobank」共同創辦人戈羅霍夫斯基表示，不少烏克蘭民眾通宵觀看總統澤連斯基與美國總統特朗普在白宮的爭吵，爭吵發生後來自61個國家的約7萬人，包括大批烏克蘭民眾，透過銀行向收款人「核武器」捐款。已收集超過64萬9千美元，目前正詢問法律意見，尋找處理捐款的合適安排。

## 3月2日
烏克蘭地方政府表示，截至02日上午9時，俄羅斯在過去24小時內襲擊赫爾松、蘇梅、尼古拉耶夫、第聶伯羅彼得羅夫斯克、頓涅茨克、盧甘斯克、切爾卡瑟、哈爾科夫、扎波羅熱、赫梅利尼茨基和切爾尼戈夫等地，至少造成2名平民死亡，20名平民受傷。烏克蘭空軍表示，俄羅斯午夜至凌晨期間，對烏克蘭發動大規模無人機襲擊，俄軍從濱海阿赫塔爾斯克、奧廖爾、布良斯克、米列羅沃區發射79架見證者-136無人機和不明型號無人機，防空系統在哈爾科夫、蘇梅、波爾塔瓦、基洛夫格勒、日托米爾、文尼察、切爾卡瑟、赫梅利尼茨基、切爾尼戈夫、尼古拉耶夫、赫爾松、第聶伯羅彼得羅夫斯克和基輔擊落63架無人機。另有16架無人機因電子戰措施，未能擊中目標。赫爾松市軍事管理局表示，俄軍無人機對赫爾松市一輛穿梭巴士投下一枚炸藥，至少造成1名平民死亡，10名平民受傷。哈爾科夫市長表示，俄軍對哈爾科夫市發動無人機襲擊，至少造成8名平民受傷，包括1名兒童。
烏克蘭武裝部隊總參謀部表示，自全面入侵以來，俄羅斯在烏克蘭損失876,720名士兵，過去一天俄軍有1,110人傷亡，累計損失10,241輛坦克、21,274輛裝甲戰鬥車輛、39,218輛車輛和油箱、23,959門火砲系統、1,306套多管火箭系統、1,091套防空系統、370架飛機、331架直升機、27,594架無人機、3,085枚巡弋飛彈、28艘船隻和1艘潛艦等。
俄羅斯國防部表示，防空部隊過去24小時擊落62架無人機。
俄羅斯國防部表示，烏軍過去一天內在特別軍事行動中損失1,365名軍人。俄軍航空兵、無人機、導彈部隊和炮兵對烏克蘭軍用機場基礎設施、烏克蘭軍工業企業使用的天然氣設施、無人機生產和倉庫，以及在147個地區的有生力量和軍事裝備聚結區進行打擊。

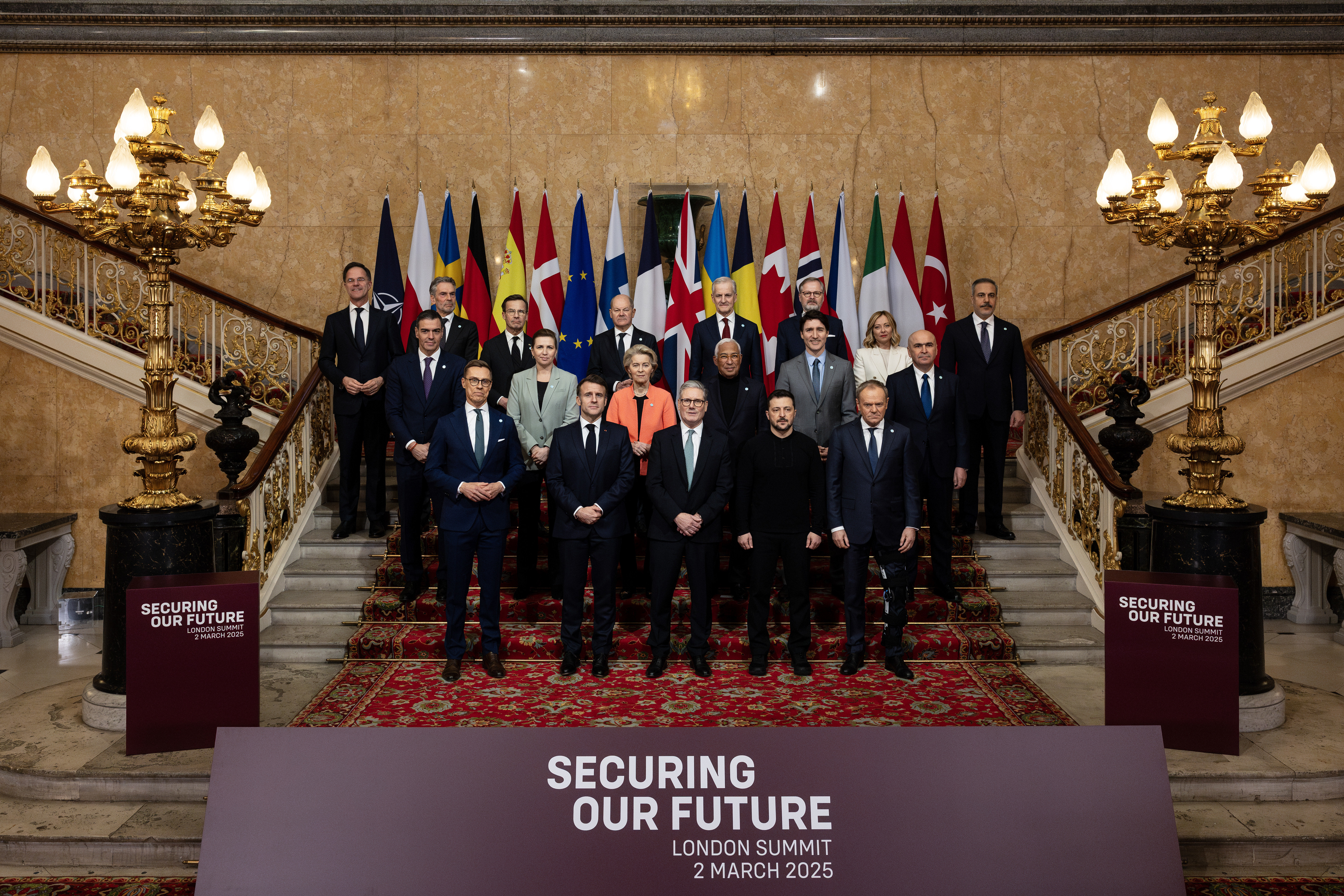
19位領導人出席在英國舉行的歐洲領袖峰會

烏克蘭總統澤連斯基應邀出席由英國首相施紀賢主持的歐洲領袖峰會，法國總統馬克龍、意大利總理梅洛尼、德國總理朔爾茲、加拿大總理杜魯多、波蘭總理圖斯克、芬蘭總統斯圖布、捷克總理菲亞拉、西班牙首相桑切斯、丹麥首相弗雷澤里克森，瑞典首相克里斯特森、挪威首相史托爾、荷蘭首相斯霍夫、羅馬尼亞代總統博洛讓、土耳其外交部長費丹、歐盟委員會主席馮德萊恩、歐洲理事會主席科斯塔和北約秘書長呂特與會，眾人討論如何面對俄羅斯侵略，以及烏克蘭實現公正和持久和平的道路。與會領導人達成4點共識，一、在戰爭期間繼續向烏克蘭提供軍事援助，並加大對俄羅斯的經濟壓力。二、任何持久和平都必須確保烏克蘭的主權和安全，烏克蘭必須參與到任何和平談判中。三、有關和平協議，歐洲領導人將致力於阻止俄羅斯今後入侵烏克蘭。四、將建立一個「自願聯盟」來保衛烏克蘭並確保該國和平。烏克蘭總統澤連斯基出席峰會後表示，相信可以修補與美國的關係，強調自己準備好與美國簽署礦產資源協議，不相信美國會停止援助烏克蘭，認為文明世界的領袖，不會願意協助俄羅斯。又指烏克蘭每天都對美國提供的支援表示感謝，承諾將與美方攜手合作。又指出談判仍處於早期階段，與俄羅斯達成和解的前景仍然遙不可及。 施紀賢在會後的記者會中表示，如果想任何聯盟成功，歐洲必須得到美國的大力支援，英國準備在地面和空中協助烏克蘭。並且宣佈英國已經與烏克蘭達成協議，透過出口融資向烏克蘭提供價值20億美元的5千枚防空導彈。波蘭總理圖斯克會後表示，歐盟成員國未能向烏克蘭提供凍結的俄羅斯資產達成統一立場，相關凍結將會在今年6月到期，圖斯克呼籲歐盟延長相關制裁，但擔心匈牙利反對。法國總統馬克龍會後接受傳媒訪問時表示，正在與英國制定在烏克蘭實現一個月停火的計劃，主要針對空、海及能源基礎設施，但不包括地面停火，戰線長難以監控，又表示澤連斯基已經知情。

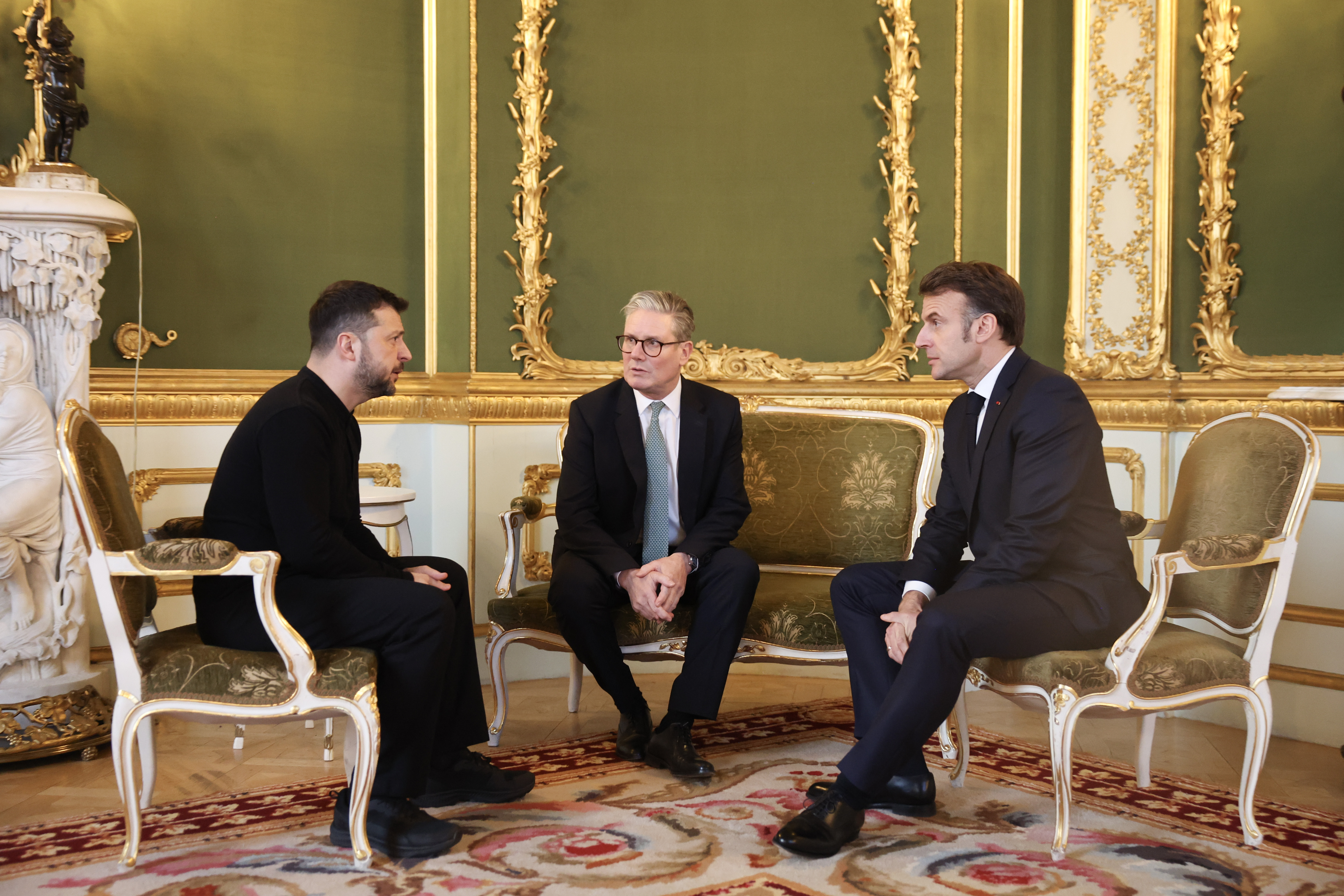
烏克蘭總統澤連斯基與英國首相施紀賢和法國總統馬克龍三人單獨會談

烏克蘭總統澤連斯基在英國會見意大利總理梅洛尼，商討制定一個以公正和持久和平結束戰爭的聯合行動計劃，認為除了普京之外，沒有人對戰爭的繼續和迅速迴歸感興趣。因此，重要的是保持烏克蘭盟友的團結，並加強與歐洲和美國盟友的合作地位。意大利總理梅洛尼則表示，自己昨晚已致電美國總統特朗普，商討烏克蘭問題。另外梅洛尼在英國會見首相施紀賢時表示，義大利和英國可以在烏克蘭總統澤連斯基和美國之間進行調解，認為避免西方分裂的風險非常重要。亦與英國首相施紀賢和法國總統馬克龍三人單獨會談。另外澤連斯基在參與歐洲領導人峰會後，到英國諾福克官邸晉見英王查爾斯三世。
俄羅斯總統新聞秘書佩斯科夫表示，讚揚美國新政府正在迅速改變所有外交政策，在很大程度上符合俄羅斯的願景，因為美俄關係的複雜性受到巨大破壞，未來仍然有很長的路要走。俄羅斯外交部長拉夫羅夫則表示，讚揚特朗普是實用主義者，特朗普政府的常識革命決定了「讓步」協助烏克蘭。拉夫羅夫亦表示，美國總統特朗普政府直言不諱地表達希望和平的立場，但歐洲國家則要求繼續軍事衝突。
烏克蘭國防部情報總局表示，俄羅斯正在傳播虛假資訊，指責是烏克蘭國防部情報總局試圖煽動亞美尼亞和阿塞拜疆之間的武裝衝突，資訊中指責情報總局企圖引發另一場新戰爭，以轉移俄羅斯的注意力，並分散其部隊，從而減輕對烏克蘭的壓力。
美國總統特朗普在社交網站轉發一則貼文，貼文聲稱烏克蘭總統澤連斯基別無選擇，只能讓步，簽署與美國的礦產開採協議，因為沒有美國的支援，烏克蘭將無法在戰爭中倖存。該貼文形容特朗普實際上是在保護烏克蘭，而美國沒有被拖入戰爭，形容協議是「天才」。亦在社交平台上表示，美國應該少花時間擔心普京，而是關注參與一系列犯罪行為的移民。美國聯邦調查局局長帕特爾呼籲美國國會調查向烏克蘭提供的資金如何被使用，並且質疑烏克蘭總統澤連斯基的可信度。
英國首相施紀賢表示，英法兩國將與其他一兩個國家和烏克蘭合作，共同制定「停止與俄羅斯的戰鬥計劃」，然後將再與美國討論該計劃。若達成和平協議，歐洲國家將需要美國提供安全保證或後援，防止俄羅斯總統普京再次入侵烏克蘭。面對下議院保守黨影子內政大臣克恩斯、蘇格蘭民族黨外交事務發言人金尼斯、前國防大臣埃爾伍德和前陸軍指揮官戈登等多位英國政界和軍方人士在美烏領袖爭吵後，要求施紀賢在特朗普就烏克蘭的安全作出保障前，推遲在2月27日以英王查理斯三世名義對特朗普發出的國事邀請訪問。施紀賢回應時表示不會被這些言論左右，認為他們沒有真正意識到最重要的事情，我們正在談論歐洲的和平。
美國眾議院議長共和黨籍的約翰遜表示，澤連斯基在白宮爭吵事件中的所作所為實際上向美國發出一個訊號，表明他還未準備好參與任何和談，讓人非常失望，認為他需要清醒過來，回到談判桌上表示感謝，否則需要其他人管治烏克蘭。美國國務卿魯比奧表示，美國將在澤連斯基準備好實現和平時準備重新參與，批評澤連斯基只是想戰鬥，並表示自從澤連斯基和烏克蘭代表團成員被命令離開白宮後，再沒有與烏克蘭任何官員交談。美國國家安全顧問沃爾茲表示，回憶起告知烏克蘭總統澤連斯基離開白宮的情景，形容澤連斯基仍在爭辯不休。認為如果澤連斯基總統出於個人或政治原因，明顯放棄結束國內戰爭的願望，美國需要一位能夠和美國打交道，和俄羅斯打交道，並結束戰爭的領導人。
挪威船用燃料供應商「Haltbakk Bunkers」在社交平台上表示，雖然公司沒有與美國海軍有任何固定合約，但將停止目前正在向美國海軍艦艇供應燃料，以回應烏克蘭總統澤連斯基2月28日在白宮受到的待遇。但其後刪除貼文，該公司執行長表示，公司已決定不再向美國軍方供應燃料，並呼籲其他歐洲企業仿效。挪威外交大臣山特維克則表示，挪威將繼續為美國海軍艦艇提供燃料。
加拿大總理辦公室表示，將對10名俄羅斯個人和21個實體實施制裁，認為他們參與對烏克蘭的軍事行動，表明致力與夥伴合作，增加對俄羅斯的經濟壓力，加拿大對烏克蘭的承諾是堅定不移。
捷克志願者倡儀計劃「給普京的禮物」負責人表示，自2023年11月開始眾籌資金，為烏克蘭購買一架黑鷹軍用直升機，已經籌集超過290萬美元。
美國電影藝術與科學學院舉行第97屆奧斯卡金像獎頒獎典禮，以3名哈爾科夫藝術家為主角，俄羅斯全面入侵期間加入烏軍，並同時繼續創作瓷器雕像，作為一種文化抵抗行為的記錄片《危脆之戰》入圍最佳紀錄片獎，連續第二年有講述俄羅斯入侵烏克蘭故事的紀錄片入圍該獎項。電影《阿諾拉》奪得最佳電影等5項大獎，但烏克蘭批評片中的俄羅斯演員尤拉·鮑裡索夫曾經出演俄羅斯政府宣傳片，以及非法前往俄佔克里米亞地區。主持人柯南·奥布萊恩開場時，感謝各位盛裝出席，並與台下喜劇演員阿當·桑迪拿互動，指責對方只穿著連帽衛衣參加典禮，「看起來像凌晨2點在玩電子撲克的傢伙」，而桑迪拿佯裝生氣表示，「本來沒人在意我穿什麼，直到你提起來，我不在乎我穿什麼或不穿什麼。難道我這條時髦的運動短褲和蓬鬆的運動衫真的讓你這麼不舒服，還得在我的同業面前羞辱我嗎」。其後桑迪拿離場。整個過程被指影射烏克蘭總統澤連斯基與美國總統特朗普2月28日的會面發生爭吵前，有記者問澤連斯基為何到訪白宮不穿西裝，暗指澤連斯基不尊重。美國演員戴露·漢娜在頒發最佳剪接獎前，在台上高呼「榮耀歸烏克蘭」，獲台下觀眾掌聲回應。

## 3月3日
烏克蘭地方政府表示，截至03日上午9時，俄羅斯在過去24小時內襲擊赫爾松、蘇梅、尼古拉耶夫、第聶伯羅彼得羅夫斯克、頓涅茨克、盧甘斯克、切爾卡瑟、哈爾科夫、扎波羅熱和切爾尼戈夫等地，至少造成6名平民死亡，26名平民受傷。烏克蘭空軍表示，俄羅斯午夜至凌晨期間，對烏克蘭發動大規模無人機襲擊，俄軍從濱海阿赫塔爾斯克、奧廖爾、庫爾斯克、米列羅沃區發射83架見證者-136無人機和不明型號無人機，防空系統在哈爾科夫、蘇梅、波爾塔瓦、扎波羅熱、切爾卡瑟、切爾尼戈夫、第聶伯羅彼得羅夫斯克和基輔擊落46架無人機。另有31架無人機因電子戰措施，未能擊中目標。敖德薩州州長表示，晚上俄羅斯無人機襲擊敖德薩市能源基礎設施，導致停電並擾亂供暖系統，至少造成4名平民受傷。
烏克蘭武裝部隊總參謀部表示，自全面入侵以來，俄羅斯在烏克蘭損失878,070名士兵，過去一天俄軍有1,350人傷亡，累計損失10,252輛坦克、21,290輛裝甲戰鬥車輛、39,327輛車輛和油箱、24,019門火砲系統、1,306套多管火箭系統、1,093套防空系統、370架飛機、331架直升機、27,655架無人機、3,085枚巡弋飛彈、28艘船隻和1艘潛艦等。烏克蘭陸軍司令德拉帕特表示，俄軍於3月1日向第聶伯羅彼得羅夫斯克州正在進行編隊演習的烏軍訓練場發動襲擊，沒有透露烏克蘭士兵傷亡人數，但承諾會阻止類似事情再度發生，形容訓練場的悲劇是敵人襲擊的可怕後果，戰爭需要快速決策、責任和新的安全標準，否則，我們將損失的將比我們擁有的更多。烏克蘭國家邊防衛隊發言人表示，俄軍正試圖突破蘇梅州的俄烏邊境，並切斷烏軍的後勤路線，正試圖前往位於邊境附近的諾文克村。
俄羅斯Telegram頻道報道，烏克蘭無人機襲擊距離邊境1,400公里的俄羅斯烏法市烏菲姆斯基煉油廠，引發爆炸和大火。
俄羅斯國防部表示，烏軍過去一天內在特別軍事行動中損失1,315名軍人。
美國白宮一名官員向彭博社和福克斯新聞透露，美國總統特朗普已經下令暫停向烏克蘭提供軍事援助。政府將審查援助，並尋求其他解決方案。強調美國需要合作夥伴也致力於實現和平的目標，預計暫停援助將持續到烏克蘭向美國表明其對和平的真誠承諾。所有尚未運往烏克蘭的美國軍事裝備都已被「凍結」，其中包括目前正在空運或海運途中的武器以及在波蘭過境區的武器。
美國總統特朗普在社交平台上批評烏克蘭總統澤連斯基2日在英國回答傳媒提問時表示，談判仍處於早期階段，與俄羅斯達成和解的前景仍然遙不可及的言論，特朗普認為這是澤連斯基可能發表過最差的言論，美國不會再忍受澤連斯基，並且認為是澤連斯基不想要和平的證據。形容只要得到美國的支援，澤連斯基就不希望有和平。烏克蘭總統澤連斯基在特朗普在社交平台上批評自己後表示，烏克蘭仍然致力於與美國和歐洲合作伙伴合作，以確保和平，並期待美國繼續支援。烏克蘭努力使外交真正實質性地協助儘快結束這場戰爭，形容是非常重要。並且反駁，烏克蘭需要真正的和平，沒有人比烏克蘭人更想要和平，戰爭繼續摧毀我們的城市並奪走生命。烏克蘭需要儘快實現和平。
俄羅斯總統新聞秘書佩斯科夫表示，美烏領袖的爭吵預示著美國外交政策的重大轉變，與俄羅斯的利益在很大程度上一致。俄羅斯官員對美俄關係可能修復感到樂觀，形容新政府正在迅速改變所有外交政策配置，對俄羅斯而言是積極的發展。
烏克蘭國防部情報總局副局長斯基比茨基表示，俄羅斯目前每次對烏克蘭發動攻擊，使用約150到200架無人機，俄軍正計劃將每次襲擊提高到500架，並增加發射無人機的地點數量。同時大幅增加了國內各種無人機生產，包括戰鬥和偵察無人機，以及誘餌無人機。
烏克蘭總統辦公室顧問波多利亞克表示，在「帶孩子回到UA」的倡儀下，7名烏克蘭兒童返回烏克蘭，其中有兒童在俄佔地區生活期間，忍受被迫申請護照，在學校的心理壓力，以及對未來的持續恐懼等。
俄羅斯克麥羅沃州州長謝列久克表示，財務問題迫使該州八家煤炭公司停運，數百名礦工幾個月沒有工資，最主要是因為西方制裁和物流問題等導致。
美國副總統萬斯接受訪問時表示，特朗普總統明確和一貫地表示只要澤連斯基願意認真談論和平，大門當然是敞開的，批評澤連斯基不能進入橢圓形辦公室或其他任何地方，但拒絕討論和平協議的細節，這讓任何人都不開心，談判中俄羅斯和烏克蘭都將不得不放棄一些東西。不能夠來到橢圓形辦公室要求提供安全保障，但不會討論你願意放棄的事情。認為這就是烏克蘭的姿態。萬斯又形容拜登對烏克蘭的行政政策，是不斷向一場可怕的衝突投入金錢和彈藥。美國國家安全顧問沃爾茲表示，特朗普政府希望聽到澤連斯基對橢圓形辦公室的爭吵感到歉意和遺憾，並且準備簽署美烏礦產協議和參與和談。再次重申爭吵證明烏克蘭總統對和平談判並不認真。美國人的耐心不是無限的，錢包不是無限的，庫存和彈藥不是無限的，但澤連斯基的行為正在危及烏克蘭與美國的長期經濟關係。
美國共和黨眾議員菲茨派翠克表示，與烏克蘭總統辦公室主任葉爾馬克進行長時間且富有成效的一對一談話，百分之百會「讓火車回到軌道上」，美烏礦產協議將在短期內簽署，將促成美國和烏克蘭之間強有力的長期經濟夥伴關係，並最終自然地促成安全援助。歐洲將被要求挺身而出，儘自己的一份力量，並且將被授權這樣做。葉爾馬克則表示，與美國國會議員布賴恩進行對話，討論走向公正和平道路以及涉及美國經濟夥伴關係的礦產協議，對兩國至關重要，雙方相互理解，正朝着由兩國領導人作出決定的方向邁進。
領導德國基督教民主聯盟贏得大選，有望出任新總理的梅爾茨表示，認為美國總統特朗普故意升級與烏克蘭總統澤連斯基的衝突，這並不是對澤連斯基言論的自發性反應，而是明顯的故意升級，形容衝突的基調「無濟於事」，使得德國幾乎不可避免地必須增加軍隊的國防支出。
新聞通訊社「路透社」引述美國白宮消息人士報道，隨著特朗普努力恢復與俄羅斯的外交關係並談判結束烏克蘭戰爭，白宮已指示國務院和財政部編制一份可以解除制裁的清單，計劃在即將與俄羅斯代表的會談中使用這份清單，作為改善與俄羅斯經濟和政治關係的更廣泛戰略的一部分，提案將取消對包括寡頭在內的特定俄羅斯個人和實體的限制。白宮已直接請求表明，作為與克里姆林宮達成潛在協議的一部分，認真考慮解除制裁。
英國「金融時報」引述消息人士報道，英、法、德三國官員正在商討如何沒收超過2,100億美元俄羅斯凍結資產，作為烏克蘭停火談判的一部分，法方討論的一項提案建議，如果俄羅斯違反未來的停火協議，將扣押資產，確保烏克蘭的安全保障。

## 3月4日
烏克蘭地方政府表示，截至04日上午9時，俄羅斯在過去24小時內襲擊赫爾松、蘇梅、尼古拉耶夫、第聶伯羅彼得羅夫斯克、頓涅茨克、盧甘斯克、切爾卡瑟、哈爾科夫、敖德薩、扎波羅熱和切爾尼戈夫等地，至少造成2名平民死亡，11名平民受傷。烏克蘭空軍表示，俄羅斯午夜至凌晨期間，對烏克蘭發動大規模無人機襲擊，俄軍從濱海阿赫塔爾斯克、奧廖爾、布良斯克、庫爾斯克、米列羅沃區發射99架見證者-136無人機和不明型號無人機，防空系統在哈爾科夫、蘇梅、波爾塔瓦、扎波羅熱、基洛夫格勒、敖德薩、尼古拉耶夫、第聶伯羅彼得羅夫斯克、頓涅茨克和基輔擊落65架無人機。另有32架無人機因電子戰措施，未能擊中目標。
烏克蘭武裝部隊總參謀部表示，自全面入侵以來，俄羅斯在烏克蘭損失879,410名士兵，過去一天俄軍有1,340人傷亡，累計損失10,255輛坦克、21,298輛裝甲戰鬥車輛、39,428輛車輛和油箱、24,064門火砲系統、1,306套多管火箭系統、1,094套防空系統、370架飛機、331架直升機、27,741架無人機、3,085枚巡弋飛彈、28艘船隻和1艘潛艦等。總參謀部表示，烏克蘭空軍使用無人機襲擊俄羅斯庫爾斯克州特洛茨科耶附近一個軍事設施，摧毀防空洞和射擊陣地，殺死超過30名俄羅斯軍事人員。烏克蘭國家安全與國防委員會反虛假資訊中心表示，午夜至凌晨期間，烏克蘭無人機襲擊俄羅斯薩馬拉州塞茲蘭煉油廠，引發大火。烏克蘭國民警衛隊第13「喀蒂亞」旅表示，過去一個月哈爾科夫前線地區的俄軍遭受的死亡人數多於受傷，主要是由於俄軍行動較少，人員較集中，且很少使用車輛，而烏軍已經建立一個延伸到俄羅斯佔領區10公里的「死亡地區」，允許烏軍從空中控制該區。
俄羅斯國防部表示，烏軍過去一天內在特別軍事行動中損失1,405名軍人。
烏克蘭總統澤連斯基表示，與美國總統特朗普在白宮的會面「沒有按應有的方式進行」，形容後果「令人遺憾」，重申烏克蘭準備「隨時以任何方便的形式」簽署礦產協議。認為協議是朝著更大和堅實的安全和保證邁出的一步，真心希望能有效發揮作用。另外又表示，烏克蘭準備儘快坐上談判桌，以拉近持久和平的距離，沒有人比烏克蘭人更想要和平。建議初步和平步驟可能包括釋放戰俘以及包括禁止導彈、遠端無人機和針對民用基礎設施發射炸彈的「空中休戰」和「海上休戰」。然後希望非常迅速地完成所有後續階段，並與美國合作，達成一項強而有力的最終協議。澤連斯基在晚間講話中表示，已指示烏克蘭國防部長、情報總局和外交官員與美國聯絡，以澄清美國軍事援助的未來，強調不應該猜測烏美關係，兩國應該進行相互尊重的對話和明確的立場。但表明現在不是2022年，烏克蘭現在的復原力更高，有防禦手段，但與美國的正常夥伴關係關係對我們真正結束戰爭很重要。警告俄羅斯沒有改變其立場，俄羅斯要求削減烏軍，要求烏克蘭放棄領土，並大幅削弱烏克蘭的政治結構。
烏克蘭總理什梅加爾表示，烏克蘭準備好簽署美烏礦產協議，烏克蘭竭盡所能保持與美國的合作在之前的水平之上。形容美國軍事援助至關重要，有助於挽救數以千萬人的生命，但表明烏克蘭正在努力吸引資金，用於國內武器生產，目前已滿足大約30%的需求。同時表明根據國防部長烏梅羅夫消息，截止3日深夜，美國的軍事援助仍然正在運住烏克蘭，截至今天上午，國防部長沒有關於出現變化的相關資訊。但波蘭總理圖斯克表示，美方經波蘭將武器運往烏克蘭的行動的而且確已經暫停，形容是緊急情況。
美國總統特朗普在向美國國會參眾兩院發表談話中表示，收到來自烏克蘭總統澤連斯基一封「正面的信件」，表示烏克蘭願意在美國領導下結束與俄羅斯的衝突。信中形容烏克蘭準備儘快來到談判桌前，以拉近持久和平的距離，沒有人比烏克蘭人更想要和平。其後白宮表示信件是指澤連斯基的網上貼文。美國副總統萬斯在回應記者有關美國正在對烏克蘭施加壓力，而不是對俄羅斯施加壓力的提問時表示，美國仍然對俄羅斯實施制裁，相信俄羅斯的經濟因此而受到影響，並帶來壓力，促使他們到談判桌。
美國財政部長貝森特回應傳媒報道總統特朗普將在向美國國會參眾兩院發表談話中宣布簽署美烏礦產協議時表示，總統特朗普並未有計劃在發表講話期間或之後公布簽署美烏礦產協議。美國眾議院議長共和黨籍的約翰遜表示，美國對烏克蘭的軍事援助暫停是暫時的，與烏克蘭總統澤連斯基與美國總統特朗普在橢圓形辦公室的激烈交流的後果有關，如果澤連斯基簽署礦產協議，現在對每個人來說都是雙贏。美國總統高級顧問米勒表示，美國暫停對烏克蘭的軍事援助，作為推動烏克蘭總統澤連斯基與俄羅斯、美國談判的壓力運動的一部分，特朗普正在使用強硬的策略來加強對和談的要求，希望澤連斯基「回到談判桌前」。美國國防部否認國防部長赫格塞斯曾下令停止針對俄羅斯的網絡行動。
美國民主黨國會議員在總統特朗普向美國國會參眾兩院發表談話前發表聯合聲明，形容特朗普正在威脅美國的國家安全，自一個多月前上任以來，總統幾乎疏遠美國擁有的每個國際合作伙伴和盟友，隨著俄羅斯、北韓、伊朗和中國的合作，令美國在日益危險的世界中孤立無援。美國需要合作伙伴和盟友來有效應對面臨或可能面臨的眾多國家安全威脅。然而，相比於與長期合作伙伴和盟友，特朗普與威脅國際規則秩序的普京更一致。
歐盟委員會主席馮德萊恩公布旨在加強歐洲大陸國家國防能力的ReArm Europe計劃，包括增加國防預算、研發新武器、增加投資等，有助建立安全和有彈性的歐洲以及承擔歐洲自行防衛的責任，並且可以大幅增加對烏克蘭的支援，包括提供軍事援助。
白俄羅斯總統盧卡申科表示，俄羅斯、美國和烏克蘭領導人可以到白俄羅斯進行會談，形容當地沒有噪音和喊叫，特朗普、普京和澤連斯基可以安靜地達成協議，而自己不會參與調停。但同時盧卡申科簽署批准白俄羅斯和俄羅斯在聯盟國家框架內的安全保障條約。
美國傳媒「有線電視新聞網」引述知情人士報道，雖然特朗普暫停對烏克蘭的軍事援助，但美國仍繼續與烏克蘭分享情報。

## 3月5日
烏克蘭地方政府表示，截至05日上午9時，俄羅斯在過去24小時內襲擊赫爾松、蘇梅、尼古拉耶夫、第聶伯羅彼得羅夫斯克、頓涅茨克、盧甘斯克、切爾卡瑟、哈爾科夫、敖德薩、扎波羅熱和切爾尼戈夫等地，至少造成2名平民死亡，7名平民受傷。烏克蘭空軍表示，俄羅斯午夜至凌晨期間，對烏克蘭發動大規模無人機襲擊，俄軍從沃羅涅日州發射3枚伊斯坎德爾-M/KN-23彈道導彈，從庫爾斯克州發射1枚S-300導彈，從濱海阿赫塔爾斯克、奧廖爾、布良斯克、庫爾斯克、米列羅沃區和俄佔克里米亞發射181架見證者-136無人機和不明型號無人機，防空系統在哈爾科夫、蘇梅、波爾塔瓦、扎波羅熱、切爾卡瑟、敖德薩、尼古拉耶夫、第聶伯羅彼得羅夫斯克、切爾尼戈夫、頓涅茨克和基輔擊落115架無人機。另有55架無人機因電子戰措施，未能擊中目標。烏克蘭國家應急服務表示，俄軍晚上10時使用導彈襲擊第聶伯羅彼得羅夫斯克州克里維裡赫一家酒店，至少造成4名平民死亡，32名平民受傷，包括1名兒童。
烏克蘭武裝部隊總參謀部表示，自全面入侵以來，俄羅斯在烏克蘭損失880,660名士兵，過去一天俄軍有1,250人傷亡，累計損失10,256輛坦克、21,304輛裝甲戰鬥車輛、39,512輛車輛和油箱、24,087門火砲系統、1,306套多管火箭系統、1,094套防空系統、370架飛機、331架直升機、27,849架無人機、3,085枚巡弋飛彈、28艘船隻和1艘潛艦等。總參謀部表示，空軍分別攻擊俄佔赫爾松奧萊什基俄羅斯武裝部隊第70機動步槍師第17坦克團的指揮所和庫爾斯克州普列霍沃的俄羅斯第177獨立海軍步兵團第2連的據點，未有交代是否在美國終止情報共享前完成。烏克蘭軍方霍爾蒂恰作戰戰術小組表示，烏克蘭哈特旅獵鷹部隊的無人機在哈爾科夫州沃夫昌斯克鎮附近摧毀俄羅斯穆羅姆-M遠端監視系統。另有俄軍士兵和運送步兵和彈藥到其他陣地的車輛在同一地區遭到攻擊。
俄羅斯國防部表示，防空系統擊落6枚美製聯合直接攻擊彈藥航空制導炸彈以及51架無人機。
俄羅斯國防部表示，東部集團軍部隊已經佔領頓涅茨克地區普里沃利諾耶村。俄軍航空兵、無人機、導彈部隊和炮兵對烏軍機場基礎設施、石油基地、無人機指揮所和工廠、特種部隊的快艇駐泊地、部隊指揮部以及在150個地區的有生力量和軍事裝備聚結區進行打擊。自特別軍事行動開展以來，俄軍共摧毀烏軍656架飛機、283架直升機、45,318架無人機、600套防空系統、21,989輛坦克和其他裝甲戰車、1,523輛多管火箭系統、22,286門火炮和迫擊炮以及32,455輛特種車輛。
美國國家安全顧問沃爾茲表示，一旦安排和談並採取更多建立信任措施，特朗普總統可能會取消對烏克蘭的軍事支援的暫停。是美國官員首次承認暫停對烏克蘭的武器運送。中央情報局局長拉特克利夫證實，美國已經停止與烏克蘭的共享情報，總統特朗普對澤連斯基是否致力於和平存在疑問，下令暫停共享。多間傳媒形容停止與烏克蘭共享情報，威脅到烏克蘭在全面戰爭中打擊俄羅斯目標的能力。
烏克蘭總統澤連斯基表示，隨著俄羅斯全面入侵進入第4年，烏克蘭和歐洲正在制定實現公正和可持續和平的第一步計劃，並將快速完成制定。已經與斯洛維尼亞總理哥洛布討論計劃，簡要介紹2日在倫敦舉行的領導人峰會和歐洲的共同努力。歐洲對結束俄羅斯戰爭和確保長期穩定有著共同願景，應該與烏克蘭和美國一起在未來談判的談判桌上。澤連斯基亦與荷蘭首相斯霍夫通電話。會後斯霍夫表示，荷蘭將在2026年向烏克蘭提供38億美元綜合政府支援，其中7億美元用於投資無人機生產，荷蘭將繼續支援烏克蘭對抗俄羅斯侵略的鬥爭，包括政治、軍事、財政和道義支援。
烏克蘭總統辦公室主任葉爾馬克表示，已與美國國家安全顧問沃爾茲通電話，討論實現公正持久和平的進一步措施，針對安全問題以及烏美雙邊關係框架內的立場協調等交換意見。兩國同意安排各自團隊盡快會談。
俄羅斯總統新聞秘書佩斯科夫表示，白俄羅斯首都明斯克可能是舉辦美國、烏克蘭和俄羅斯之間潛在三邊會談的最佳地點。形容明斯克對俄羅斯來說是最好的地方，是俄羅斯的主要盟友。又表示克里姆林宮對澤連斯基表示準備「來到談判桌」感到「積極」。
烏克蘭國防部表示，由英國和拉脫維亞牽頭的無人機聯盟成立第一年，烏克蘭已經從合作伙伴獲得超過21億美元的援助，加強烏克蘭的國防。
俄羅斯西部第2區軍事法院公布法庭檔案，在莫斯科的法院已經受理與入侵庫爾斯克地區有關的烏克蘭115名被俘士兵的案件。所有烏克蘭戰俘都被指控發動恐怖襲擊。30名戰俘已被判刑監禁14至17年。軍事法院庫爾斯克地區法院公布，在俄羅斯庫爾斯克州為烏克蘭而戰的英國公民詹姆斯·斯科特·里斯·安德森被拘後案件中的非公開審理判決，1名與安德森在同一部隊服役的烏克蘭士兵作為證人，安德森認罪，法院以「恐怖主義」和「僱傭兵」罪判處安德森監禁19年，認為安德森屬於僱傭兵，無權作為戰俘受到保護，需在監獄度過前五年，其餘刑期在高度設防的殖民地監獄度過。
美國國務卿盧比歐在接受傳媒訪問時表示，俄羅斯對烏克蘭的全面戰爭是俄羅斯和美國之間的「代理戰爭」，總統特朗普將對烏克蘭的全面戰爭視為「曠日持久、僵化的衝突」，繼續向烏克蘭提供「只要他們需要多少的武器」不是合適的戰略。提及美烏領袖爭吵時表示，美國希望讓俄羅斯和烏克蘭參與解決戰爭，要求烏克蘭人不要破壞和談，認為澤連斯基破壞特朗普的計劃。雙方都需要作出讓步，才能找到結束衝突的方法，因此雙方都必須坐在談判桌上。盧比歐得說法，被批評附和克里姆林宮的宣傳，普京一直稱俄羅斯全面入侵烏克蘭是西方正在用烏克蘭人的手與俄羅斯作戰。
法國總統馬克龍在全國電視講話中表示，將與歐洲盟友討論利用法國的核威懾力量來保護歐洲，特別是在面對來自俄羅斯的威脅時。強調法國是歐盟中唯一的核武器國家，俄羅斯已對法國和歐洲構成威脅。各國是否加入取決於各國元首，而法國的核武器使用權將僅限於法國總統的決定之下。認為俄羅斯目前將40%的國家預算用於軍事開支，並計劃到2030年擴軍30萬人，增加3千輛坦克和3百架戰機。質疑俄羅斯是否會止步於烏克蘭，並強調盟友需要確保俄羅斯不會在潛在的和平協議簽署後再次入侵烏克蘭。形容歐洲的未來不必由華盛頓或莫斯科來決定，1989年柏林牆倒塌後的「30年純真時代」已經結束。馬克龍的決定被指是回應領導德國基民盟贏得大選，有望出任新總理梅爾茲早前呼籲與法國進行核共享討論。
波蘭副總理加夫科夫斯基回應消息指美國可能切斷烏克蘭使用星鏈衛星的許可權時表示，波蘭向烏克蘭提供其購入的2萬多枚終端，並支付訂閱費來維護，形容難以想像波蘭和一間美國公司之間的關係突然中斷，將會是一場國際關係危機。
加拿大國防部長布萊爾表示，只要美國承諾提供安全保障，加拿大準備參加在烏克蘭的潛在維和行動。
新聞通訊社「路透社」與法國市場研究公司「益普索」公布聯合民調結果，在美烏領袖白宮爭吵後，81％自認屬於民主黨人和67%自認屬於共和黨人的美國受訪者認為烏克蘭無需對發動戰爭負有更大的責任，73%共和黨受訪者認為美國應該獲得烏克蘭礦產的份額，75%民主黨受訪者不認同。

## 3月6日
烏克蘭地方政府表示，截至06日上午9時，俄羅斯在過去24小時內襲擊赫爾松、蘇梅、尼古拉耶夫、第聶伯羅彼得羅夫斯克、頓涅茨克、盧甘斯克、切爾卡瑟、哈爾科夫、敖德薩、扎波羅熱和切爾尼戈夫等地，至少造成8名平民死亡，39名平民受傷。烏克蘭空軍表示，俄羅斯午夜至凌晨期間，對烏克蘭發動大規模無人機襲擊，俄軍從沃羅涅日州發射2枚伊斯坎德爾-M/KN-23彈道導彈，從濱海阿赫塔爾斯克、奧廖爾、布良斯克、庫爾斯克、沙塔洛沃和俄佔克里米亞發射112架見證者-136無人機和不明型號無人機，防空系統在哈爾科夫、蘇梅、波爾塔瓦、切爾卡瑟、敖德薩、基洛夫格勒、第聶伯羅彼得羅夫斯克、切爾尼戈夫和基輔擊落68架無人機。另有43架無人機因電子戰措施，未能擊中目標。
烏克蘭武裝部隊總參謀部表示，自全面入侵以來，俄羅斯在烏克蘭損失881,800名士兵，過去一天俄軍有1,140人傷亡，累計損失10,261輛坦克、21,311輛裝甲戰鬥車輛、39,606輛車輛和油箱、24,108門火砲系統、1,306套多管火箭系統、1,096套防空系統、370架飛機、331架直升機、27,929架無人機、3,085枚巡弋飛彈、28艘船隻和1艘潛艦等。

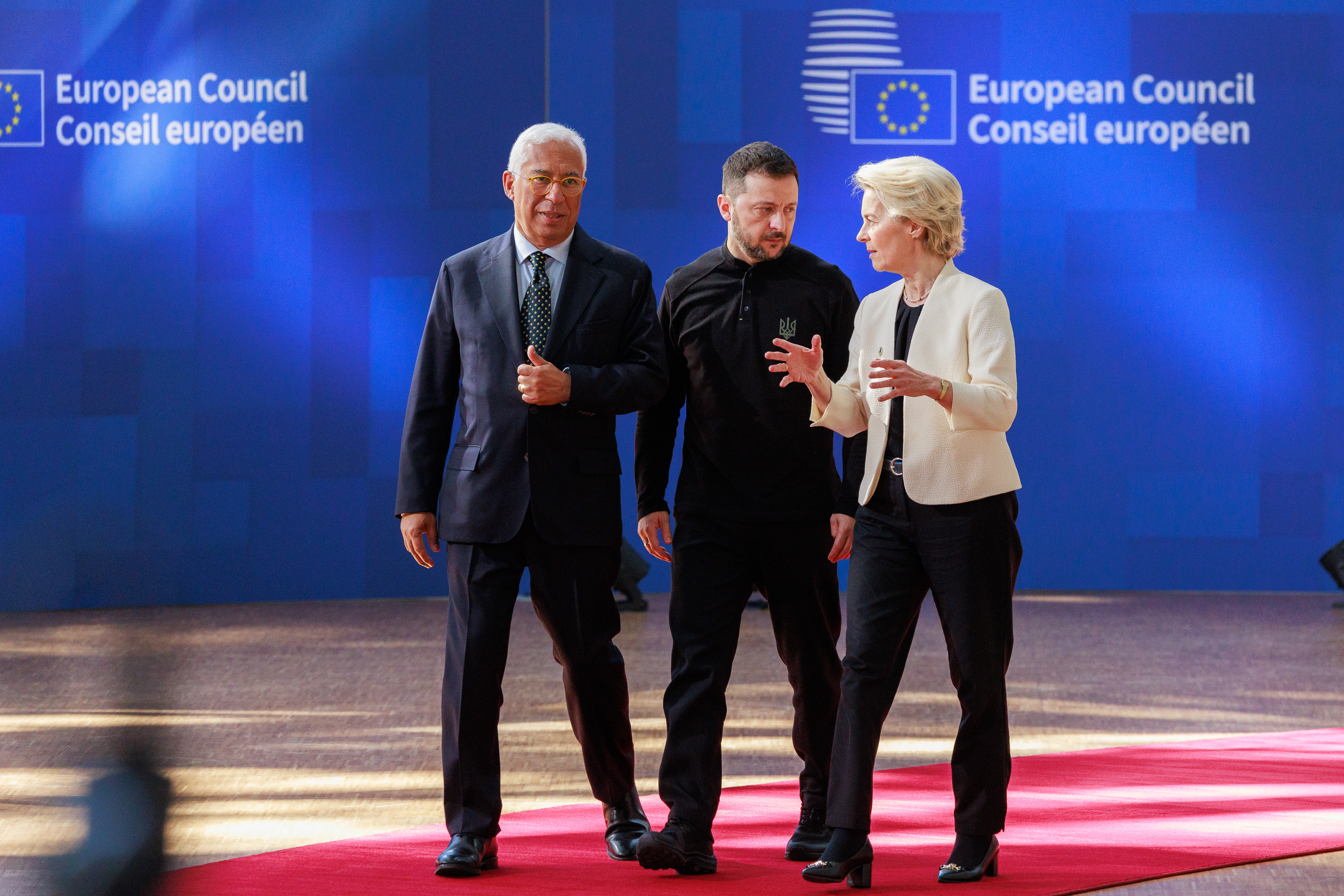
澤連斯基出席歐盟緊急峰會，與歐洲理事會主席科斯塔和歐盟委員會主席馮德萊恩一同進入會場

烏克蘭總統澤連斯基抵達比利時布魯塞爾，出席歐盟緊急峰會，旨在討論對烏克蘭和歐洲提高自身國防能力的努力的進一步支援。澤連斯基與歐洲理事會主席科斯塔和歐盟委員會主席馮德萊恩一同進入會場，並會見記者，科斯塔表示加強歐洲防務是烏克蘭國防的動力，烏克蘭的國防能力更強，對於加強歐洲的國防更重要。澤連斯基則表示，感謝歐洲領導人對烏克蘭的大力支援。澤連斯基在會議上表示，烏克蘭人真的很感激歐洲的支援，在全球政治情緒激動的時代，歐洲的誠信得到維護，歐洲正在努力做正確的事情。美國與烏克蘭將在下周於沙特阿拉伯恢復會談。烏克蘭從戰爭開始的第一秒就一直在尋求和平，一直表明戰爭持續的唯一原因是俄羅斯。尋求結束戰爭存在多個步驟，包括需要確保作為戰爭唯一發起者的俄羅斯認識到結束戰爭的必要性，可以透過易於建立和監控的形式來證明，一是不對能源和其他民用基礎設施進行攻擊，停止發射導彈、炸彈和遠程無人機，二是水上停火，即不在黑海採取軍事行動。其後，是對談判情況的基本信任。烏克蘭人、歐洲人、美國人、世界上每一個不同意戰爭的人都需要感覺到俄羅斯人沒有欺騙我們，而釋放戰俘和平民將成為建立基本信任的手段。任何休戰和任何形式的建立信任措施只能是全面和公平解決、關於安全保障的全面協議和結束戰爭的序幕。再次強調烏克蘭人想要和平，但不要以放棄烏克蘭為代價。俄羅斯是否能夠放棄戰爭，是任何談判都必須回答的問題。希望歐洲國家繼續支援與烏克蘭安全有關的任何問題都應在烏克蘭的參與下解決，任何與歐洲安全有關的任何問題都應在歐洲參與下解決，才能保證歐洲大陸的和平，並尊重所有歐洲國家的利益。感謝歐洲國家決心幫助保衛烏克蘭，以及合作伙伴對烏克蘭國防工業的投資，感激歐盟16輪對俄羅斯的制裁計劃。
美國傳媒「Politico」引述烏克蘭國會議員和美國共和黨成員消息報道，美國總統特朗普團隊已經私下秘密與烏克蘭在野黨領袖，烏克蘭總統澤連斯基的政治對手，全烏克蘭祖國聯盟領袖、前總理提摩申科和歐洲團結黨領袖、前總統波羅申科會面。兩人在報道刊登後，均承認與美國合作伙伴和盟友公開和透明地進行討論，以幫助儘快確保公正與和平的解決方案。兩人重申反對戰爭期間舉行選舉和只有在戰爭結束後才有可能進行選舉。
烏克蘭國防部長烏梅羅夫在德國會見德國國防部長皮斯托里烏斯後表示，烏克蘭尚未收到有關美國限制情報共享的詳細資訊，但已經在尋找替代方案，包括在必要時請求德國援助。
烏克蘭駐英國大使，武裝部隊前總司令扎盧日內表示，隨著美國向俄羅斯示好，並質疑整個西方世界的團結，試圖在沒有美國參與的情況下將安全問題委託給歐洲，可能在不久的將來北約亦會停止，美國正在破壞世界秩序。而歐洲可能是俄羅斯的下一個目標，對西方合作伙伴的恐懼使俄羅斯開始尋找盟友，形成「軸心」。
烏克蘭戰俘和失蹤人員親屬在美國駐烏克蘭大使館外舉行集會，敦促美國幫助釋放所有被俄羅斯俘虜的烏克蘭士兵和平民。
美國總統特朗普表示，白宮尚未就目前居住在美國的24萬名烏克蘭難民的法律地位作出決定，但計劃很快交代決定，政府不想傷害來自烏克蘭的難民。早前新聞通訊社「路透社」曾報道，政府正計劃撤銷烏克蘭人的臨時保護身份，為驅逐他們出境鋪平道路。另外特朗普表示，最近幾天美國與烏克蘭和俄羅斯取得很大進步，再次對結束戰爭持樂觀態度，聲稱在擔任總統的第一個任期內，儘管所謂的「俄羅斯騙局」困難重重，但仍然與俄羅斯在核裁軍協議取得非常好的進展。形容戰爭的迅速結束將意味著「不必談論核問題」，回應法國總統馬克龍表示，可以擴大法國核保護傘到歐洲盟友。
美國財政部長貝森特表示，美國準備「全力」制裁俄羅斯，以迫使俄羅斯進入談判桌，批評拜登總統對俄羅斯實施「非常弱的制裁」，並表示本屆政府準備頒佈更嚴厲的限制措施，以便在即將舉行的會談中獲得影響力。使俄羅斯戰爭機器能夠繼續融資的一個主要因素是拜登政府對美國能源價格上升壓力的擔憂。美國總統烏克蘭和俄羅斯問題特使凱洛格表示，在俄羅斯全面入侵烏克蘭30天後在土耳其伊斯坦布爾會談中達成的初步協議，不能作為烏克蘭與俄羅斯和平協議的基礎，當中的要求對烏克蘭而言非常弱勢。強調今天的情況與2022年的情況很不同。指出特朗普政府旨在重置美俄關係，批評美國前任政府避免與俄羅斯總統普京直接接觸。又表示美國停止對烏克蘭的軍事援助和情報共享，烏克蘭應承擔責任，並指責是自食其果。美國總統中東問題特使史蒂夫·威特科夫表示，烏克蘭和美國代表團將於下週在沙特阿拉伯討論潛在的和平協議，為和平協議和最初的停火制定一個框架。
美國國防部長赫格塞思會見到訪的英國國防大臣賀里安。在會後的記者會中赫格塞思表示，讚揚英國在歐洲盟友中加強支援烏克蘭，在美國外交政策不斷變化的情況下「站出來」成為歐洲在烏克蘭的領導者，讚揚英國主持烏克蘭國防聯絡小組最近一次會議。
歐盟各成員國除去匈牙利外，26國在緊急峰會後發表聯合聲明譴責俄羅斯侵略烏克蘭，並承諾繼續支援烏克蘭。重新申對烏克蘭在國際公認邊界內的獨立、主權和領土完整的持續和堅定不移的支援。26國致力於在烏克蘭實現公正和平，烏克蘭和歐洲需要參加任何談判，在沒有後續全面和平協議的情況下不應停火，為烏克蘭提供安全保障以及尊重烏克蘭的主權或領土完整。歐洲理事會主席科斯塔在歐盟緊急峰會後被問及歐洲如何在沒有美國支援的情況下為烏克蘭提供安全保障時表示，最好的安全保障是烏克蘭人自己，強調烏克蘭三年多來一直在與俄羅斯的全面入侵作鬥爭。歐盟計劃「探索在條約框架內為安全保障作出貢獻的能力」，但沒有描述任何具體建議。重申安全保障不僅對烏克蘭的和平至關重要，而且對整個歐洲的安全和恢復基於規則的國際秩序至關重要，多個歐盟成員國已承諾為烏克蘭提供163億美元的額外援助。歐盟委員會主席馮德萊恩亦表示，支援科斯塔關於烏克蘭是其自身最佳安全保證的言論，最好的安全保證是烏克蘭軍隊。意大利總理梅洛尼在會後表示，提議在烏克蘭沒有成員資格的情況下，將北約第5條共同防禦條款延伸至烏克蘭，認為這將比部署外國軍隊監督可能的停火更為有效和穩定的安全保障。
挪威首相史托爾表示，國會已同意2025年將對烏克蘭的援助增加到總額78億美元，對歐洲的和平與穩定做出堅實的貢獻。
法國國防部長勒科爾努表示，在美國宣布暫停與基輔情報共享的一天後，法國已開始向烏克蘭提供情報支援。
法國衛星營運商「歐洲通信衛星公司」表示，正在加強與歐盟討論星鏈衛星服務在烏克蘭的業務，表明公司在當地已有重要據點，安裝數千個終端設備，但並非所有都已連接到網路，要達到烏克蘭現有約4萬個星鏈終端的數量，需要幾個月的時間取代。
美國傳媒「紐約時報」引述美國和烏克蘭消息報道，美國暫停與基輔分享情報，影響探測俄羅斯無人機和導彈襲擊烏克蘭軍事和民用目標的警告，並將使烏軍更難打擊俄羅斯目標不過基輔仍然可以訪問其他衛星影象。有美國官員表示，希望暫停情報共享短暫時間，並且沒有實際影響，特朗普政府正計劃暫停軍事和情報共享一兩個星期，作為對澤連斯基施加壓力的一部分。

## 3月7日

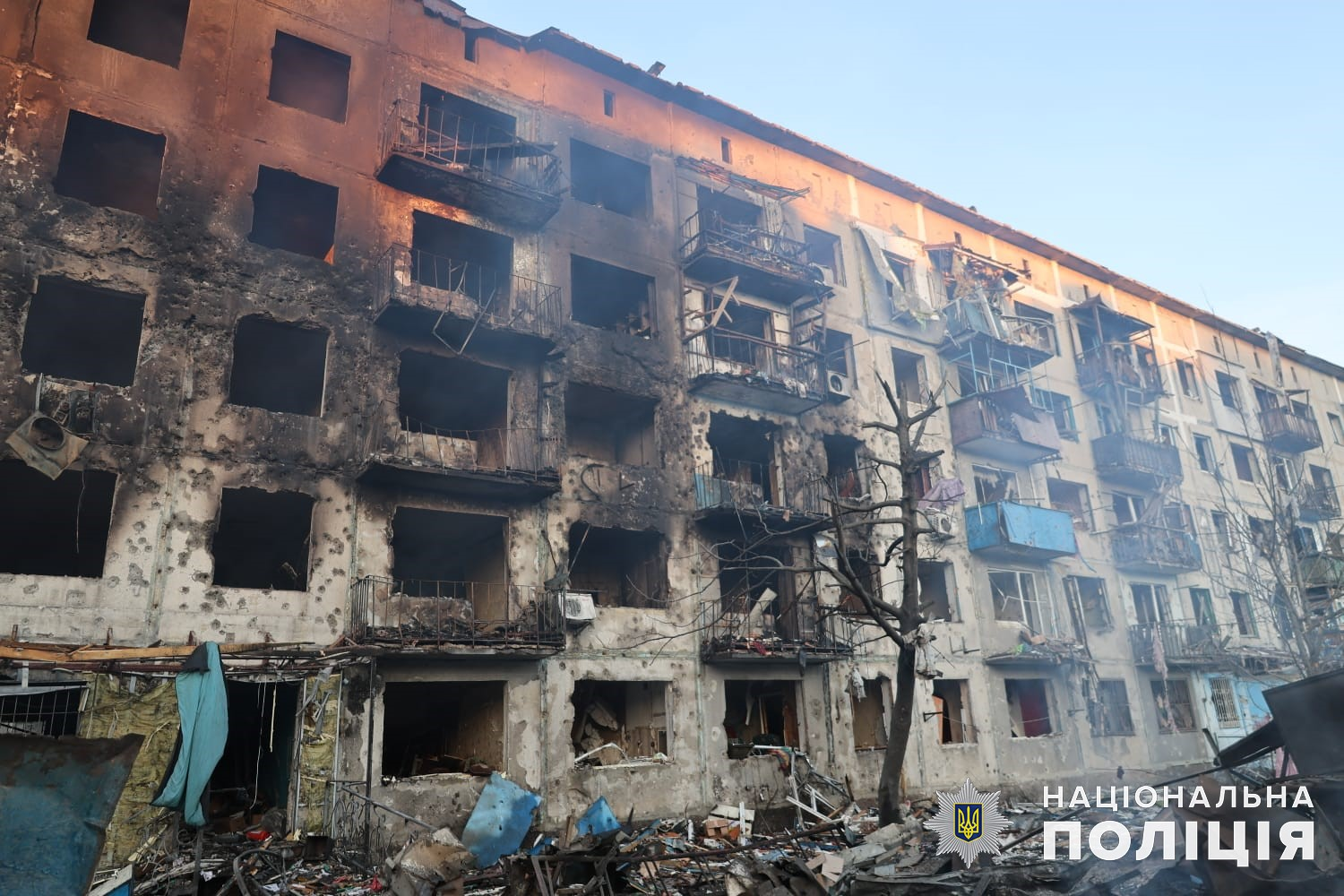
俄軍襲擊多布羅皮利亞後

烏克蘭地方政府表示，截至07日上午9時，俄羅斯在過去24小時內襲擊赫爾松、蘇梅、尼古拉耶夫、第聶伯羅彼得羅夫斯克、頓涅茨克、盧甘斯克、切爾卡瑟、哈爾科夫、波爾塔瓦、敖德薩、扎波羅熱和切爾尼戈夫等地，至少造成2名平民死亡，24名平民受傷。烏克蘭空軍表示，俄羅斯午夜至凌晨期間，對烏克蘭關鍵基礎設施發動大規模導彈和無人機襲擊，俄軍發射3枚伊斯坎德爾-M/KN-23彈道導彈、35枚Kh-101/Kh-55cm巡弋導彈、8枚口徑巡弋導彈、4枚S-300防空導彈、8枚Kh-59/69導引航空導彈以及194架見證者-136無人機和不明型號無人機，空軍出動防空導彈部隊、電子裝備和機動火力部隊、以及F-16和幻影-2000戰機擊落25枚Kh-101/Kh-55cm巡弋導彈、8枚口徑巡弋導彈、1枚Kh-59/69導引航空導彈以及100架無人機。10枚以上導彈沒有擊中目標，另有86架無人機因電子戰措施，未能擊中目標。是法國提供烏克蘭的幻影2000戰機首次參與擊退俄羅斯對烏克蘭的空襲。烏克蘭能源部長哈魯申科表示，俄軍凌晨4時和6時向烏克蘭各地區能源和天然氣基礎設施發動大規模導彈襲擊。頓涅茨克地區軍事管理局表示，晚上俄軍對頓涅茨克州多布羅皮利亞發動多次襲擊，至少造成11名平民死亡，50名平民受傷。
烏克蘭武裝部隊總參謀部表示，自全面入侵以來，俄羅斯在烏克蘭損失882,950名士兵，過去一天俄軍有1,150人傷亡，累計損失10,264輛坦克、21,334輛裝甲戰鬥車輛、39,678輛車輛和油箱、24,124門火砲系統、1,306套多管火箭系統、1,096套防空系統、370架飛機、331架直升機、28,024架無人機、3,085枚巡弋飛彈、28艘船隻和1艘潛艦等。
俄羅斯布良斯克州州長表示，6架烏克蘭無人機襲擊斯塔羅杜布市的工業設施。當地傳媒報道烏克蘭使用的是自製「地獄」新型導彈無人機。
多間烏克蘭傳媒引述軍事消息報道，俄軍在烏克蘭控制的庫爾斯克地區蘇賈鎮以南發動進攻，試圖切斷烏克蘭在俄羅斯庫爾斯克地區的陣地補給，烏軍正試圖防禦。俄羅斯獨立媒體「Agentstvo」援引情報消息報道，俄軍幾乎已經到達烏克蘭在蘇賈以南的邊界，意味著部分地區與烏克蘭領土隔絕。烏克蘭傳媒「基輔獨立報」引述前線士兵消息報道，俄軍摧毀烏軍在俄羅斯庫爾斯克州的後勤，形容局勢「危急」，烏軍面臨被包圍的威脅，蘇賈附近的所有橋樑都被摧毀，烏軍的彈藥和燃料供應被切斷，駐紮當地的烏克蘭士兵希望撤退。
烏克蘭傳媒「軍事」報道，美國航空航天公司「Maxar Technologies」已限制烏克蘭獲得該公司的衛星影像，公司解釋限制是因應行政請求作出，美國政府已禁止與烏克蘭分享情報資料，而國務院已禁止美國公司與商業服務向烏克蘭提供衛星資料。美國傳媒「有線電視新聞網」引述國防部官員消息報道，美國繼續向烏克蘭部份情報，以協助烏克蘭的防禦行動，但情報不能支援烏克蘭攻擊俄軍。消息人士亦證實，烏軍依賴的星鏈衛星系統仍然在烏克蘭運作。
烏克蘭總統澤連斯基在夜間講話中表示，烏克蘭希望盡快實現和平，烏美兩國官員今日在各個層面進行迄今為止最密集的電話討論工作，美國官員正在努力「加速和平」，而議題十分明確，儘快實現和平，儘可能可靠地實現安全，致力於採取最具建設性的方法。
乌克兰总理什梅哈爾表示，乌克兰收到2日與英國簽署協議中，英國透過俄羅斯凍結資產利潤向烏克蘭提供22.6億英鎊的首批7.52亿英镑资金。
烏克蘭外交部發言人泰克伊表示，烏克蘭尚未收到美國或其他合作伙伴關於作為與俄羅斯潛在和平談判的一部分要求烏克蘭作出領土讓步的正式建議。
美國總統特朗普在社交平台表示，鑒於俄羅斯目前在前線，對烏克蘭發動猛烈攻擊，強烈考慮對俄羅斯實施制裁，包括銀行業在內的大規模制裁及關稅制裁，直至達成停火及最終和平協議。敦促俄羅斯及烏克蘭回到談判桌。特朗普在白宮橢圓形辦公室表示，俄羅斯正猛烈轟炸烏克蘭，形容烏克蘭遭受重大懲罰，但認為在達成和平協議方面，與烏克蘭交涉比與俄羅斯交涉更加困難。被問到為何決定暫停軍援烏克蘭，特朗普表示必須要讓烏克蘭知道要解決問題，如果烏方不想和解，美方就會退出，強調自己正努力遏止傷亡。至於歐洲早前就烏克蘭問題舉行的會議，特朗普警告如果問題無法解決，最終可能演變成第三次世界大戰。美國國會多名共和黨議員呼籲總統特朗普恢復對烏克蘭的軍事和情報援助，認為過長時間暫停軍事援助可能會對烏克蘭的戰鬥能力產生毀滅性影響，並破壞其在與俄羅斯談判中的影響力。形容暫停可能對俄羅斯總統普京有幫助。
中国外交部部长王毅在全國人大記者會上回答記者提問時表示，中方从烏克蘭危机爆发第一天开始就主张谈判，寻求政治解决，为和平奔走，为促谈而努力，欢迎并支持一切致力于和平的努力，同时也要看到这场危机根源错综复杂，但冲突无法有赢家，和平不会有输家，谈判桌是冲突的终点，也是和平的起点。各方立场虽然不尽一致，但是都希望达成一个公平、持久、有约束力，并被各方所接受的和平协议，这是共同努力的目标。中方愿意根据当事方的意愿，與国际社会一同为最终化解危机实现持久和平来继续发挥建设性的作用。乌克兰危机延宕超过三年，这场悲剧本可避免，各方应当从危机当中汲取教训，一国的安全不能建立在别国的不安全之上，要倡导并践行共同、综合、合作可持续的新安全观，这样才能真正实现欧亚大陆乃至世界的长治和久安。
德國聯邦法院表示，1名俄羅斯公民謀殺罪成被判處終身監禁，該名男子涉嫌在德國穆爾瑙與2名在德國接受治療的烏克蘭士兵就俄羅斯在烏克蘭戰爭發生爭論，出於民族自豪和感到受侵犯，殺死2人。
烏克蘭基輔國際社會學研究所公布民意調查顯示，68%受訪烏克蘭民眾信任總統澤連斯基，29%不信任，使澤連斯基的淨支持率提升至38%，調查是在2月14日至3月4日期間進行，正值美烏領導人在白宮發生激烈爭吵期間進行，結果顯示澤連斯基的信任度較前一個月的調查增加10%。
新聞通訊社「彭博社」引述俄羅斯消息報道，俄羅斯總統普京認為如果俄羅斯提出的某些條件得到尊重，普京將考慮在烏克蘭停戰。如果最終和平計劃取得進展，俄羅斯願意在烏克蘭達成臨時和平協議。消息人士亦透露克里姆林宮堅持在和談中為烏克蘭組織一個維和特派團的框架，俄羅斯有權決定哪些國家能夠參加維和部隊。
英國傳媒「每日電訊報」引述歐盟消息人士報道，歐盟委員會主席馮德萊恩正與其他官員商討計劃，以允許烏克蘭進入歐盟單一市場作為和平談判的內容之一，為飽受戰爭蹂躪的烏克蘭經濟帶來動力，其國防工業亦是歐盟計劃的關鍵要素。

## 3月8日

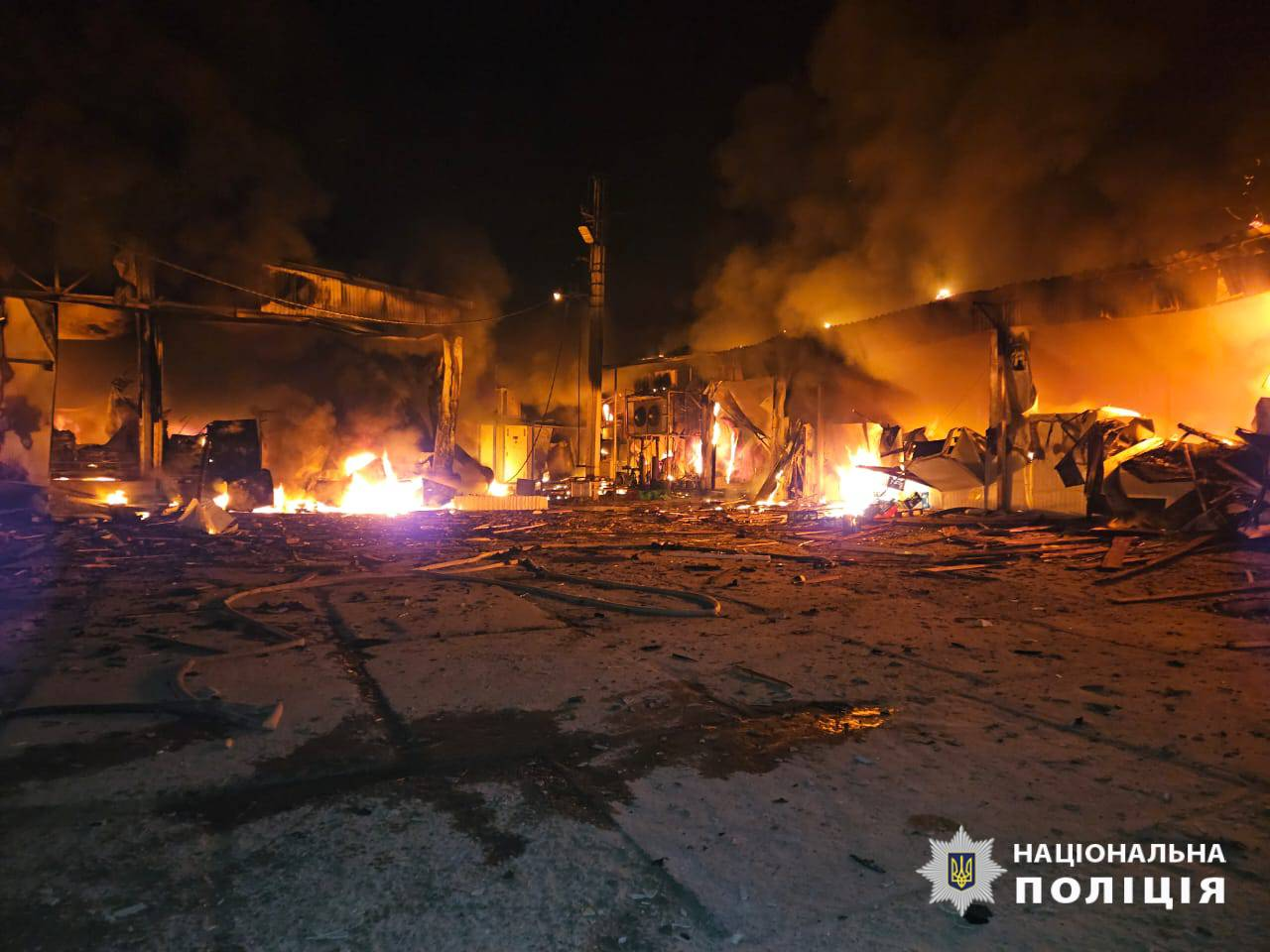
俄軍襲擊哈爾科夫州一間肉類加工廠後

烏克蘭空軍表示，俄羅斯午夜至凌晨期間，對烏克蘭發動大規模無人機襲擊，俄軍從羅斯托夫州發射2枚伊斯坎德爾-M/KN-23彈道導彈和1枚伊斯坎德爾-K彈道導彈，從濱海阿赫塔爾斯克、奧廖爾、布良斯克、庫爾斯克、米列羅沃區、沙塔洛沃和俄佔克里米亞發射145架見證者-136無人機和不明型號無人機，防空系統在哈爾科夫、蘇梅、波爾塔瓦、切爾卡瑟、敖德薩、扎波羅熱、頓涅茨克、尼古拉耶夫、基洛夫格勒、第聶伯羅彼得羅夫斯克、切爾尼戈夫和基輔擊落79架無人機和1枚伊斯坎德爾-K彈道導彈。另有54架無人機因電子戰措施，未能擊中目標。烏克蘭哈爾科夫州州長表示，4架俄羅斯無人機凌晨2時對哈爾科夫州一間肉類加工廠發動襲擊，至少造成3名平民死亡，7名平民受傷。扎波羅熱州州長表示，俄羅斯無人機襲擊當地一個關鍵基礎設施引發大火。
烏克蘭武裝部隊總參謀部表示，自全面入侵以來，俄羅斯在烏克蘭損失883,950名士兵，過去一天俄軍有1千人傷亡，累計損失10,268輛坦克、21,346輛裝甲戰鬥車輛、39,791輛車輛和油箱、24,148門火砲系統、1,307套多管火箭系統、1,099套防空系統、370架飛機、331架直升機、28,172架無人機、3,120枚巡弋飛彈、28艘船隻和1艘潛艦等。總參謀部公布片段顯示，烏軍擊退俄羅斯破壞和攻擊團體利用天然氣管道，試圖在庫爾斯克地區蘇賈郊區站穩腳跟的攻擊，烏軍擊退俄羅斯在庫爾斯克州的44次襲擊，烏克蘭空降突擊部隊在發現俄軍後，發射導彈、大炮和無人機來阻止攻擊，令俄軍遭受非常嚴重的損失。
烏克蘭傳媒「基輔獨立報」引述烏克蘭國防部情報總局消息報道，總局使用無人機襲擊俄羅斯列寧格勒州基里希石油化學公司煉油廠。另外3月5日至6日夜晚，沃羅涅日市一輛用於從俄羅斯向俄佔地區運送武器和軍事裝備的火車遭到破壞，2月19日清晨莫斯科地區奧列霍沃-蘇耶夫斯基區一列火車起火。
新聞網站「censor.net」和戰場監察網站「DeepState」報道，俄羅斯和北韓軍隊正對俄羅斯庫爾斯克州烏克蘭控制的蘇賈鎮發動攻擊，俄軍利用天然氣管道接近庫爾斯克州蘇賈的烏克蘭陣地，部隊正在撤出，北韓軍隊亦正在蘇賈附近迅速推進，並作為主要進攻部隊，承受最嚴重的傷亡。烏克蘭庫爾斯克軍事司令部表示，俄軍最大規模的攻擊行動發生在從科雷內沃、蘇賈南部、新瓦尼瓦尼夫卡品馬拉洛克尼亞，北韓軍隊組建兩個營級部隊攻擊前線，形容局勢仍然困難，但俄軍遭受重大損失。英國傳媒「每日電訊報」引述消息人士報道，在俄羅斯突破關鍵防線並破壞供應鏈後，1萬名烏克蘭士兵正面臨被包圍的風險，烏軍正考慮從俄羅斯庫爾斯克地區撤軍。
美國國務院表示，國務卿魯比奧與烏克蘭外長西比哈通電話，魯比奧向西比哈強調，總統特朗普決心盡快結束俄烏戰事，各方必須採取措施確保持久和平。西比哈則表示，向魯比奧表明，烏克蘭希望戰爭結束，美國的領導對實現持久和平至關重要。
法國國防部長勒科爾努表示，法國將利用凍結的俄羅斯資產利潤向烏克蘭提供2.11億美元軍事援助，包括155毫米炮彈、可掛載在幻影2000戰機上的AASM滑翔炸彈、以及加快向烏克蘭轉移現有庫存武器，包括坦克和裝甲車。
新聞通訊社「彭博社」引述消息報道，美國否決在七國集團建立聯合工作組，解決俄羅斯影子艦隊規避制裁問題的提案。

## 3月9日
烏克蘭地方政府表示，截至09日上午9時，俄羅斯在過去24小時內襲擊赫爾松、蘇梅、尼古拉耶夫、第聶伯羅彼得羅夫斯克、頓涅茨克、盧甘斯克、切爾卡瑟、哈爾科夫、波爾塔瓦、扎波羅熱和切爾尼戈夫等地，至少造成6名平民死亡，34名平民受傷。烏克蘭空軍表示，俄羅斯午夜至凌晨期間，對烏克蘭發動大規模無人機襲擊，俄軍從濱海阿赫塔爾斯克、奧廖爾、布良斯克、庫爾斯克、米列羅沃區和俄佔克里米亞發射119架見證者-136無人機和不明型號無人機，防空系統在哈爾科夫、蘇梅、波爾塔瓦、切爾卡瑟、日托米爾、赫梅利尼茨基、扎波羅熱、頓涅茨克、尼古拉耶夫、基洛夫格勒、第聶伯羅彼得羅夫斯克、切爾尼戈夫和基輔擊落73架無人機。另有37架無人機因電子戰措施，未能擊中目標。
烏克蘭武裝部隊總參謀部表示，自全面入侵以來，俄羅斯在烏克蘭損失885,130名士兵，過去一天俄軍有1,180人傷亡，累計損失10,274輛坦克、21,360輛裝甲戰鬥車輛、39,933輛車輛和油箱、24,206門火砲系統、1,310套多管火箭系統、1,101套防空系統、370架飛機、331架直升機、28,362架無人機、3,120枚巡弋飛彈、28艘船隻和1艘潛艦等。
俄羅斯國防部表示，防空部隊在別爾哥羅德州擊落52架無人機，利佩茨克州13架，羅斯托夫州9架，沃羅涅日州8架，阿斯特拉罕州3架，梁贊州、庫爾斯克州和卡斯洛達邊疆區各1架。俄羅斯楚瓦什共和國首腦表示，1架烏克蘭無人機襲擊切博克沙裡一個石油倉庫，是自俄羅斯全面入侵烏克蘭以來，首次對楚瓦什的無人機襲擊。
烏克蘭克里米亞游擊隊「阿特什」表示，組織成功破壞連接俄佔克里米亞和俄佔扎波羅熱前線的鐵路，擾亂俄羅斯的補給線。
烏克蘭總統澤連斯基表示，俄軍本週向烏克蘭發射近1,200枚空中炸彈、近870架無人機和80多枚各種導彈，當中包含超過8萬2千個外國部件。烏克蘭每天繼續與合作伙伴合作，以確保做出提供救生支援的決定，包括防空系統、對烏克蘭國防生產的投資以及加強對俄羅斯的制裁。
烏克蘭國防部長烏梅羅夫表示，烏克蘭已與德國國防製造商「迪爾防務」簽署備忘錄，將IRIS-T防空系統和導彈的供應增加兩倍。
美國總統特朗普接受訪問時表示，烏克蘭總統澤連斯基對美國的援助忘恩負義，缺乏對美國的感激之情，批評拜登政府對烏克蘭的慷慨。回應被指對克里姆林宮友善時表示，沒有人被他對俄羅斯更強硬，自己對俄羅斯實施制裁。被問及美國暫停對烏克蘭的援助，可能會令烏克蘭無法生存，是否對此滿意時表示，無論如何烏克蘭都可能無法繼續生存。另外表示已經恢復美國和烏克蘭之間的情報共享。
美國富商馬斯克表示，如果關閉他擁有的星鏈衛星在烏克蘭的服務，烏克蘭的整個前線將會崩潰。形容系統是烏軍的骨幹，將俄羅斯入侵烏克蘭的戰爭描述為在「僵局中屠殺多年」，烏克蘭將不可避免地會輸，任何真正關心、思考和理解的人都希望絞肉機停止　立即和平。波蘭外交部長西科爾斯基回應馬斯克的言論時表示，如果運營星鏈衛星的SpaceX被認為是不可靠的供應商，波蘭將尋找替代供應商。美國國務卿魯比歐隨即亦回應西科爾斯基的言論指，西科爾斯基只是在編造事情，沒有人威脅要切斷烏克蘭與星鏈的連接，並認為對方應該表示感激，如果沒有星鏈，烏克蘭早就輸掉這場戰爭，俄羅斯人現在會和波蘭接壤。馬斯克亦回應指波蘭只是支付烏克蘭星鏈接入費用的一小部分，「安靜點，小傢伙，星鏈是無可替代的」。馬斯克其後再在社交平台發文表示，無論自己有多不同意烏克蘭的政策，星鏈系統永遠不會終止在烏克蘭的連接，如果烏克蘭沒有星鏈衛星，俄軍將能夠打斷烏克蘭的任何通訊，因此這不是討價還價的籌碼。
英國外交大臣林德偉表示，遭制裁的俄羅斯寡頭、英超切爾西足球俱樂部老闆阿巴莫域治早前表示，將出售切爾西俱樂部，並將所得收益將捐助基金會，用以資助烏克蘭戰爭的所有受害者。但至今仍然未落實，相關收益仍然被凍結。
曾在美烏領導人爭吵後讚揚美國總統特朗普並批評烏克蘭總統澤連斯基的美國共和黨參議員格雷厄姆表示，美國不能夠在烏克蘭對俄羅斯作戰期間終止對其的援助，在達成停火之前，美國必須繼續透過軍事援助和情報共享來協助烏克蘭。形容現在放棄烏克蘭的情況比起從阿富汗撤軍更糟糕。自己將在參議院提交法案，加強對俄羅斯的能源和銀行實施制裁。
美國傳媒「NBC新聞」引述多名不具名美國政府官員消息報道，總統特朗普曾私下向幕僚明確表示，即使烏克蘭與美國簽署礦產協議，也不會恢復向烏克蘭提供軍事援助和情報。特朗普希望看到烏克蘭總統澤連斯基改變與俄羅斯和平談判的立場，並願意作出讓步，例如將被佔領土割讓給俄羅斯。並希望總統澤連斯基為烏克蘭的選舉採取一些行動，並可能下臺。

## 3月10日
烏克蘭地方政府表示，截至10日上午9時，俄羅斯在過去24小時內襲擊赫爾松、蘇梅、尼古拉耶夫、第聶伯羅彼得羅夫斯克、頓涅茨克、盧甘斯克、切爾卡瑟、哈爾科夫、扎波羅熱和切爾尼戈夫等地，至少造成6名平民死亡，22名平民受傷。烏克蘭空軍表示，俄羅斯午夜至凌晨期間，對烏克蘭發動大規模無人機襲擊，俄軍從濱海阿赫塔爾斯克、奧廖爾、布良斯克、庫爾斯克、沙塔洛沃、米列羅沃區和俄佔克里米亞發射176架見證者-136無人機和不明型號無人機，防空系統在哈爾科夫、蘇梅、波爾塔瓦、切爾卡瑟、日托米爾、赫梅利尼茨基、扎波羅熱、頓涅茨克、文尼察、敖德薩、尼古拉耶夫、基洛夫格勒、第聶伯羅彼得羅夫斯克、切爾尼戈夫和基輔擊落130架無人機。另有42架無人機因電子戰措施，未能擊中目標。
烏克蘭武裝部隊總參謀部表示，自全面入侵以來，俄羅斯在烏克蘭損失886,320名士兵，過去一天俄軍有1,190人傷亡，累計損失10,292輛坦克、21,400輛裝甲戰鬥車輛、40,071輛車輛和油箱、24,271門火砲系統、1,311套多管火箭系統、1,102套防空系統、370架飛機、331架直升機、28,603架無人機、3,120枚巡弋飛彈、28艘船隻和1艘潛艦等。烏克蘭國家邊防部隊表示，俄軍試圖在蘇梅州與俄羅斯庫爾斯克州邊境附近的諾文克附近建立據點。
烏克蘭傳媒「基輔獨立報」引述烏克蘭國防部情報總局消息報道，情報總局無人機襲擊俄羅斯薩馬拉州新古比雪夫斯克煉油廠，引發大火。
烏克蘭總統澤連斯基抵達沙特阿拉伯吉達會見沙特王儲本薩勒曼。兩人討論沙特在調解釋放烏克蘭戰俘以及非法被驅逐到俄羅斯的烏克蘭兒童遣返方面的潛在作用。
烏克蘭武裝部隊總司令瑟爾斯基表示，2月份烏克蘭無人機摧毁的俄羅斯目標數量比1月增加22%，強調無人駕駛系統在戰場上非常重要。烏克蘭軍隊在俄羅斯庫爾斯克州沒有受到被包圍的威脅，部隊正在採取措施操縱有利的防線。烏克蘭國防部表示，烏克蘭計劃今年購買450萬架第一人稱視角無人機，作為軍隊配備先進技術的大規模努力。
烏克蘭國家安全局表示，拘留一名烏克蘭公民，涉嫌擔任俄羅斯情報人員在一名退伍軍人住所附近策劃爆炸，令該名退伍軍人受傷送院，並且以提供自願援助為藉口毒害一名軍人，該名軍人目前住院治療情況嚴重。
美國總統特朗普表示，烏克蘭和俄羅斯在潛在的和平談判中都沒有籌碼，雙方必須達成協議，必須停止殺戮。美國國務卿魯比歐在前往沙特期間向記者表示，如果與烏克蘭在沙特的會談取得進展，美國可能恢復對烏克蘭的軍事援助。烏克蘭需要作出領土讓步，作為任何結束戰爭協議的一部份，又表示雙方讓步將是任何外交決議的關鍵。被問及是否與歐盟就撤銷應對俄羅斯全面入侵烏克蘭而實施的制裁進行談判時表示，美國尚未與歐盟討論放鬆對俄羅斯的制裁，但強調由於歐洲亦實施制裁，因此戰爭的任何最終解決方案都必須讓歐洲參與。美國總統中東問題特使威特科夫表示，烏克蘭總統澤連斯基已就美烏領袖爭吵事件向美國總統特朗普發信道歉，美國從未切斷烏克蘭需要的任何與防禦相關的情報。但多間美國傳媒引述美國多個官員消息證實，白宮曾切斷對烏克蘭的情報分享，更警告英國不得將情報分享給烏克蘭。
美國富商、政府效率部負責人馬斯克表示，美國民主黨參議員馬克·凱利9日訪問烏克蘭並會見當地官員是叛徒。身為前太空人及美國海軍上校的凱利隨即批評馬斯克的言論，指出如果你不明白捍衛自由是使美國偉大並保護安全的基本原則，你應該把它留給會這樣做的人。建議馬斯克應該「回去製造火箭」，而不是參與政治事務。另外馬斯克批評其擁有的社交平台X遭遇大規模網絡攻擊是源自烏克蘭的IP地址發動。網絡安全專家則質疑馬斯克的講法，認為並非烏克蘭發動。
斯德哥爾摩國際和平研究所表示，與2022年俄羅斯全面入侵烏克蘭前相比，2024年俄羅斯的武器出口量下降47%，主要原因是俄羅斯優先考慮為自身軍隊生產武器、西方制裁、以及美國及盟友對購買俄羅斯武器的國家施加壓力等。
美國多間傳媒報道，美國總統中東問題特使威特科夫將在未來幾日到訪俄羅斯首都莫斯科與總統普京會面。新聞通訊社「彭博社」引述消息人士報道，美國總統特朗普正在尋求「向前邁進」的方案，鼓勵克里姆林宮透過談判結束戰爭，正在考慮放鬆對俄羅斯的制裁，包括對俄羅斯石油。
烏克蘭國家電視廣播公司引述不具名烏克蘭官員消息報道，烏克蘭代表團將在與美國結束與俄羅斯的戰爭進行會談期間，提議在空中和海上停火，並且禁止遠程打擊。
俄羅斯控制下的库尔斯克州別拉亞區的一处购物中心遭炮击，造成4人死亡、9人受伤。

## 3月11日
烏克蘭地方政府表示，截至11日上午9時，俄羅斯在過去24小時內襲擊赫爾松、蘇梅、尼古拉耶夫、第聶伯羅彼得羅夫斯克、頓涅茨克、盧甘斯克、切爾卡瑟、哈爾科夫、敖德薩、扎波羅熱和切爾尼戈夫等地，至少造成1名平民死亡，17名平民受傷。烏克蘭空軍表示，俄羅斯午夜至凌晨期間，對烏克蘭發動大規模無人機襲擊，俄軍從羅斯托夫州發射1枚伊斯坎德爾-M彈道導彈，從濱海阿赫塔爾斯克、奧廖爾、布良斯克、庫爾斯克、沙塔洛沃、米列羅沃區發射126架見證者-136無人機和不明型號無人機，防空系統在哈爾科夫、蘇梅、波爾塔瓦、日托米爾、扎波羅熱、頓涅茨克、文尼察、敖德薩、尼古拉耶夫、第聶伯羅彼得羅夫斯克、切爾尼戈夫和基輔擊落79架無人機和1枚伊斯坎德爾-M彈道導彈。另有35架無人機因電子戰措施，未能擊中目標。頓涅茨克州州長表示，俄軍對頓涅茨克州發動一系列襲擊，至少造成4名平民死亡，包括2名兒童，5名平民受傷。
烏克蘭武裝部隊總參謀部表示，自全面入侵以來，俄羅斯在烏克蘭損失887,620名士兵，過去一天俄軍有1,300人傷亡，累計損失10,303輛坦克、21,423輛裝甲戰鬥車輛、40,205輛車輛和油箱、24,346門火砲系統、1,313套多管火箭系統、1,103套防空系統、370架飛機、331架直升機、28,801架無人機、3,121枚巡弋飛彈、28艘船隻和1艘潛艦等。
俄羅斯國防部表示，防空系統在午夜至凌晨期間，擊落自全面入侵以來最大規模的烏克蘭無人機襲擊，共337架無人機遭擊落，其中莫斯科地區74架、莫斯科州91架、庫爾斯克州126架、布良斯克州38架等。俄羅斯國家杜馬國防委員會主席卡爾塔波洛夫表示，俄羅斯應該使用「榛樹」新型高超音速中程彈道導彈回應烏克蘭的大規模無人機襲擊。俄羅斯外交部表示，向到訪的歐洲安全與合作組織秘書長西尼利奧盧展示烏克蘭無人機襲擊的破壞。烏克蘭武裝部隊總參謀部表示，烏克蘭無人系統部隊、國家安全局和國防部情報總局襲擊莫斯科煉油廠和奧裡奧爾州的德魯日巴石油管道設施。行動打擊俄羅斯戰略目標，避免烏克蘭設施遭到襲擊的可能，並瞄準俄羅斯後方的工業和軍事設施，以削弱莫斯科發動戰爭的能力。匈牙利外交部長西亞爾托表示，由於烏克蘭無人機，襲擊俄羅斯境內德魯日巴石油管道的計量站，令俄羅斯透過該管道向匈牙利的石油供應暫停。
俄羅斯國防部表示，俄軍在庫爾斯克州重奪被烏克蘭控制的12個定居點和100平方公里領土。
烏克蘭總統辦公室主任葉爾馬克、烏克蘭國防部長烏梅羅夫以及烏克蘭外交部長西比哈在沙特阿拉伯首都吉達，與美國國務卿魯比奧，美國國家安全顧問沃爾茲、沙特阿拉伯外交大臣費薩爾和沙特國家安全顧問艾班舉行三方會談，討論如何結束俄羅斯在烏克蘭的戰爭。是美國總統特朗普與烏克蘭總統澤連斯基上月底在白宮激烈爭吵後，雙方最高層接觸。美烏雙方發表聯合聲明表示，如果俄羅斯同意並遵守，烏克蘭願意接受美國提出立即與俄羅斯實施為期30天臨時停火的建議，停火可由雙方協商延長。美國同意解除對烏克蘭軍事援助和情報共享的限制。雙方還同意「盡快」達成協議，以開發烏克蘭的礦產資源。美國國務卿魯比奧表示，如果俄羅斯拒絕停火提案，我們將知道和平的障礙是什麼，烏克蘭準備停火，開始談話，美國總統特朗普亦已經明確表示希望迅速停止戰爭。烏克蘭外交部長西比哈表示，美國和烏克蘭之間商定的30天停火計劃不是凍結衝突，而是通往公正和平之路的開始，烏克蘭不是和平的障礙，是恢復和平的合作伙伴。烏克蘭同意擬議的停戰表明誰對和平真正感興趣。美方現在將與俄羅斯討論是否願意結束戰爭。
烏克蘭總統辦公室主任葉爾馬克在吉達會談前，在英國「衛報」發表一篇觀點文章表示，烏克蘭可以與美國領導層實現持久和平，但需要對俄羅斯施加更大的壓力和可信的安全保障。自己到達吉達時，感覺到俄羅斯發動的三年戰爭的停火似乎從未接近。強調僅靠外交並不能帶來停火，對俄羅斯施加更大的政治和財政壓力對於防止未來侵略的重新爆發至關重要。沒有人比烏克蘭的人民更希望當前的戰爭結束，但必須找到既公正又可持續的和平。會談後葉爾馬克表示，美國和烏克蘭已同意在下週開始就俄羅斯對烏克蘭戰爭中暫時停火30天進行技術層面的討論。
俄羅斯總統新聞秘書佩斯科夫被問及俄羅斯總統普京和美國總統中東特使威特科夫之間可能舉行的會晤時表示，美烏在吉達進行接觸，美方正在尋求和平解決的方式，他們會以某種方式通知我們。多間美國傳媒報道，威特科夫原定會出席美國與烏克蘭在沙特阿拉伯舉行的會談，但最終沒有出席，聲稱威特科夫正計劃前往莫斯科與普京會面。
美國總統特朗普稱讚烏克蘭同意美國提出的30天停火，認為是向「全面停火」邁出重要一步，形容焦點現在轉移到俄羅斯，敦促普京接受停火，美國將派代表前往俄羅斯商討，如果俄羅斯拒絕，戰爭將繼續，導致進一步的生命損失。預計自己將在本週稍後與普京交談。表明將在今天和明天與俄羅斯會面，希望能夠達成交易，認為停火非常重要，當被問及澤連斯基是否會被邀請回到白宮時表示，歡迎對方再到白宮。
多國軍隊參謀長在法國巴黎防務與戰略論壇間隙舉行閉門會議，討論如果俄烏停火，如何向烏克蘭提供安全保障，30多個國家派代表參加，大部分是歐盟或北約成員國，另有日本和澳洲等國代表遠程連線，美國未有代表出席，受邀參會國家在不同程度上願為烏克蘭提供安全保障。法國總統府會後提供消息，與會方認為有必要向烏克蘭長期提供可靠安全保障，這一安全保障不應與北約脫鉤。法國總統馬克龍出席部分會議討論，向烏克蘭提供安全保障應從「概念」推進到「計劃」，既是為了烏克蘭，也是為了歐洲自身。法國國防部長勒科爾努在巴黎防務與戰略論壇的開幕詞中表示，法國不會接受烏克蘭軍隊的任何非軍事化，烏克蘭軍隊是烏克蘭安全的「主要保障」。歐盟委員會主席馮德萊恩歡迎烏克蘭在吉達與美國的會談結果，讚讚揚美國恢復軍事援助和情報共享，以及啟動和平協議提案，可以成為烏克蘭全面、公正和持久和平的一步，歐盟期待參與談判程序。
波蘭國防部長科西尼亞克-卡梅什表示，波蘭準備恢復透過其領土向烏克蘭運送美國援助，保持全力行動能力以支援烏克蘭。
烏克蘭基輔國際社會學研究所公布一項調查顯示，87%受訪烏克蘭人認為俄羅斯決心摧毀烏克蘭，不會止步於其目前佔領的領土。66%受訪者認為俄羅斯的最終目標是摧毀烏克蘭。28%認為俄羅斯尋求物理上種族滅絕烏克蘭人，38%認為俄羅斯希望奪取烏克蘭的大部分或全部領土，並消除其國家地位和民族身份。14%認為俄羅斯試圖佔領烏克蘭的全部或大部分地區並建立一個傀儡政府。只有4%的受訪者認為俄羅斯旨在保持對其現有佔領領土的控制，只有3%接受俄羅斯想要「去納粹化」和非軍事化烏克蘭的說法。另一份民調顯示，47.1%受訪烏克蘭人認為，同意領土讓步並放棄加入北約作為結束戰爭的先決條件是完全不能接受，38.1%受訪者認為接受這個選項很難，但總體上可以接受。51.2%受訪烏克蘭人認為，西方國家擔心俄羅斯會輸掉對烏克蘭的全面戰爭，並因此推遲對基輔的軍事援助。
新聞通訊社「彭博社」引述不具名西方安全官員消息報道，俄羅斯總統普京仍然不願在和平談判中妥協，明知烏克蘭和歐洲不會接受，仍故意對領土、維和部隊和烏克蘭的中立提出「極端主義」的要求，使美國總統特朗普達成和解的努力變得更加複雜。

## 3月12日
烏克蘭地方政府表示，截至12日上午9時，俄羅斯在過去24小時內襲擊赫爾松、蘇梅、尼古拉耶夫、第聶伯羅彼得羅夫斯克、頓涅茨克、盧甘斯克、切爾卡瑟、哈爾科夫、敖德薩、扎波羅熱和切爾尼戈夫等地，至少造成14名平民死亡，41名平民受傷。烏克蘭空軍表示，俄羅斯午夜至凌晨期間，對烏克蘭發動大規模導彈和無人機襲擊，俄軍從俄佔克里米亞向敖德薩和克里維里赫發射3枚伊斯坎德爾-M彈道導彈，從濱海阿赫塔爾斯克、奧廖爾、布良斯克、庫爾斯克、沙塔洛沃、米列羅沃區發射133架見證者-136無人機和不明型號無人機，防空系統在哈爾科夫、波爾塔瓦、蘇梅、切爾尼戈夫、 切爾卡瑟、基輔、日托米爾、赫梅利尼茨基、文尼察、捷爾諾波爾 、羅夫諾、第聶伯羅彼得羅夫斯克、扎波羅熱、敖德薩和赫爾松擊落98架無人機。另有20架無人機因電子戰措施，未能擊中目標。
烏克蘭武裝部隊總參謀部表示，自全面入侵以來，俄羅斯在烏克蘭損失889,050名士兵，過去一天俄軍有1,430人傷亡，累計損失10,306輛坦克、21,430輛裝甲戰鬥車輛、40,274輛車輛和油箱、24,390門火砲系統、1,314套多管火箭系統、1,103套防空系統、370架飛機、331架直升機、28,912架無人機、3,121枚巡弋飛彈、28艘船隻和1艘潛艦等。烏克蘭南方司令部發言人表示，過去兩星期俄羅斯小型部隊加強在南部的攻擊行動，已經記錄35起襲擊事件，並正在向扎波羅熱州胡利亞伊波萊和奧裡希夫推進。
戰場監察網站「DeepState」、非牟利組織「戰爭研究所」和俄羅斯國營通訊社「塔斯社」分別報道，俄軍已經向烏克蘭控制的庫爾斯克地區蘇賈鎮發動進攻並進入該鎮，正在鞏固其陣地。俄羅斯武裝部隊總參謀長格拉西莫夫表示，俄軍已經重新控制烏克蘭佔領的庫爾斯克地區86%以上領土，並且已經進入烏克蘭在庫爾斯克地區的關鍵據點蘇賈。烏克蘭武裝部隊總司令瑟爾斯基則表示，俄羅斯正試圖將烏軍講出庫爾斯克州，並將戰鬥轉移到蘇梅和哈爾科夫州，烏克蘭準備在有需要時戰鬥，現時首要任務是拯救烏克蘭士兵的生命。
烏克蘭傳媒「軍事」報道，美國航空航天公司「Maxar Technologies」已恢復烏克蘭獲得該公司的衛星影像，允許基輔再次使用高解析度商業衛星影象。
烏克蘭總統澤連斯基表示，自己一再強調烏克蘭不信任俄羅斯，但不會再讓俄羅斯玩弄烏克蘭想像戰爭繼續下去的說辭，解釋為何烏克蘭同意美國的臨時停火提議時表示，烏克蘭希望向美國總統特朗普及歐洲夥伴表明，烏克蘭認真對待結束戰爭。在俄羅斯庫爾斯克州作戰的烏軍正不顧俄羅斯強大壓力繼續執行任務，軍事指揮部正在做應做的事情，最大限度地保護烏克蘭士兵的生命，敦促對戰場局勢進行清醒評估，而不是對俄羅斯的資訊戰作出反應。在未來與俄羅斯的潛在和平協議中，烏克蘭不會承認任何被佔領領土為俄羅斯的一部份，烏克蘭正在為獨立而戰，我們的人民因此死亡和受傷，這是最重要的紅線，烏克蘭人不會忘記這場針對烏克蘭的罪行。

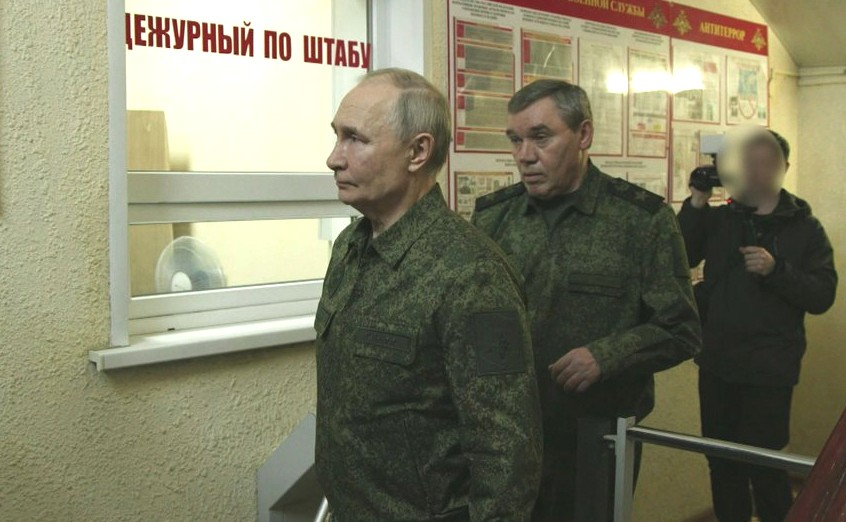
普京身穿軍服到訪庫爾斯克州

俄羅斯總統普京到訪俄羅斯庫爾斯克州，是自2024年8月烏克蘭對俄羅斯庫爾斯克州發動行動以來首次，並會見多名軍事指揮官。
烏克蘭國家安全局表示，俄羅斯情報部門招募2名15和17歲的烏克蘭青少年，支付金錢要求對方在伊萬諾-弗蘭科夫斯克發動恐怖襲擊，分別在火車站和附近高層建築放置爆炸物，引致一死三傷，該名17歲青少年死亡，15歲青少年受重傷。俄羅斯繼續運用遠端引爆炸彈策略，同時殺死放置炸彈的受雇人士。
烏克蘭副總理兼烏克蘭民族團結部長切爾尼紹夫表示，在與俄羅斯的戰爭結束後，所有旅行限制將解除，預計將會有20萬至50萬人可能會離開烏克蘭。大約3,200萬人居住在烏克蘭控制的領土上，約500萬烏克蘭難民留在國外，數百萬人居住在俄佔地區。只有大約30%的生活在國外的烏克蘭人可能在戰爭可能結束後的一年內返回，另外30%可能根本不會回來。
烏克蘭國家電視廣播公司採訪德米特羅·克拉西爾尼科夫少將時，克拉西爾尼科夫表示，自己已經在3月7日被解除北方作戰司令部指揮官職務，並被安排到一個預備役營繼續服役，表示自己認為沒有任何理由解除自己的職務，早前擔任空降突擊部隊副指揮官的奧列克西·尚達爾準將已經接任。
美國總統特朗普表示，美國代表正在前往俄羅斯的途中，將討論在烏克蘭停火30天，並表明如果俄羅斯選擇繼續對烏克蘭發動戰爭，可能會面臨毁滅性的財政後果。美國國務卿魯比歐表示，在沙特阿拉伯與烏克蘭的和談中討論到潛在的領土讓步問題，重申這場衝突沒有軍事解決方案，但承認烏克蘭需要安全保證來阻止俄羅斯未來可能的侵略，並強調歐洲人需要參與這方面。俄羅斯和烏克蘭之間的三十天停火可能會在幾日內完成，取決於俄羅斯是否同意停止敵對行動。
歐洲議會通過議案，強烈譴責任何以所謂和平協議為一目的，勒索烏克蘭領導人向俄羅斯侵略者投降的企圖，形容俄羅斯總統普京現在正因對烏克蘭的全面戰爭而受到獎勵，指責美國試圖在烏克蘭和其他國家歐洲國家的頭上與俄羅斯談判停火與和平協議，只是適得其反和危險。歐洲在面對美國的外交政策轉變時，必須增加對烏克蘭的支援。
新聞通訊社「路透社」引述不具名俄羅斯消息報道，俄羅斯總統普京不太可能同意美國提議在烏克蘭停火，因為認為自己在戰場上佔上風，視停火為陷阱。任何停火協議都必須考慮到俄羅斯在戰場上的進展，並向莫斯科提供「保證」。
新聞通訊社「美聯社」引述烏克蘭和美國官員消息報道，烏克蘭目前已經用盡美國提供的陸軍戰術導彈。
捷克非政府組織「People in need」表示，向被俄羅斯關押期間死亡的烏克蘭記者維多利亞·羅什奇娜追頒2024年Homo Homini人權獎，形容對方有勇氣講述俄羅斯佔領地區上烏克蘭人的故事。

## 3月13日
烏克蘭地方政府表示，截至13日上午9時，俄羅斯在過去24小時內襲擊赫爾松、蘇梅、尼古拉耶夫、第聶伯羅彼得羅夫斯克、頓涅茨克、盧甘斯克、切爾卡瑟、哈爾科夫、扎波羅熱和切爾尼戈夫等地，至少造成5名平民死亡，28名平民受傷。烏克蘭空軍表示，俄羅斯午夜至凌晨期間，對烏克蘭發動大規模導彈和無人機襲擊，俄軍從庫爾斯克發射1枚伊斯坎德爾-M彈道導彈，從濱海阿赫塔爾斯克、奧廖爾、布良斯克、庫爾斯克、沙塔洛沃、米列羅沃區發射117架見證者-136無人機和不明型號無人機，防空系統在哈爾科夫、波爾塔瓦、蘇梅、切爾尼戈夫、基輔、日托米爾、赫梅利尼茨基、文尼察、第聶伯羅彼得羅夫斯克、扎波羅熱、敖德薩和尼古拉耶夫擊落74架無人機。另有38架無人機因電子戰措施，未能擊中目標。哈爾科夫市長表示，俄羅斯對敖斯諾瓦區發動無人機襲擊，至少造成7名平民受傷，包括4名兒童。
烏克蘭武裝部隊總參謀部表示，自全面入侵以來，俄羅斯在烏克蘭損失890,250名士兵，過去一天俄軍有1,200人傷亡，累計損失10,307輛坦克、21,432輛裝甲戰鬥車輛、40,355輛車輛和油箱、24,409門火砲系統、1,314套多管火箭系統、1,103套防空系統、370架飛機、331架直升機、28,983架無人機、3,121枚巡弋飛彈、28艘船隻和1艘潛艦等。
俄羅斯卡盧加州州長表示，防空系統擊落25架無人機，無人機殘骸導致傑爾任斯基一個工業設施起火。烏克蘭傳媒「基輔獨立報」引述烏克蘭國防部情報總局消息報道，情報總局無人機襲擊位於卡盧加州的秘密無人機生產設施。
俄羅斯國防部表示，俄軍已經重新奪回烏克蘭在庫爾斯克地區的關鍵據點蘇賈鎮。
烏克蘭總統澤連斯基在普京回應停火前表示，鑑於俄羅斯對擬議的30天停火缺乏明確立場，認為俄羅斯正試圖儘可能長時間地推遲和平。烏克蘭致力於迅速走向和平，並準備在創造「可靠、持久和體面的和平」方面盡自己的一份力量。遺憾地一天多的時間已過去，世界仍沒有聽到俄羅斯對所提出的建議作出有意義的回應。並交代美國準備組織控制臨時停火的技術，希望美國的壓力將「足以」迫使俄羅斯結束其全面戰爭。澤連斯基在普京表明願意有條件停火後表示，普京不敢直接對特朗普表示想繼續戰爭，想殺死烏克蘭人，因此他們要求停火需要有先決條件，盡可能地延長達成協議的時間。烏克蘭總統辦公室主任葉爾馬克表示，美烏官員在沙特會談中均同意反對凍結衝突作為俄烏戰爭的解決方案，同時美國反對一項達成任何類似於1994年「布達佩斯安全保障備忘錄」或2014-15年期間新舊2份「明斯克協議」的協議，認為這些協議未能阻止俄羅斯的侵略。兩國代表團亦同意歐洲代表將參與和平程序。
俄羅斯總統普京在白俄羅斯總統盧卡申科的記者會上表示，俄羅斯準備同意美國提議的烏克蘭停火，但要求保證烏克蘭不會動員或訓練部隊，也不會在期間接受軍事援助。重申結束敵對行動應該「解決危機的根本原因」，並重提對烏克蘭全面戰爭的長期敘述要求，包括領土讓步和烏克蘭的中立。較早之前，俄羅斯總統外交政策問題顧問烏沙科夫曾表示，克里姆林宮將達成長期解決方案放在臨時停火之上，認為美國的停火提案只是讓烏克蘭軍方獲得喘息時間。
烏克蘭國會人權監察員魯比涅茨表示，社交平台片段顯示俄軍士兵在庫爾斯克地區科扎恰洛潘非法處決5名手無寸鐵的烏克蘭戰俘，已經致函聯合國和紅十字國際委員會，要求記錄戰爭罪。
烏克蘭財政部表示，根據七國集團的特別收入加速貸款協議，烏克蘭從加拿大獲得第一批約17億美元貸款，將使用俄羅斯凍結資產的利潤償還。
美國總統特朗普表示，美烏官員在沙特的會談中討論到領土安排以及最終協議的許多細節，當中包括目前被俄羅斯佔領的扎波羅熱核電站問題，並非輕易能夠達成協議，但第一階段仍然需要先達成停火。美國特朗普政府沒有延長拜登政府時期對俄羅斯天然氣、石油、煤炭和其他產品的制裁豁免，變相加強對俄羅斯相關行業的制裁。
波蘭總統杜達表示，呼籲美國在波蘭部署核武器，阻止俄羅斯未來的侵略，表示北約的邊界在1999年向東擴展，26年後北約的基礎設施亦應該向東擴展，認為這只是對俄羅斯採取對等措施，目前俄羅斯已經向白俄羅斯部署戰術核武器。
法國國民議會通過無約束力議案，呼籲政府、歐盟、北約和盟友增加對俄羅斯的政治、經濟和軍事支援，並呼籲歐盟推進沒收俄羅斯的凍結資產以資助烏克蘭的軍事和戰後重建。
芬蘭國防部表示，將向烏克蘭提供第28套軍事援助，包括價值2.174億美元的火炮彈藥和烏克蘭迫切需要物資。
瑞典國際發展合作部表示，將向烏克蘭提供1.377億美元人道主義援助，用於支援烏克蘭重建和發展。
新聞通訊社「路透社」引述不具名消息報道，俄羅斯向美國提出關於結束對烏克蘭戰爭，並重新與美國恢復關係的潛在協議要求清單，預計內容包括烏克蘭永久放棄加入北約、禁止在烏克蘭領土部署外國部隊、承認俄羅斯吞併的五個地區為俄羅斯領土等。另外路透社引述消息報道，特朗普政府正恢復交付拜登時期批准的遠端陸射小直徑炸彈，將近有效地打擊俄羅斯的干擾。新聞通訊社「彭博社」引述官方消息報道，英國和法國正在領導歐洲、亞洲和英聯邦等37個國家就保護烏克蘭免受俄羅斯未來入侵進行討論，預計相關國家將有興趣參與自願聯盟。
俄羅斯傳媒「國際文傳電訊社」引述航班追蹤網站消息報道，載有美國總統中東特使威特科夫的飛機已經抵達莫斯科，並閉門會見俄羅斯總統普京。美國傳媒「NBC新聞」引述不具名美國和俄羅斯官員消息報道，克里姆林宮不希望美國總統烏克蘭與俄羅斯特使凱洛格出席任何俄羅斯和美國之間的和平談判，認為凱洛格對烏克蘭過於同情。美國傳媒「華盛頓郵報」引述熟悉美國機密情報消息人士報道，儘管美國努力促成停火，但俄羅斯總統普京並沒有放棄控制烏克蘭的極端主義目標，即使俄羅斯同意暫時停火，亦會利用暫停來重新武裝，並違反協議製造挑釁指責烏克蘭。
歐洲人權法院裁定，時任烏克蘭政府沒有妥善處理2014年5月廣場革命期間，近50名親俄的抗議者與親西方的烏克蘭民族主義者在敖德薩發生衝突後被殺，裁決指出當局未能採取一切合理預期措施，以防止發生暴力事件，在事件發生後亦未有及時採取救援措施和對事件進行有效調查。指出俄羅斯的宣傳煽動衝突，但烏克蘭未能阻止暴力事件並充分調查暴力事件，下令烏克蘭政府支付賠償。

## 3月14日
烏克蘭第聶伯羅彼得羅夫斯克州州長表示，俄軍使用彈道導彈襲擊克里維裡赫一個住宅區，至少造成12名平民受傷，包括2名兒童。哈爾科夫地區佐洛契夫軍事管理局表示，俄軍深夜襲擊哈爾科夫地區佐洛契夫中央醫院，至少造成1名醫護人員受傷。
烏克蘭武裝部隊總參謀部表示，自全面入侵以來，俄羅斯在烏克蘭損失891,660名士兵，過去一天俄軍有1,410人傷亡，累計損失10,313輛坦克、21,443輛裝甲戰鬥車輛、40,469輛車輛和油箱、24,455門火砲系統、1,314套多管火箭系統、1,103套防空系統、370架飛機、331架直升機、29,136架無人機、3,121枚巡弋飛彈、28艘船隻和1艘潛艦等。
俄羅斯克拉斯諾達爾邊疆區首腦表示，烏克蘭對當地圖阿普塞煉油廠發動襲擊，引發大火。
烏克蘭傳媒「基輔獨立報」引述烏克蘭國家安全局消息報道，國家安全局無人機襲擊俄羅斯坦波夫州和薩拉託夫州的氣體壓縮機站以及別爾哥羅德州拉德科夫卡村附近一個導彈倉庫，引發儲存的彈藥爆炸。
烏克蘭總統澤連斯基表示，美烏官員在沙特阿拉伯的會談中曾經討論到俄羅斯佔領地區的未來，特別是與扎波羅熱核電站相連的埃內爾霍達爾市，重申未來與俄羅斯的潛在和平協議中，烏克蘭不會承認任何被佔領土為俄羅斯的一部分。澤連斯基亦與法國總統馬克龍討論外交努力、停火的可行性以及監督停火的技術方面，強調烏克蘭在這些問題上需要得到法國的全力支援。法國總統馬克龍則與烏克蘭總統澤連斯基和英國首相施紀賢論後表示，呼籲俄羅斯同意美國提出的停火30天建議。
美國總統特朗普表示，其代表已與俄羅斯總統普京進行富有成效的討論，此時此刻數千名烏軍士兵在庫爾斯克地區完全被俄軍包圍，處於非常糟糕和脆弱的境地，強烈要求和敦促普京放過被包圍的烏軍，形容將是一場可怕的大屠殺，是自第二次世界大戰以來從未見過的，望上帝保佑他們所有人。烏克蘭武裝部隊總參謀部其後否認在庫爾斯克地區的烏軍被包圍，烏軍部隊已經重新集結，轉移到更有利的防線，並完成在庫爾斯克地區分配的任務，沒有部隊面對包圍的威脅。俄羅斯一直報告稱烏軍在庫爾斯克被包圍，是出於政治目的，對烏克蘭及其合作伙伴施加壓力。俄羅斯總統普京回應美國總統特朗普的呼籲時表示，為了有效執行美國總統的呼籲，烏克蘭的軍事和政治領導層必須對其軍事單位下達適當的命令，一些烏軍在陷入困境的俄羅斯地區「被封鎖」，而這些烏克蘭士兵只能夠投降，不可以撤出。
俄羅斯總統新聞秘書佩斯科夫表示，俄羅斯總統普京與美國總統中東特使維特科夫13日的深夜會面，討論結束烏克蘭戰爭的問題，維特科夫向俄羅斯方面提供更多資訊，而總統普京則透過維特科夫向美國總統特朗普傳遞額外訊號，雙方亦討論兩國領導人未來的電話通話時間。兩人的會談是自俄羅斯全面入侵烏克蘭以來，首次有美國官員會見俄羅斯總統普京。
烏克蘭外交部長西比哈表示，烏克蘭已經開始組建一個團隊，為可能的30天停火制定監測機制。強調烏克蘭需要在1,300公里的前線執行停火，帶來後勤挑戰。烏克蘭仍然對俄羅斯違反停火行為持謹慎態度，並重申俄羅斯曾違反明斯克協議25次，因此現在一切都將旨在確保烏方準備好適當的團隊、發展和模式。
烏克蘭內政部表示，烏克蘭著名公眾人物，活動家，曾經參與廣場革命和敖德薩衝突的德米揚·哈努爾在敖德薩在市中心被槍殺，哈努爾積極參與支援烏克蘭集會、為軍隊籌款的慈善活動以及拆除蘇聯紀念碑的運動。烏克蘭國家安全局表示，拘捕1名逃兵涉嫌開槍殺死哈努爾，未知是否與俄羅斯有關。
美國總統特朗普表示，在其提出在俄羅斯和烏克蘭之間達成30天停火協議提議中，收到一些相當不錯的訊息。美國國務卿盧比歐表示，已經聽取美國總統中東特使威特科夫與俄羅斯總統普京會面後的匯報，對於正在進行的停火談判前景感到謹慎樂觀，至少結束戰爭和實現和平又近了一步。
七國集團外交部長在加拿大舉行會談，各成員均同意由美國提出的停火提議，會議上研究俄羅斯對美國提議的反應，並發表聯合聲明重新各成員國堅定不移地支持烏克蘭捍衛其領土完整和生存權以及自由、主權和獨立，並表明如果俄羅斯不支持停火，將面臨新一批制裁。強調有必要作出堅實、可信的安全部署，以避免烏克蘭遭受任何新侵略。
芬蘭赫爾辛基地方法院裁定，俄羅斯新納粹軍事組織「魯西奇」創辦人彼得羅夫斯基涉嫌在烏克蘭犯下戰爭罪，判處終身監禁。檢察官在庭上播放影片展示彼得羅夫斯基在2014年9月5日於盧甘斯克州下令並參與處決烏克蘭士兵。彼得羅夫斯基否認所有指控，但法庭裁定片段提供充足證據。
英國多間傳媒報道，美國總統中東特使威特科夫在13日中午時間抵達俄羅斯莫斯科，其後無所事事等待至少8個小時，才被請進克里姆林宮。期間普京正忙着與白俄羅斯總統盧卡申科會面。傳媒分析安排很可能是普京向美國「下馬威」，強調俄方有自己的「時間表」並將以此行事，而無須受制於美國或其他國家的壓力。曾經批評烏克蘭總統澤連斯基故意讓訪烏的美國財長貝森特長時間等待，但其後並證實並非真實的美國總統特朗普在15日回應時表示，根本沒有等待，並攻擊報道事件的媒體，認為他們的目的是「貶低」，形容他們為「病態的墮落者」。但表示確實與俄羅斯其他代表舉行其他會議，花了一些時間，但非常富有成效，事情迅速而高效地進行，所有跡象似乎都很好。

## 3月15日
烏克蘭空軍表示，俄羅斯午夜至凌晨期間，對烏克蘭發動大規模導彈和無人機襲擊，俄軍從庫爾斯克發射2枚伊斯坎德爾-M彈道導彈，從濱海阿赫塔爾斯克、奧廖爾、布良斯克、庫爾斯克、沙塔洛沃、米列羅沃區和俄佔克里米亞發射178架見證者-136無人機和不明型號無人機，防空系統在哈爾科夫、波爾塔瓦、蘇梅、切爾尼戈夫、切爾卡瑟、基輔、日托米爾、赫梅利尼茨基、 基洛夫格勒、第聶伯羅彼得羅夫斯克、頓涅茨克、扎波羅熱、敖德薩和尼古拉耶夫擊落130架無人機。另有38架無人機因電子戰措施，未能擊中目標。第聶伯羅彼得羅夫斯克州州長表示，俄軍對尼科波爾市發動十多次襲擊，至少造成1名平民死亡，3名平民受傷，包括2名兒童。
烏克蘭武裝部隊總參謀部表示，自全面入侵以來，俄羅斯在烏克蘭損失892,840名士兵，過去一天俄軍有1,180人傷亡，累計損失10,315輛坦克、21,458輛裝甲戰鬥車輛、40,571輛車輛和油箱、24,483門火砲系統、1,315套多管火箭系統、1,103套防空系統、370架飛機、331架直升機、29,223架無人機、3,121枚巡弋飛彈、28艘船隻和1艘潛艦等。
俄羅斯國防部表示，防空部隊過去一夜在伏爾加格勒州上空擊落64架無人機。俄羅斯Telegram頻道報道，俄羅斯伏爾加格勒市薩雷普塔火車站附近一家煉油廠發生大火。
烏克蘭總統澤連斯基簽署法令，為和平組織一個代表團，由烏克蘭總統辦公室主任葉爾馬克率領，其他成員包括外交部長西比哈、國防部長烏梅羅夫和總統辦公室副主任帕利薩。葉爾馬克有權在外交部長批准後修改其組成，引進更多的政府官員、專家和顧問。另外，澤連斯基表示，俄軍正在邊境集結，準備對烏克蘭東北部蘇梅地區發動襲擊。在幾個月頓涅茨克州處於戰鬥中心和俄羅斯包圍的週期性威脅後，波克羅夫斯克前線局勢已經穩定下來。澤連斯基在出席英國首相施紀賢主持的線上峰會後表示，呼籲建立國際聯盟，加強對俄羅斯的壓力，並懷疑俄羅斯總統普京對戰場局勢的任何指控。世界必須明白，俄羅斯是阻礙和平的唯一障礙。
美國總統特朗普表示，調整負責俄烏事務特使的任命，退役美軍將領凱洛格由原本俄羅斯和烏克蘭問題特使改為烏克蘭事務特使，將直接與烏克蘭總統澤連斯基及烏克蘭領導層接觸，又形容凱洛格很了解烏方，並與對方有非常好的工作關係。美國傳媒則報道，由於俄羅斯總統普京認為凱洛格太過親烏克蘭，因此凱洛格的職責被縮減。美國國務院表示，國務卿盧比歐與俄羅斯外交部長拉夫羅夫通電話，討論恢復美國和俄羅斯之間關係的步驟，跟進在沙特阿拉伯會談後的後續安排。

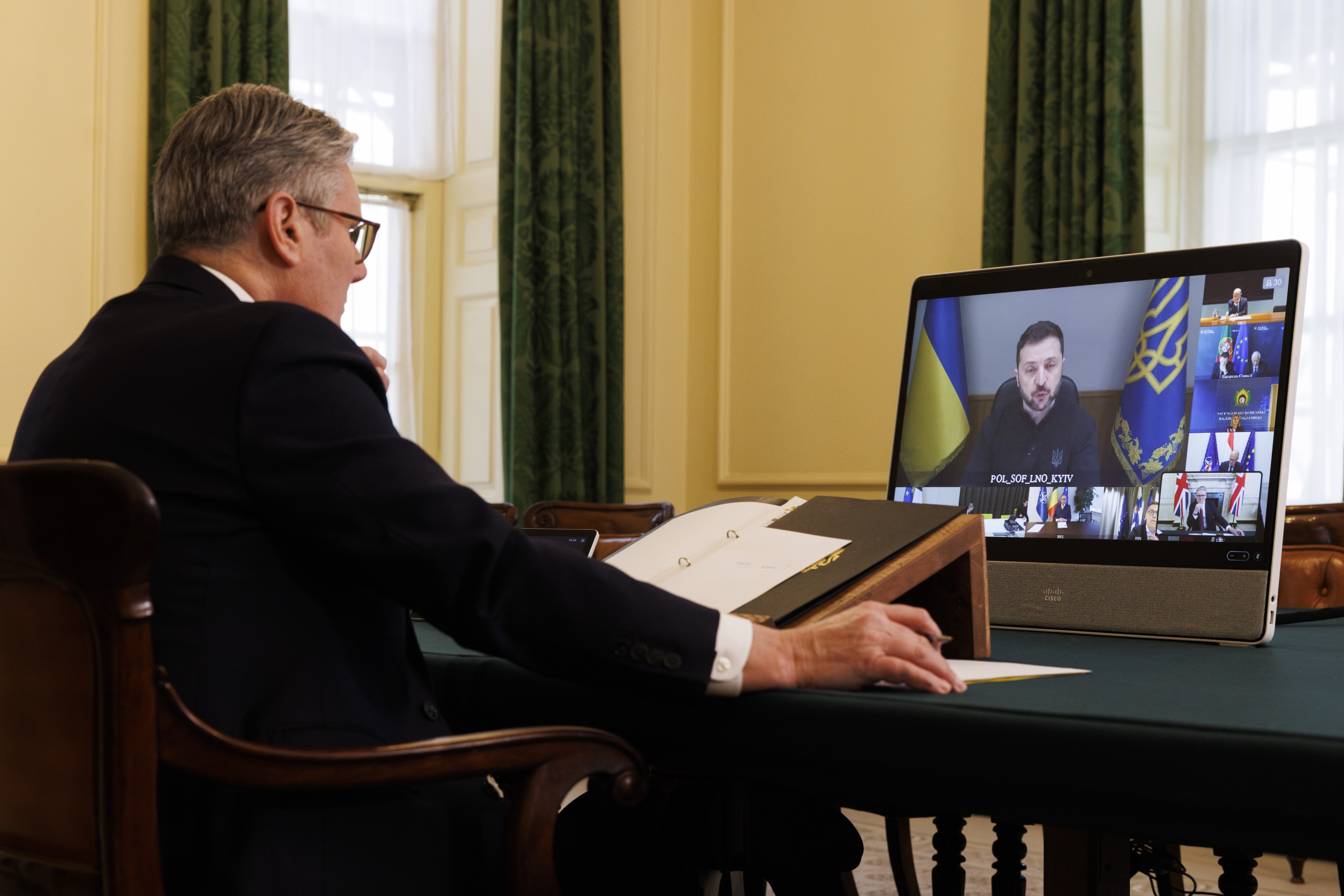
施紀賢主持「自願聯盟」線上峰會

英國首相施紀賢表示，召開「自願聯盟」線上峰會，在未來烏克蘭與俄羅斯達成和平協議後繼續確保烏克蘭的安全，會議共有25個國家參加，敦促與會者繼續向俄羅斯總統普京施加壓力。並為烏克蘭的安全保障制定「更強大和有力的計劃」。施紀賢在會後記者會表示，現在將進入行動階段，即將舉行的軍事討論將側重於具體的安全保障，必要時可能包括地面部隊和空中飛機，從歷史中知道，沒有安全保障的協議不是俄羅斯總統普京是不會尊重的，警告如果沒有適當的安全保障，普京將再次發動入侵。澳洲總理阿爾巴內塞在會議上強調澳洲對烏克蘭的承諾，只要烏克蘭需要，就與烏克蘭站在一起，澳洲願意為未來維持和平努力做出貢獻，普京的政權對烏克蘭和其他地區有帝國主義的設計，必須確保俄羅斯的非法和不道德行為不會透過任何和平程序得到回報。德國總理朔爾茨重申德國對烏克蘭的支援，並表示烏克蘭需要公正和持久的和平，感謝施紀賢召開會議，並強調俄羅斯需要結束攻擊，並最終實現和平。法國總統馬克龍並指責俄羅斯並沒有給人留下一個真誠渴望和平國家的印象，沒有回應美國和烏克蘭的建議，並加劇敵對行動，批評普京想要得到一切，然後進行談判，認為透過力量實現和平仍然是結束衝突的關鍵，西方對俄羅斯的集體壓力是必要的，讚揚澤連斯基總統提出停火倡議，並表示為了實現持久的和平，烏克蘭必須擁有一支保衛國家的強大軍隊。芬蘭總統斯塔布表示。芬蘭願意支援烏克蘭，但對直接軍事介入持謹慎態度，支援烏克蘭有「從0到50種不同的方式」，但堅持認為只有在達成和平協議的情況下，才會考慮直接軍事參與。意大利總理辦公室則在參與峰會後表示，意大利無意參加在烏克蘭的維和部隊，參與峰會只是繼續與盟友合作，為烏克蘭定義可信和有效的安全保障。
法國總統馬克龍接受採訪時表示，烏克蘭擁有其主權，不需要俄羅斯的許可即可邀請維和部隊進入其領土，重申支援烏克蘭的重要性，並確認歐洲部隊只有在基輔的要求下才會部署到烏克蘭，強調對俄羅斯施加壓力並與關鍵國際盟友進行對話的重要性。
波蘭總統杜達表示，烏克蘭必須擁有主權和獨立，否則就不會和平，理解美國總統特朗普在烏克蘭問題上不想成為參與者，只希望成為調解人。再次重申俄羅斯是入侵烏克蘭，並殺害平民的侵略者，俄羅斯將核武器轉移到白俄羅斯是一種明顯的進攻策略，不是出於防禦的。再次重申呼籲美國將核武器駐紮在波蘭。
匈牙利總理歐爾班在與歐盟就延長對俄羅斯的制裁達成協議後，對歐盟提出12項要求，當中最終一項是歐盟是一個聯盟，但沒有烏克蘭，要求將烏克蘭排除在歐盟成員之外。
烏克蘭利沃夫哈利茨基國際機場總經理扎莫克表示，與政府正在樂觀考慮機場最早可能在4或5月恢復航空運營，重新開放烏克蘭領空的其他潛在日期包括夏季，至少有5-7間航空公司表示已準備好在機場重開後一個月開始運作。

## 3月16日
烏克蘭空軍表示，俄羅斯午夜至凌晨期間，對烏克蘭發動大規模導彈和無人機襲擊，俄軍從濱海阿赫塔爾斯克、奧廖爾、布良斯克、沙塔洛沃、米列羅沃區和俄佔克里米亞發射90架見證者-136無人機和不明型號無人機，防空系統在哈爾科夫、波爾塔瓦、蘇梅、切爾卡瑟、基輔、日托米爾、第聶伯羅彼得羅夫斯克、頓涅茨克、敖德薩擊落47架無人機。另有33架無人機因電子戰措施，未能擊中目標。
烏克蘭武裝部隊總參謀部表示，自全面入侵以來，俄羅斯在烏克蘭損失894,240名士兵，過去一天俄軍有1,400人傷亡，累計損失10,325輛坦克、21,478輛裝甲戰鬥車輛、40,684輛車輛和油箱、24,561門火砲系統、1,317套多管火箭系統、1,104套防空系統、370架飛機、331架直升機、29,413架無人機、3,121枚巡弋飛彈、28艘船隻和1艘潛艦等。總參謀部在社交平台上發佈的最新戰場地圖顯示，烏軍已經從俄羅斯庫爾斯克地區蘇賈鎮完全撤出。
烏克蘭總統澤連斯基與加拿大新任總理卡尼通電話，兩人討論對俄羅斯施加更大的壓力，特別是對俄羅斯的銀行業及影子艦隊實施新制裁，亦談到對烏克蘭的安全保障，包括加拿大承諾在戰爭結束後提供經濟支援。卡尼重申加拿大將繼續支持烏克蘭。
俄羅斯總統外交政策問題顧問烏薩科夫再度表示，俄羅斯認為呼籲在烏克蘭停火只是試圖給烏軍時間重組和重新武裝。俄羅斯已經向美國傳達其擔憂，並表明如有必要，可以迅速安排美國總統特朗普和俄羅斯總統普京會面。俄羅斯外交部副部長格魯什科表示，俄羅斯願意允許沒有配備武器的觀察員和文職人員進入烏克蘭，作為潛在和平協議的一部分。又重申俄羅斯認為烏克蘭的「中立」和不可加入北約是任何協議的重要組成部分。
烏克蘭國防部長烏梅羅夫表示，總統已批准任命烏克蘭武裝部隊聯合部隊指揮官安德里·格納托夫出任武裝部隊副參謀長，接替去年2月上任的阿納托利·巴爾吉列維奇。巴爾吉列維奇則改任國防部首席監察員，監督軍事標準，並提高武裝部隊的紀律。
美國國務卿魯比奧接受訪問時表示，美國在結束俄烏衝突上有A、B計劃，A计划是先停火，其後進入B計劃，亦是第二阶段，讓所有人坐到談判桌前或進行穿梭外交，尋找一個持久的方式，永久結束這場衝突，並能尊重各方的需求。美國總統中東特使威特科夫表示，美國總統特朗普將在本星期與俄羅斯總統普京電話通話，又表示自己13日與普京對話長達幾個小時，會談非常順利，正在彌合雙方之間的差距，並將繼續與烏克蘭人進行接觸和對話。提到頓涅茨克、盧甘斯克、赫爾松和扎波羅熱州被俄軍佔領的州時表明，這四個地區至關重要。美國正在與烏克蘭、俄羅斯和歐洲盟友進行討論，包括法國、英國、芬蘭和挪威。又強調在烏克蘭實施停火的挑戰，涉及在2千公里邊界上的停火，以及包括庫爾斯克在內關鍵戰場和控制烏克蘭核電設施和進入黑海港口等戰略問題。。
英國傳媒「獨立報」引述烏克蘭高級官員消息報道，烏克蘭準備與俄羅斯進行和平談判，但在幾個關鍵領域仍然堅持，包括沒有進一步的領土割讓，包括烏克蘭部分佔領地區的領土、數千名被非法驅逐到俄羅斯的烏克蘭兒童必須被遣返烏克蘭、數千名被俄羅斯非法拘留的平民返回烏克蘭以及國際在俄羅斯違反任何未來停火條款的安全保證。
英國傳媒「星期日泰晤士報」引述英國軍方消息報道，首相施紀賢提議由英法向烏克蘭派遣1萬名維和部隊士兵，其餘35個參與自願聯盟的國家則同意向維和部隊提供武器、後勤和情報支援。

## 3月17日
烏克蘭地方政府表示，截至17日上午9時，俄羅斯在過去24小時內襲擊赫爾松、蘇梅、尼古拉耶夫、第聶伯羅彼得羅夫斯克、頓涅茨克、盧甘斯克、切爾卡瑟、哈爾科夫、扎波羅熱、波爾塔瓦和切爾尼戈夫等地，至少造成3名平民死亡，12名平民受傷。烏克蘭空軍表示，俄羅斯午夜至凌晨期間，對烏克蘭發動大規模無人機襲擊，俄軍從濱海阿赫塔爾斯克、奧廖爾、布良斯克、庫爾斯克、沙塔洛沃、米列羅沃區發射174架見證者-136無人機和不明型號無人機，防空系統在哈爾科夫、波爾塔瓦、蘇梅、切爾尼戈夫、切爾卡瑟、基輔、基洛夫格勒、第聶伯羅彼得羅夫斯克、扎波羅熱、敖德薩擊落90架無人機。另有70架無人機因電子戰措施，未能擊中目標。
烏克蘭武裝部隊總參謀部表示，自全面入侵以來，俄羅斯在烏克蘭損失895,450名士兵，過去一天俄軍有1,210人傷亡，累計損失10,344輛坦克、21,489輛裝甲戰鬥車輛、40,785輛車輛和油箱、24,598門火砲系統、1,318套多管火箭系統、1,104套防空系統、370架飛機、331架直升機、29,467架無人機、3,121枚巡弋飛彈、28艘船隻和1艘潛艦等。
俄羅斯阿斯特拉罕州州長表示，烏克蘭無人機襲擊當地一個燃料和能源設施，引發大火。
俄羅斯國防部表示，俄軍正在烏克蘭南部推進，並已突破扎波羅熱市東南50公里的部分烏克蘭防線，佔領扎波羅熱地區的斯泰波韋。烏克蘭南部部隊發言人則否認相關說法，烏軍在前線的扎波羅熱地區沒有失去陣地，形容只是資訊戰。
烏克蘭總統澤連斯基簽署法令，允許在戒嚴期間派烏克蘭武裝部隊士兵到國外，法令旨在加強與夥伴國家的國防合作，特別是透過使烏克蘭部隊能夠參加訓練和接收軍事裝備，將使烏克蘭能夠以更快、更有效地加強烏克蘭的防禦。允許烏克蘭軍事單位部署到其他國家，用於國家安全目的，包括擊退武裝侵略，保護主權和領土完整，以及行使國際法規定的自衛權，但不包括在俄羅斯領土執行戰鬥任務。澤連斯基在晚間講話中表示，烏克蘭已成功完成測試遠端無人機，能夠飛行3千公里，並要求相關單位研究海王星導彈的加長型。
烏克蘭外交部長西比哈採訪時被問及烏克蘭在潛在談判中的紅線是什麼時表示，不喜歡這個定義，有些根本的事情是不可談判的，是無法觸及的。又概述未來談判結束俄羅斯對烏克蘭戰爭的三個關鍵條件。強調烏克蘭的領土完整和主權是不可協商的，重申基輔永遠不會承認俄羅斯佔領的領土是俄羅斯的一部分。第二個關鍵條件是烏克蘭選擇其聯盟的權利，任何國家都不應該否決烏克蘭的北約和歐盟願望，而且烏克蘭的自衛能力包括軍及必須不受限制，最後是俄羅斯必須被追究責任。烏克蘭總統專責制裁事務的顧問弗拉西烏克表示，若果放能夠確保烏克蘭的安全和正義，西方放鬆對俄羅斯的經濟限制只是「時間問題」，但強調必須在正確的條件下進行。指出制裁旨在推動俄羅斯停止侵略並致力於持久和平，而不是「任何形式的懲罰」，與俄羅斯的持久協議必須包括追究責任和「對烏克蘭人的賠償」。另外，烏克蘭外交部長西比哈與南韓外交部長趙兌烈通電話，討論向南韓移交2名烏克蘭在庫爾斯克地區俘虜的北韓士兵。趙兌烈表示，根據南韓憲法，北韓人被視為南韓公民，但移交必須得到北韓士兵的同意。
美國總統特朗普表示，自己將於18日與俄羅斯總統普京進行電話會談，討論結束烏克蘭戰爭的問題，將包括領土問題和核電站，形容是劃分資產的過程。俄羅斯總統新聞秘書佩斯科夫證實兩人將會通話。另外特朗普表示，自己在2月28日與烏克蘭總統澤連斯基在白宮橢圓形辦公室的爭吵是向烏克蘭施壓的戰略計劃一部份，目的是必須讓烏克蘭做正確的事情。又再度表示烏軍士兵在庫爾斯克地區遭到俄軍士兵包圍，將尋找方法拯救他們，但烏克蘭方面已經否認有士兵被包圍。美國白宮發言人萊維特被問到烏克蘭有沒有授權美方與俄方磋商瓜分資產等條件時表示，美烏曾討論有關內容，又形容俄烏從來未像現在這麼接近和平，強調特朗普有決心促成俄烏停戰。
英國首相發言人表示，目前預計有30多個國家準備參加自願聯盟，將會有一支由大量國家以不同方式提供軍事裝備和支援的維和部隊協助烏克蘭，但同時表明部隊需要美國的援助。
歐洲理事會表示，批准在烏克蘭融資機制計劃下的第三期不可退還贈款和貸款，向烏克蘭提供38億美元，烏克蘭累計在融資機制下獲得217億美元。歐盟外交與安全政策高級代表卡拉斯表示，計劃向烏克蘭提供436億美元軍事援助的倡議在歐盟成員國中得到廣泛的政治支援，倡議建議將對烏克蘭的軍事援助增加一倍，主要因為特朗普政府的政策使美國對烏克蘭安全的承諾產生變化。
波蘭外交部長西科爾斯基表示，希望美國總統特朗普能夠讓俄羅斯總普京放棄在烏克蘭達成和平協議的「一些荒謬要求」，指出誰想要和平，誰想要戰爭是顯而易見的。俄羅斯希望透過其他方式接管整個烏克蘭，並在軍事上使一半的歐洲國家中立化，認為普京只要撤軍，就可以在5分鐘內結束這場戰爭。
德國政府表示，正式向烏克蘭交付3臺Gepard防空系統，1萬發彈藥、24輛防雷車和其他國防援助。
歐盟刑事司法合作署表示，美國政府已正式通知歐洲夥伴，將退出調查俄羅斯侵略烏克蘭罪行的國際小組，美國司法部認為此舉是出於「重新分配資源」的考量。
美國傳媒「Semafor」引述白宮知情人士消息報道，特朗普政府正在考慮承認克里米亞為俄羅斯領土，並敦促聯合國承認，作為結束俄羅斯對烏克蘭戰爭的更廣泛協議一部份。美國國家安全委員會發言人休斯則否認任何考慮，強調政府不會透過媒體進行談判。

## 3月18日

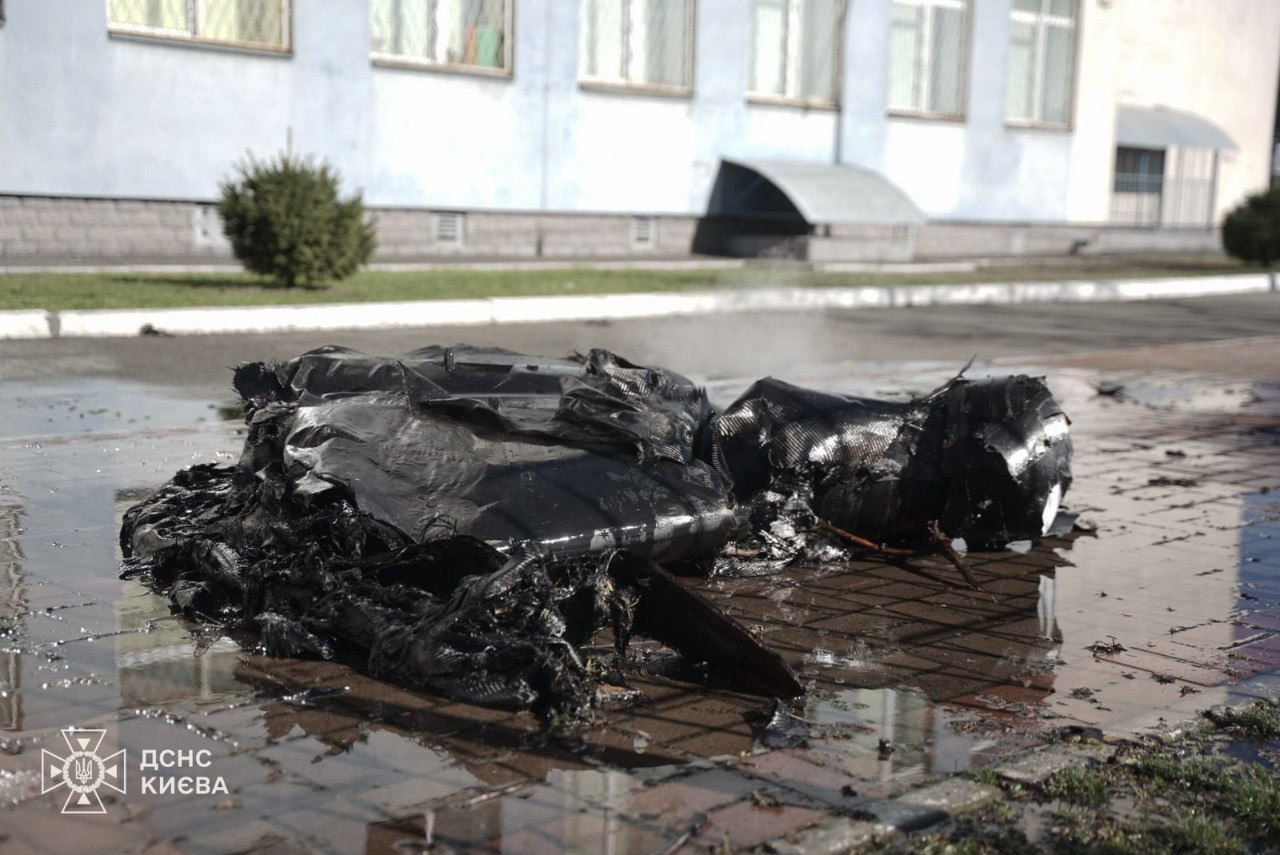
俄軍襲擊基輔市後

烏克蘭地方政府表示，截至18日上午9時，俄羅斯在過去24小時內襲擊赫爾松、蘇梅、尼古拉耶夫、第聶伯羅彼得羅夫斯克、頓涅茨克、盧甘斯克、切爾卡瑟、哈爾科夫、扎波羅熱、基輔和切爾尼戈夫等地，至少造成2名平民死亡，13名平民受傷。烏克蘭空軍表示，俄羅斯午夜至凌晨期間，對烏克蘭發動大規模無人機襲擊，俄軍從濱海阿赫塔爾斯克、庫爾斯克、沙塔洛沃、米列羅沃區發射137架見證者-136無人機和不明型號無人機，防空系統在哈爾科夫、波爾塔瓦、蘇梅、切爾尼戈夫、切爾卡瑟、基輔、文尼察、基洛夫格勒、第聶伯羅彼得羅夫斯克、扎波羅熱、尼古拉耶夫和赫爾松擊落63架無人機。另有64架無人機因電子戰措施，未能擊中目標。烏克蘭總統澤連斯基表示，在俄羅斯總統普京與美國總統特朗普通話90分鐘以及俄羅斯聲稱停止攻擊能源設施幾小時後，俄羅斯發射40架無人機襲擊蘇梅市2家醫院和頓涅茨克州的供電基礎設施。
烏克蘭武裝部隊總參謀部表示，自全面入侵以來，俄羅斯在烏克蘭損失897,010名士兵，過去一天俄軍有1,210人傷亡，累計損失10,352輛坦克、21,509輛裝甲戰鬥車輛、40,892輛車輛和油箱、24,640門火砲系統、1,319套多管火箭系統、1,107套防空系統、370架飛機、331架直升機、29,616架無人機、3,121枚巡弋飛彈、28艘船隻和1艘潛艦等。烏克蘭軍隊韋利卡諾沃西爾卡戰術小組指揮官納耶夫表示，烏軍已從頓涅茨克一個前線地區後退，以保護部隊並改善防禦行動。烏克蘭傳媒「真理報」引述不具名消息報道，撤軍是在2月份進行，涉及韋利卡諾沃西爾卡以北的達奇涅、澤列尼夫卡和安德里伊夫卡地區的烏克蘭部隊，以避免在所謂的庫拉霍夫「口袋地區」被包圍。
俄羅斯國防部表示，烏克蘭武裝部隊試圖進入俄羅斯的別爾哥羅德州，但被俄軍擊退，形容烏軍的行動是在破壞美國總統特朗普的和平倡議。烏克蘭國家安全與國防事務委員會打擊虛假訊息中心則否認指控，指出俄羅斯全面入侵烏克蘭以來，邊境地區一直持續戰鬥，特別是炮火交火，俄羅斯的策略是指摘烏克蘭不想結束戰爭，但事實是俄軍在前線及空中發動攻擊。
俄羅斯總統普京與美國總統特朗普通話90分鐘後，俄羅斯克里姆林宮發布的談話紀要，普京立即下令暫停攻擊烏克蘭能源基礎設施30天，但要求30天全面停火期間，全面停止外國對烏軍援以及烏克蘭停止軍事動員。普京強調，為防止衝突局勢升高、達成透過政治外交手段解決衝突，關鍵條件就是「全面停止」外國對烏克蘭的軍事援助及情資分享。又質疑現時的基輔政權沒有能力協商並履行協商結論，而這對各方構成「嚴重風險」。普京重申「原則上」願為和平解決衝突努力，並已準備好與美方夥伴詳細研議可能的解決途徑，而解決方案必須兼顧全面性與永續持久性。又同意就黑海水域「航行安全」問題與美方展開磋商、研議具體細節。普京在通話中告知特朗普，俄烏雙方19日將相互換俘各175人，為展現善意俄方擬同時歸還烏方23名正在俄羅斯醫療機構接受治療的重傷烏軍。為回應特朗普呼籲保存在俄羅斯西部庫爾斯克州遭圍困的烏軍性命，普京再次「展現善意」，表示願「出於人道考量」，善待相關烏軍、保全其性命，但前提是這些烏軍必須投降。根據談話紀要，有鑑於俄羅斯與美國「對確保世界安全穩定的特別責任」，俄美將為雙邊關係的「正常化」努力，並研議多方面展開「互惠」合作，包括在能源和經濟領域。在俄羅斯克里姆林宮的紀錄中特朗普支持普京的提議，並為改善兩國關係舉辦美俄冰球賽，由北美職業冰球聯盟與大陸冰球聯賽球員出賽。另談及中東及其他衝突熱點情勢、核不擴散、全球安全等議題。克里姆林宮表示，相關討論有助促進俄美關係整體「健康氛圍」，而其中一個例證就是俄美在聯合國就烏克蘭議題有「團結一致」的投票行為。美國白宮發表聲明表示，兩國元首同意俄烏衝突需要以持久和平結束，一致認為實現和平將從能源和基礎設施停火開始，以及就實施黑海海上停火、全面停火和永久和平進行技術談判，這些談判將立即在中東展開。雙方認為，美俄雙邊關係改善的未來，將帶來巨大好處，包括達成巨額經濟協議，以及實現和平後的地緣政治穩定。美國總統特朗普會後接受訪問時表示，通話期間並沒有談及對烏克蘭的援助，又形容是一個偉大的通話，雙方討論的其他話題包括改善美俄關係和擴大貿易，俄方為美國準備了一些有價值的東西，包括非常多的稀土。
烏克蘭總統澤連斯基及夫人到訪芬蘭，會見芬蘭總統斯圖布，兩人討論芬蘭對烏克蘭的支援以及結束俄羅斯戰爭的步驟。澤連斯基在回答記者提問時表示，在特朗普和普京通話後，尚未與美國總統特朗普討論。仍表示烏克蘭原則上支援停止對能源基礎設施的攻擊，但需要了解更多細節，而認為期間烏克蘭將繼續接收援助。又指出烏克蘭必須參與未來所有關於結束俄羅斯全面戰爭的談判，無意冒犯任何人，但不希望烏克蘭成為普京的選單，烏克蘭不是沙拉，是一個主權獨立的國家。並認為普京已經拒絕了美國提出的30天停火計劃。
俄羅斯總統外交政策問題顧問烏薩科夫在美國總統特朗普與俄羅斯總統普京進行電話通話前表示，自美國提出30天停火以來已經過去一星期，期間烏克蘭對俄羅斯發動最大規模的攻擊，但俄羅斯並沒有失去希望，仍然希望把握機會。
烏克蘭在野黨「歐洲團結」領袖、前總統波羅申科表示，烏克蘭政府對其實施的制裁是對自由和民主的攻擊。被記問及美國總統特朗普對總統澤連斯基的指責時表示，如果問到關於獨裁統治，答案十分明確獨裁者是普京，但指責澤連斯基團隊將國家推向獨裁，譴責對他實施的制裁。同時承認與美國合作伙伴有「公開和透明」的聯絡，並拒絕在戒嚴期間舉行選舉的可能性。美國傳媒「Politico」再引述不具名消息報道，美國總統特朗普兒子小特朗普、女婿庫什納以及總統中東特使威特科夫等已經秘密與烏克蘭總統澤連斯基的政治對手會面，包括在野黨「歐洲團結」領袖、前總統波羅申科和「全烏克蘭祖國聯盟領袖、前總理季莫申科。
美國總統中東特使威特科夫表示，將於23日在沙特阿拉伯吉達與俄羅斯舉行會談，討論能源和基礎設施停火以及黑海航行安全問題。沒有具體說明俄方代表以及烏克蘭是否會參與會談。
瑞典、芬蘭、丹麥、拉脫維亞、立陶宛和愛沙尼亞外交部長共同向歐盟發信，呼籲布魯塞爾提出關於如何果斷推進烏克蘭加入的具體建議，重申對烏克蘭加入歐盟的充分和明確的承諾，呼籲加快加入程序，是時候在這方面作出有效決定。
中國國家國際發展合作署新聞發言人李明被記者問及烏克蘭總統澤連斯基希望能夠在烏克蘭停止戰爭、恢復和平以及未來重建過程中得到中國的援助時表示，烏克蘭危機爆發以來，中國共向烏克蘭提供四批人道主義援助。中方將繼續做維護世界和平穩定的積極力量，捍衛全球公平正義的進步力量。願繼續根據當事方的意願，提供力所能及的幫助。
美國民主黨眾議院議員蘭斯曼表示，特朗普政府已經停止資助耶魯大學人道主義研究實驗室監測烏克蘭兒童的強制遷徙情況，導致研究團隊失去大量資料，影響包括衛星影像、約3萬名烏克蘭兒童的追蹤紀錄。將導致價值2,600萬美元的戰爭罪證據數據被刪除，這些資料可能對國際刑事法院起訴普京提供關鍵支持。

## 3月19日
烏克蘭地方政府表示，截至19日上午9時，俄羅斯在過去24小時內襲擊赫爾松、蘇梅、尼古拉耶夫、第聶伯羅彼得羅夫斯克、頓涅茨克、盧甘斯克、切爾卡瑟、哈爾科夫、扎波羅熱、基輔和切爾尼戈夫等地，至少造成2名平民死亡，19名平民受傷。烏克蘭空軍表示，俄羅斯午夜至凌晨期間，對烏克蘭發動大規模無人機襲擊，俄軍從濱海阿赫塔爾斯克、布良斯克、奧廖爾、庫爾斯克、米列羅沃區發射2枚伊斯坎德爾-M彈道導彈、4枚S-300導彈、145架見證者-136無人機和不明型號無人機，防空系統在哈爾科夫、波爾塔瓦、蘇梅、切爾尼戈夫、切爾卡瑟、基輔、日托米爾、文尼察、基洛夫格勒、第聶伯羅彼得羅夫斯克、扎波羅熱和敖德薩擊落72架無人機。另有56架無人機因電子戰措施，未能擊中目標。烏克蘭鐵路表示，俄軍對第聶伯羅彼得羅夫斯克州鐵路基礎設施發動2次襲擊，至少造成4名員工受傷。
烏克蘭武裝部隊總參謀部表示，自全面入侵以來，俄羅斯在烏克蘭損失898,070名士兵，過去一天俄軍有1,060人傷亡，累計損失10,364輛坦克、21,523輛裝甲戰鬥車輛、41,003輛車輛和油箱、24,704門火砲系統、1,320套多管火箭系統、1,107套防空系統、370架飛機、331架直升機、29,716架無人機、3,121枚巡弋飛彈、28艘船隻和1艘潛艦等。烏克蘭國家安全與國防委員會轄下反虛假資訊中心表示，俄羅斯媒體宣稱俄軍在烏克蘭領空擊落一架F-16戰機的講法純屬虛假宣傳。
俄羅斯國防部表示，在總統普京下令暫時暫停對烏克蘭能源設施的襲擊後，防空部隊擊落7架被派去攻擊烏克蘭尼古拉耶夫州能源設施的俄羅斯無人機。又指責烏克蘭對俄羅斯克拉斯諾達爾邊疆區發動無人機襲擊，擊落3架無人機，破壞美國總統特朗普和平的努力。俄羅斯克拉斯諾達爾邊疆區政府表示，烏克蘭無人機襲擊當地卡夫卡茲卡石油泵站，破壞基礎設施並引發大火。
烏克蘭總統澤連斯基表示，自己與美國總統特朗普通電話。美國白宮則證實兩人進行通話。美國總統特朗普在通話結束後表示，與澤連斯基的通話非常好。通話約1小時，大部分討論俄羅斯總統普京通話的內容，以便在要求和需求方面讓俄羅斯和烏克蘭保持一致。美國將繼續按計劃推展和平，已要求國務卿魯比歐和國家安全顧問華爾茲對所討論的要點發布報告。這次通話是特朗普和澤連斯基在2月28日白宮的激烈爭吵後首次對話。澤連斯基會後在社交平台表示，同意停止對俄羅斯能源基礎設施的攻擊，認為這可能是徹底結束戰爭的第一步。亦表示，烏克蘭和美國官員預計將在未來幾日在沙特阿拉伯會晤，繼續協調和平步驟，包括部份停火的技術問題。另外，會後澤連斯基亦以視像方式回答記者提問，證實新一批F-16戰機已經交付烏克蘭。在與特朗普的通話中，美國希望協助修復被俄羅斯佔領的扎波羅熱核電站。又表示自己在通話中向特朗普表示，如果在目前的戰線上停火，並且作為最終和平協議的界線的話，被分界線分割的烏克蘭城鎮將變得空蕩蕩、荒涼，不要讓前線分裂的烏克蘭城鎮繼續存在，這些城鎮只會變得像二次世界大戰後的柏林市一樣，沒有人想回到只剩下半個的城鎮，柏林圍牆不是我們的選擇，指出特朗普同意相關講法。美國白宮發言人萊維特在會後發表通話稿表示，特朗普和澤連斯基在通話中討論烏克蘭的電力供應和核電站。特朗普認為美國可以憑藉其電力和公用事業專業知識對運營發電廠有非常大的幫助，美國對發電廠的所有權將是對能源基礎設施的最佳保護和支援。特朗普在通話中亦已同意協助烏克蘭在歐洲尋找更多美製愛國者防空系統。萊維特表示，美國已不再關注與烏克蘭的礦產協議，不意味著美國無法與烏克蘭達成開發礦產資源的協議，而是雙方已經超越經濟礦產協議框架，並正在尋求實現烏克蘭的持久停火。
烏克蘭總統澤連斯基在與芬蘭總統斯圖布的記者會上表示，烏克蘭將編制一份俄羅斯必須停止攻擊的能源、基礎設施和民用場所清單，並向國際合作夥伴提交該檔案。表明如果俄羅斯不攻擊烏克蘭的設施，烏克蘭就不會打擊俄羅斯的設施。但昨日午夜至今日凌晨俄軍的襲擊已經表明難以信任俄羅斯。另外澤連斯基表示，在阿拉伯聯合大公國協助斡旋下，與俄羅斯進行交換戰俘，175名烏克蘭士兵返回烏克蘭，當中負責保衛亞速鋼鐵廠、馬裡烏波爾、頓涅茨克、盧甘斯克、赫爾松、扎波羅熱、尼古拉耶夫、哈爾科夫、蘇梅和庫爾斯克等其他前線地區的士兵。22名烏克蘭士兵透過換俘以外的談判返回。並非18日俄美領袖通話中，普京聲稱的23人。
俄羅斯聯邦安全委員會秘書紹伊古表示，俄羅斯認為烏克蘭憲法中禁止就領土變化進行談判，是和平努力的障礙，另一難題是烏克蘭政權的合法性，俄羅斯需要確定能夠與誰談判，烏克蘭總統對自己實施禁令，禁止與俄羅斯進行談判。因此需要先解決這些問題才能達成協議。
美國總統中東特使威特科夫表示，烏克蘭的停火可以在幾周內達成，強調實現全面停火取決於烏克蘭和俄羅斯部隊參與戰鬥的2千公里前線，並指出不同路段的條件差異很大。美國國務院發言人布魯斯回應有傳媒報道特朗普政府削減耶魯大學資助令追蹤俄羅斯戰爭罪行的資料可能被刪除時表示，相關資料並非由國務院擁有，了解到相關資料仍然存在沒有被刪除和丟失。
意大利總理梅洛尼在意大利眾議院會議上再次呼籲將北約第五條共同防禦條款，擴展到烏克蘭地區，認為這樣做將能夠了解俄羅斯是否認真對待和平。如果俄羅斯不再打算入侵鄰國，那麼不清楚為什麼不能夠接受僅僅只限防禦性質的安全保障。
歐盟外交和安全政策高級代表卡拉斯表示，歐盟未來國防白皮書計劃未來每年向烏克蘭提供至少2百萬枚炮彈，並包含加強歐洲國防和增加對烏克蘭的軍事支援的新戰略。
德國國防部長皮斯托裡烏斯表示，18日美國和俄羅斯總統之間的通話宣佈的部分停火實際上沒有任何意義，在這次所謂開創性、偉大的電話後，俄羅斯的攻擊並沒有減少。反映普京正在玩遊戲，相信美國總統無法袖手旁觀地觀察而不做出反應。認為普京正在玩弄時間來重新集結他的軍隊，削弱烏克蘭的國防能力。德國財政部發言人表示，即將卸任的朔爾茲政府同意向烏克蘭提供額外33億美元的軍事援助。

## 3月20日
烏克蘭地方政府表示，截至20日上午9時，俄羅斯在過去24小時內襲擊蘇梅、尼古拉耶夫、第聶伯羅彼得羅夫斯克、頓涅茨克、盧甘斯克、切爾卡瑟、哈爾科夫、基洛夫格勒、扎波羅熱、赫爾松和切爾尼戈夫等地，至少造成5名平民死亡，26名平民受傷。烏克蘭空軍表示，俄羅斯午夜至凌晨期間，對烏克蘭發動大規模無人機襲擊，俄軍從濱海阿赫塔爾斯克、沙塔洛沃、奧廖爾、俄佔克里米亞、米列羅沃區發射171架見證者-136無人機和不明型號無人機，防空系統在哈爾科夫、波爾塔瓦、蘇梅、切爾尼戈夫、切爾卡瑟、基輔、日托米爾、文尼察、基洛夫格勒、第聶伯羅彼得羅夫斯克、扎波羅熱和赫爾松擊落75架無人機。另有63架無人機因電子戰措施，未能擊中目標。基洛夫格勒州州長表示，俄軍對當地發動近年來最大規模襲擊，20多架無人機飛向克洛佩夫尼茨基市，擊中住宅和基礎設施，至少造成10名平民受傷，包括4名兒童。扎波羅熱州州長表示，俄軍晚上使用制導空中炸彈襲擊扎波羅熱郊區，至少造成6名平民受傷，包括1名兒童。
烏克蘭武裝部隊總參謀部表示，自全面入侵以來，俄羅斯在烏克蘭損失899,470名士兵，過去一天俄軍有1,400人傷亡，累計損失10,377輛坦克、21,561輛裝甲戰鬥車輛、41,094輛車輛和油箱、24,747門火砲系統、1,322套多管火箭系統、1,110套防空系統、370架飛機、331架直升機、29,895架無人機、3,121枚巡弋飛彈、28艘船隻和1艘潛艦等。總參謀部表示，國家安全局和特種作戰部隊無人機襲擊俄羅斯薩拉托夫州恩格斯-2空軍基地，引發大火和彈藥爆炸，該基地經常被用作對烏克蘭領土發動導彈襲擊，摧毀96枚空射巡航導彈。烏克蘭傳媒「基輔獨立報」引述烏克蘭國家安全局消息報道，襲擊期間俄羅斯防空系統失效，防空導彈擊中恩格斯和薩拉託夫的民用建築和基礎設施。總參謀部表示，3月18日烏軍摧毀俄羅斯別爾哥羅德州德米多夫卡村附近俄羅斯武裝部隊第20軍第三摩托步槍師的指揮所，俄軍利用指揮所計劃和開展對蘇梅州的戰鬥行動。
俄羅斯國防部表示，防空系統過去24小時擊落5枚JDAM制導炸彈和1枚美製海瑪斯火箭彈，以及225架無人機。其中過去一夜擊落132架烏克蘭無人機，其中包括薩拉託夫州上空54架，沃羅涅日州40架，別爾哥羅德州22架，羅斯多夫、庫爾斯克和利佩茨克州以及俄佔克里米亞數架。
烏克蘭總統澤連斯基到訪挪威，與挪威首相史托爾會面，討論向烏克蘭提供合適援助。在與史托爾的記者會上表示，在19日與特朗普的通話中沒有討論到克里米亞的問題，但曾在2024年9月在紐約與特朗普會面時談及克里米亞。特朗普對克里米亞的樣子感興趣，想知道為何烏克蘭人如此掛念它。澤連斯基當時告訴特朗普這是烏克蘭人獨特的天性，是烏克蘭不可分割的一部分，是烏克蘭的半島，沒有烏克蘭人的克里米亞正在被消滅。
俄羅斯總統普京簽署並發布命令，所有居住在俄羅斯及俄佔烏克蘭地區且沒有合法居留理由的烏克蘭公民必須在9月10日前離開，否則將調整其法律身份。命令不涉及在9月10日前向俄羅斯內政部登記身份的烏克蘭公民。另要求居住在俄佔頓內茨克、盧甘斯克、赫爾松和扎波羅熱等地區的所有「外國公民和無國籍人士」在6月10日前接受藥物使用和傳染病體檢。
烏克蘭總統澤連斯基表示，烏美代表將於3月24日在沙特阿拉伯會面，討論與俄羅斯停火的步驟，烏克蘭已經準備好接受美國提議的30天全面停火，但俄羅斯拒絕完全停火，並只談論部分停火。預計美國代表團將於同一天會見俄方代表，澤連斯基表明將是兩次單獨的會議，美國分別會見俄烏代表，要麼同時舉行，要麼相繼舉行。俄羅斯總統外交政策問題顧問烏薩科夫表示，俄美代表亦會在24日在沙特阿拉伯會面，商討結束俄烏戰爭，特別會討論黑海航行安全的內容。美國總統烏克蘭問題特使凱洛格表示，美國計劃在沙特阿拉伯舉行與俄羅斯和烏克蘭之間的間接會談，以瞭解雙方的情況，會談將涉及「穿梭外交」。
烏克蘭第一副總理兼經濟部長斯維裡登科表示，2024年5月23日位於哈爾科夫的「Faktor Druk」印刷廠遭俄軍導彈襲擊，造成7死21傷，在美國富豪巴菲特之子霍華德的協助下，已經完成重建。
美國總統特朗普表示，預計很快能夠與烏克蘭簽署開採關鍵礦產和自然資源的協議，交易已恢復正常，並認為在和平進程上烏克蘭和俄羅斯方面都做得很好。
英國首相施凱爾表示，如果烏克蘭沒有安全保障地停火，俄羅斯總統普京將再次破壞協議。
歐盟委員會主席馮德萊恩表示，歐盟將向烏克蘭提供11億美元資金援助，並使用凍結的俄羅斯資產利潤償還，繼續重新對烏克蘭的堅定承諾，協助烏克蘭經濟保持正軌，重建因俄羅斯侵略而受損的關鍵基礎設施。歐盟外交和安全政策高級代表卡拉斯表示，由於較大規模的430億美元對烏援助仍然缺乏共識，將會先商討達成向烏克蘭提供54億美元彈藥。歐盟經濟貿易委員東布羅夫斯基斯表示，七國集團已經決定除非俄羅斯賠償損失，否則凍結的俄羅斯資產不會歸還給俄羅斯。相關決定非常重要，即使美國退出決定，除非俄羅斯向烏克蘭支付賠款，否則歐盟不會將凍結的資產歸還給俄羅斯，這是與俄羅斯打交道的重要籌碼。
匈牙利歐洲事務部長博卡表示，匈牙利不支持烏克蘭加入歐洲防衛結構，而是將烏克蘭視作歐洲和俄羅斯之間的緩衝區，認為這符合俄羅斯和歐洲的利益。烏克蘭作為緩衝區的潛在作用，將取決於各國領袖的共識，但認為如果美國和歐盟在未經普京的同意下對烏克蘭作出一些未知的事情，將會成為衝突的根源。
新聞通訊社「路透社」引述不具名消息報道，美國中央情報局在內的情報機構以及歐洲多國情報組織的情報資料均顯示，美國總統特朗普和俄羅斯總統普京聲稱在庫爾斯克地區的烏軍遭到包圍與事實不符，其中中情局曾向白宮通報位於庫爾斯克地區的烏軍正面臨來自俄軍的強烈壓力，但並沒有被包圍。烏克蘭方面亦多次否認有軍隊被包圍。但特朗普和普京仍然在通話中討論所謂被包圍的烏軍。

## 3月21日

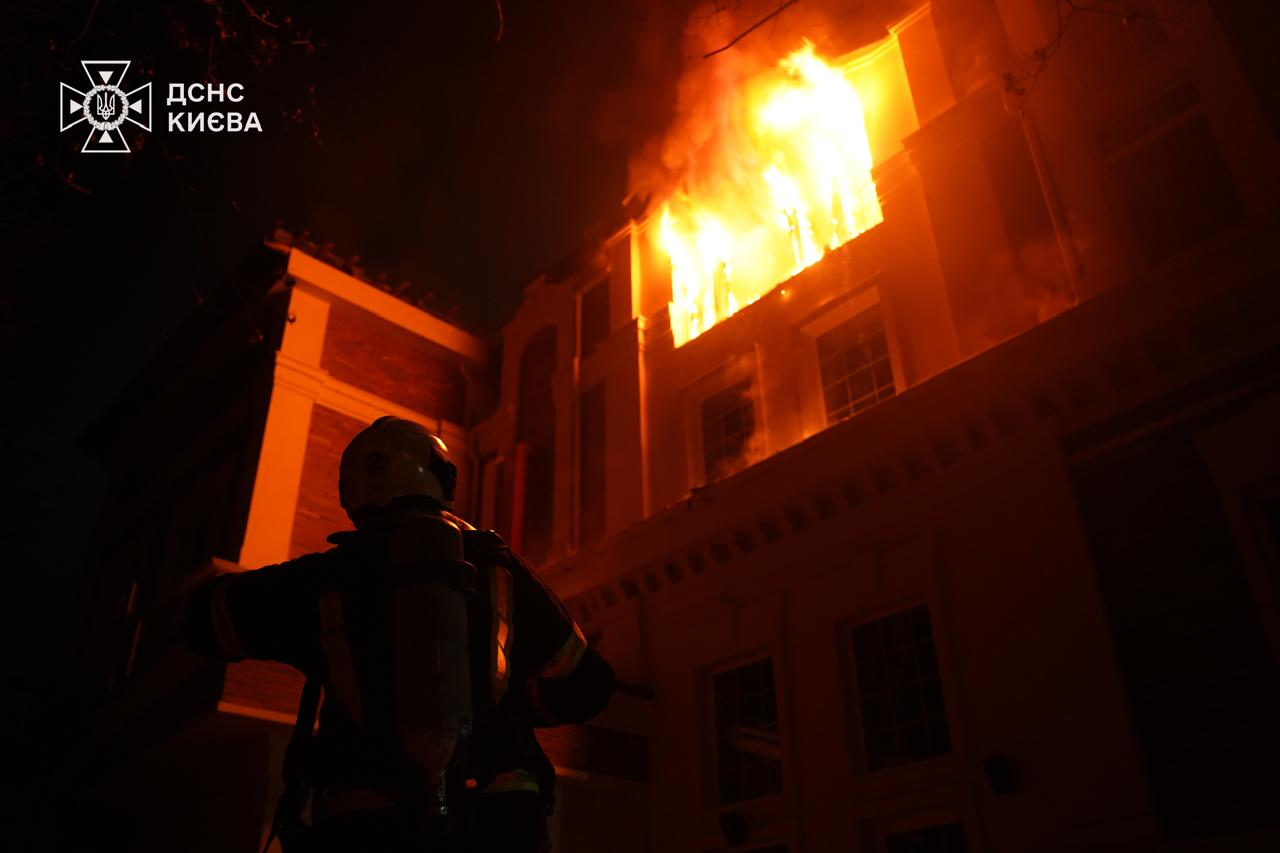
俄軍襲擊基輔市後

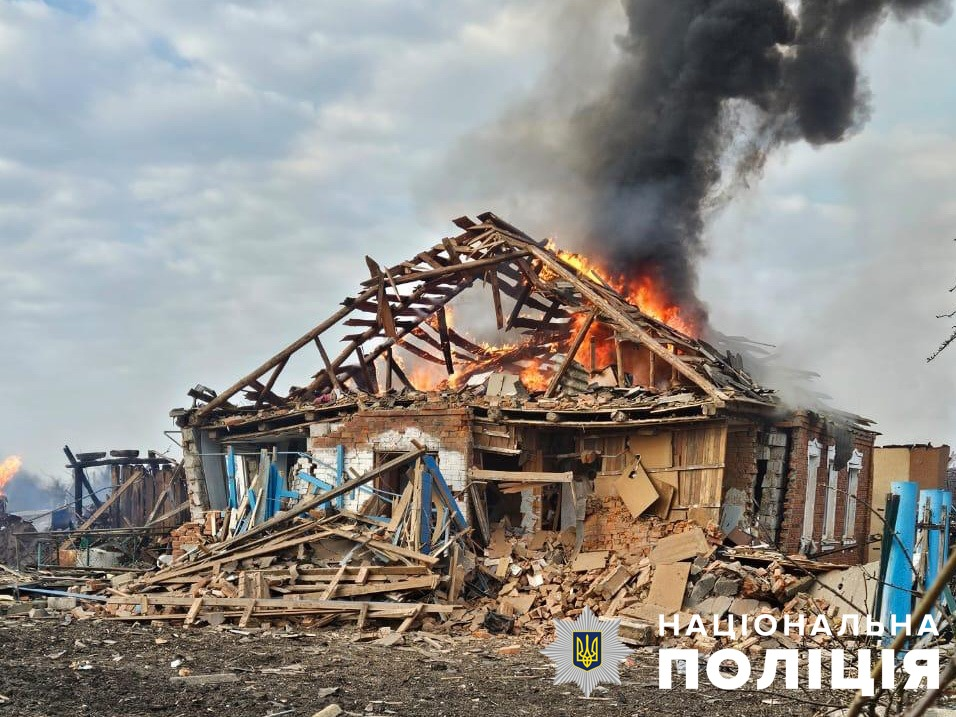
俄軍襲擊蘇梅市後

烏克蘭地方政府表示，截至21日上午9時，俄羅斯在過去24小時內襲擊赫爾松、蘇梅、尼古拉耶夫、第聶伯羅彼得羅夫斯克、頓涅茨克、盧甘斯克、切爾卡瑟、哈爾科夫、扎波羅熱、敖德薩和切爾尼戈夫等地，至少造成2名平民死亡，21名平民受傷。烏克蘭空軍表示，俄羅斯午夜至凌晨期間，對烏克蘭發動大規模無人機襲擊，俄軍從濱海阿赫塔爾斯克、布良斯克、庫爾斯克、俄佔克里米亞、米列羅沃區發射214架見證者-136無人機和不明型號無人機，防空系統在北部、中部和南部地區擊落114架無人機。另有81架無人機因電子戰措施，未能擊中目標。烏克蘭敖德薩州州長表示，20日午夜至21日凌晨俄軍對敖德薩市發動大規模無人機襲擊，令民用基礎設施受損，至少造成3名平民受傷，包括1名兒童。襲擊引發一系列大火，導致3個地區緊急停電。期間訪問烏克蘭的捷克總統帕維爾正身處當地。扎波羅熱州州長表示，俄軍晚上襲擊扎波羅熱市，至少造成3名平民死亡，包括1名兒童，16名平民受傷。
烏克蘭武裝部隊總參謀部表示，自全面入侵以來，俄羅斯在烏克蘭損失900,800名士兵，過去一天俄軍有1,330人傷亡，累計損失10,394輛坦克、21,589輛裝甲戰鬥車輛、41,259輛車輛和油箱、24,848門火砲系統、1,324套多管火箭系統、1,111套防空系統、370架飛機、331架直升機、30,080架無人機、3,121枚巡弋飛彈、28艘船隻和1艘潛艦等。
俄羅斯克拉斯諾達爾邊疆區政府表示，烏克蘭無人機19日襲擊當地卡夫卡茲卡石油泵站導致的大火仍未撲滅，並再發生多次爆炸。
俄羅斯多個Telegram頻道報道，20日午夜至21日凌晨俄羅斯庫爾斯克州的蘇賈鎮天燃氣氣體計量站發生多次爆炸，並引發大火，相關頻道指爆炸由烏克蘭引起。俄羅斯國防部其後表示，烏克蘭炸燬該天燃氣氣體計量站，指責基輔策劃一場「挑釁」。烏克蘭武裝部隊總參謀部則表示，相關指控毫無根據，是詆譭烏克蘭計劃的一部分，並指出俄軍此前曾用制導空中炸彈襲擊同一計量站，包括三天前的一次襲擊。俄軍亦利用該設施附近的天然氣管道來掩蓋部隊的動向。
烏克蘭國防部情報總局表示，1輛裝有2名俄羅斯軍官的汽車在俄佔赫爾松地區斯卡多夫斯克鎮發生爆炸，2人死亡。
烏克蘭總統澤連斯基會見從敖德薩轉抵基輔的捷克總統帕維爾，討論前線的局勢、歐洲為烏克蘭爭取安全保障的努力以及國防生產方面的合作。澤連斯基表示，從全面入侵開始以來已經有4千3百名烏克蘭戰俘返回烏克蘭，與美方和其他合作伙伴討論如何結束戰爭時，談論釋放戰俘或被囚是第一步，強調所有必要的談判都在努力將烏克蘭人從俄羅斯的囚禁中帶回來。
俄羅斯總統新聞秘書佩斯科夫表示，俄羅斯總統普京要求暫停攻擊烏克蘭能源基礎設施的命令仍然有效。根據美國和俄羅斯達成協議，俄軍目前正在停止對烏克蘭能源基礎設施的襲擊，同時繼續針對其他設施。
烏克蘭外交部發言人泰克伊表示，俄羅斯總統普京在20日簽署要求居住在俄羅斯和俄佔烏克蘭地區的烏克蘭公民必須在9月10日之前離開，目的是迫使這些公民申請俄羅斯護照。違反國際法，屬系統性驅逐和迫害，是俄羅斯對烏克蘭人民的種族滅絕政策的一部分。與俄羅斯準備和平解決烏克蘭戰爭的說法相矛盾，並破壞建立和平的倡議。烏克蘭和俄羅斯代表團不會在24日於沙特阿拉伯舉行的會談中直接互動。烏克蘭不知道美國將採用什麼形式在利雅得與俄羅斯進行談判，但烏克蘭正在為沙特阿拉伯的烏美會談做準備，會談將就停火進行技術性談判，不是政治性談判。
美國總統特朗普表示，作為結束戰爭談判的一部分，俄烏雙方將就全面停火和領土劃分達成協議，並且正在進行談判。特朗普沒有回應傳媒有關俄羅斯仍然繼續攻擊烏克蘭是否應對俄羅斯實施新制裁的問題，只是表示雙方在互相爭鬥。美國總統中東特使威特科夫在接受訪問時被問到烏克蘭是否有選舉時表示，烏克蘭已同意舉行總統選舉。威特科夫贊同俄羅斯的說法，即澤連斯基沒有當選連任總統，因此不能簽署任何形式的條約。又指出如果烏克蘭要與俄羅斯達成和平協議，認為烏克蘭總統澤連斯基已經在很大程度上接受烏克蘭不會成為北約成員國。同時認為可以討論烏克蘭是否可以在不加入北約的情況下，從美國或歐洲國家得到保護。被問及記者問到是否認為俄羅斯要攻擊歐洲國家時，威特科夫表示百分百相信俄羅斯沒有進攻歐洲國家的計劃。認為俄羅斯奪得烏克蘭的五個地區已經獲得想要的東西。另外，威特科夫公開重複俄羅斯的講法，並同意克里姆林宮大部份觀點，質疑烏克蘭是否可以堅持其立場並獲得停火，認為衝突中最大的問題是克里米亞、頓涅茨克、盧甘斯克、赫爾松和扎波羅熱地區的控制，表示當地居民主要使用俄語，在烏克蘭聲稱的非法公投中，大多數人表示希望由俄羅斯統治。並表示社會上大多數人希望擁有一個美國和俄羅斯合作的世界，淡化俄羅斯總統普京在全面入侵中的責任。此外威特科夫在訪問中猛烈批評英國首相施紀賢提出組建「自願聯盟」，派遣維和部隊支持烏克蘭停火的計劃，認為計劃「過於簡單」，只是一種姿態和花招。自己不相信俄羅斯想要進一步入侵歐洲，甚至吞併整個烏克蘭。形容存在一種觀念，認為每個人都應該像邱吉爾一樣認為俄羅斯人將進軍歐洲，但這太荒謬了。
國際奧委會新當選主席考文垂表示，反對以衝突為由禁止任何國家參加奧運會，認為非洲地區衝突仍在繼續，質疑為什麼只針對俄羅斯，計劃成立特別工作組，以建立一個處理此類情況的框架，認為所有運動員都應該能夠參加比賽。
俄羅斯獨立媒體Mediazona與BBC新聞俄語根據公共來源，包括訃告、親屬、地區媒體和地方當局的報道，確認自2022年2月俄羅斯全面入侵烏克蘭以來，97,994名俄羅斯陣亡士兵的名字，近4,800多名軍官在烏克蘭的戰鬥中喪生，至少有16,000名從監獄招募的囚犯、23,700名志願者和11,200名動員士兵在戰爭中死亡，而實際數字可能更高。
非牟利智庫「戰爭研究所」表示，俄羅斯官員正放大烏克蘭襲擊俄羅斯領土的內容，以證明烏克蘭拒絕和平談判和繼續戰爭，其中俄羅斯總統新聞秘書佩斯科夫利用烏克蘭否認參與的庫爾斯克地區蘇賈天然氣計量站大火，質疑烏克蘭的可信度。俄羅斯外交部發言人扎哈羅娃則指責烏克蘭違反尚未達成協議的能源設施停火。俄羅斯的相關描述繼續將烏克蘭描繪成侵略者，並且在西方的影響下行事。

## 3月22日
烏克蘭地方政府表示，截至22日上午9時，俄羅斯在過去24小時內襲擊赫爾松、蘇梅、尼古拉耶夫、第聶伯羅彼得羅夫斯克、頓涅茨克、盧甘斯克、切爾卡瑟、哈爾科夫、扎波羅熱、基輔和切爾尼戈夫等地，至少造成6名平民死亡，36名平民受傷。烏克蘭空軍表示，俄羅斯午夜至凌晨期間，對烏克蘭發動大規模無人機襲擊，俄軍從濱海阿赫塔爾斯克、布良斯克、俄佔克里米亞、米列羅沃區發射179架見證者-136無人機和不明型號無人機，防空系統在南部、北部和中部地區擊落100架無人機。另有63架無人機因電子戰措施，未能擊中目標。
烏克蘭武裝部隊總參謀部表示，自全面入侵以來，俄羅斯在烏克蘭損失902,010名士兵，過去一天俄軍有1,210人傷亡，累計損失10,403輛坦克、21,609輛裝甲戰鬥車輛、41,425輛車輛和油箱、24,944門火砲系統、1,327套多管火箭系統、1,111套防空系統、370架飛機、331架直升機、30,338架無人機、3,121枚巡弋飛彈、28艘船隻和1艘潛艦等。
烏克蘭總統澤連斯基先後到訪頓涅茨克州波克羅夫斯克作戰戰術小組和哈爾科夫州哈爾科夫作戰戰術小組的指揮所，聽取前線指揮官關於前線發展的簡報，其中俄軍並沒有停止試圖擴大其在哈爾科夫地區北部地區的立足點。另外澤連斯基表示，烏克蘭官員會在23日與美國團隊在沙特阿拉伯舉行會談。美國方面則會在24日繼續與烏克蘭和俄羅斯代表分別舉行單獨會談。
英國國防部關於烏克蘭局勢的最新國防情報顯示，認為俄羅斯總統普京在20日簽署驅逐在俄羅斯和俄佔烏克蘭地區烏克蘭公民的法令，是進行新一輪俄羅斯化政策的一部份，迫使拒絕接受俄羅斯護照和公民身份的烏克蘭公民離開俄佔烏克蘭地區。
意大利國防部長克羅賽托表示，意大利暫停與美國富商馬斯克旗下SpaceX商討在政府和軍隊中使用星鏈衛星系統的談判，指出目前已經將討論重點從相關部署轉移到馬斯克的個人政治言論。部份媒體引述消息指相關言論包括早前馬斯克與波蘭外長西科爾斯基切斷對烏克蘭的星鏈服務的爭吵以及馬斯克曾經在社交平台表示如果切斷對烏克蘭的星鏈服務，烏克蘭的戰線將會崩潰。
德國傳媒「星期日世界報」引述歐盟消息報導，中國正在考慮參加潛在的烏克蘭維和部隊行動。歐盟認為將中國納入「自願聯盟」有可能會提高俄羅斯對於維和部隊進入烏克蘭的接受度，但不過無論如何這個議題都相當「棘手」。

## 3月23日

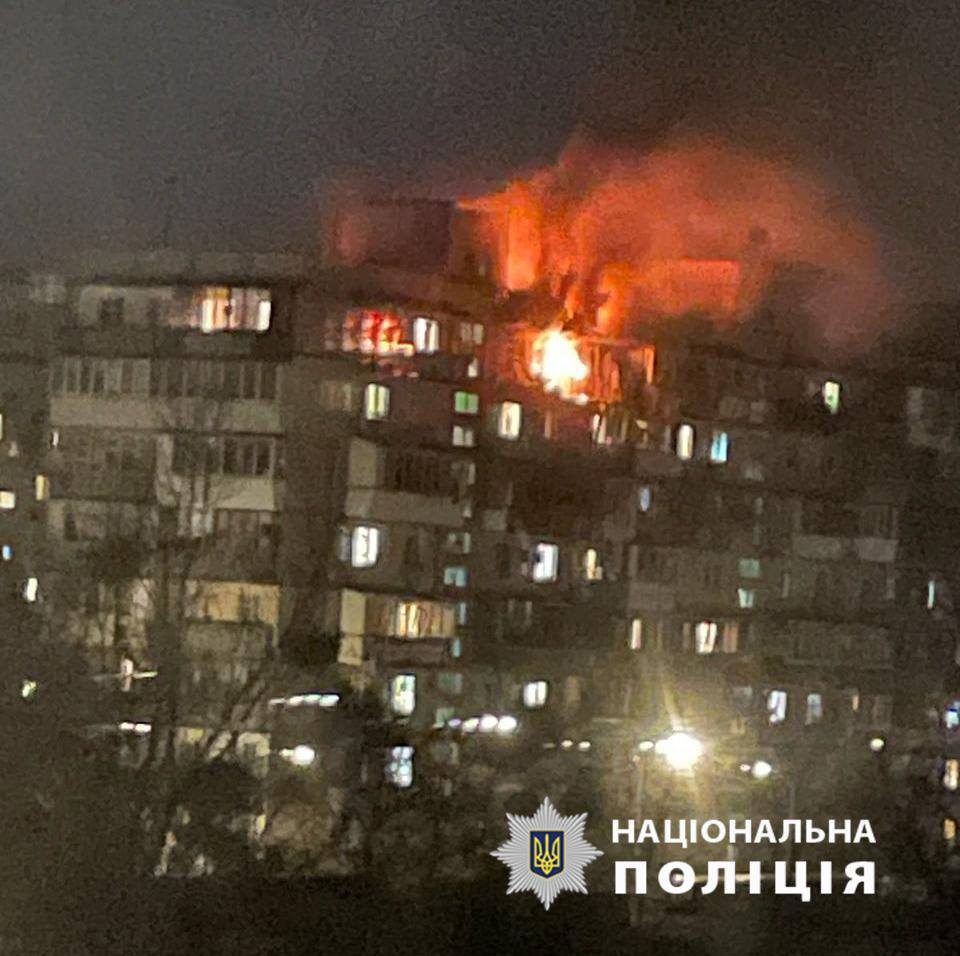
俄軍襲擊基輔市後

烏克蘭空軍表示，俄羅斯午夜至凌晨期間，對烏克蘭發動大規模無人機襲擊，俄軍從濱海阿赫塔爾斯克、庫爾斯克、布良斯克、俄佔扎波羅熱、米列羅沃區發射147架見證者-136無人機和不明型號無人機，防空系統在各地擊落97架無人機。另有25架無人機因電子戰措施，未能擊中目標。烏克蘭基輔市軍事管理局表示，俄羅斯對基輔發動大規模無人機襲擊，至少造成3名平民死亡，包括1名兒童，10名平民受傷，包括1名兒童。
烏克蘭武裝部隊總參謀部表示，自全面入侵以來，俄羅斯在烏克蘭損失903,480名士兵，過去一天俄軍有1,470人傷亡，累計損失10,412輛坦克、21,636輛裝甲戰鬥車輛、41,610輛車輛和油箱、25,048門火砲系統、1,333套多管火箭系統、1,116套防空系統、370架飛機、331架直升機、30,495架無人機、3,121枚巡弋飛彈、28艘船隻和1艘潛艦等。烏軍第3突擊旅表示，烏軍奪回盧甘斯克州納迪亞村，從俄羅斯佔領中奪回3平方公里領土。烏克蘭克里米亞游擊隊「阿泰什」表示，破壞俄羅斯斯摩林斯克州一條鐵路線，擾亂前往布良斯克和庫爾斯克州的軍事貨物運輸。
烏克蘭總統澤連斯基表示，僅在本星期，俄軍已經發射超過1,580枚制導空中炸彈、近1,100架攻擊無人機和15枚各種型別的導彈攻擊烏克蘭。澤連斯基在晚間講話中表示，烏克蘭和美國代表團在沙特阿拉伯的會談具有建設性和有益性，在關鍵問題上取得進展。烏克蘭國防部長烏梅羅夫表示，烏克蘭代表團在沙特阿拉伯利雅得會見美國代表，就能源和關鍵基礎設施停火的「技術問題」進行會談，形容討論富有成效且重點突出。
烏克蘭外交部長西比哈譴責俄軍在對基輔發動的大規模無人機襲擊，指控俄羅斯繼續對平民發動襲擊，俄羅斯對平民的系統性和蓄意恐怖攻擊，與俄羅斯自身關於和平的宣告相矛盾，並破壞美國和其他合作伙伴的和平努力。呼籲協助增加烏克蘭的防空能力，以保護烏克蘭人民免受俄羅斯恐怖威脅，並加大對侵略者的壓力，以結束戰爭。
烏克蘭國防部情報總局表示，由於志願服役士兵數量嚴重短缺，俄羅斯正在增加對新兵的財政激勵措施，多個地區將簽署首份合同的獎勵提高到23,800美元，薩馬拉地區新兵可獲得近47,600美元。
美國總統特朗普在俄軍對基輔的大規模無人機襲擊前表示，結束烏克蘭戰爭的努力在某種程度上得到控制，自己與俄羅斯總統普京進行非常理性的討論，認為世界上只有自己能阻止，自己希望阻止更多人被殺。美國總統中東問題特使威斯科夫接受傳媒訪問時表示，對俄羅斯總統普京對和平的承諾表示樂觀，認為對方想要和平。美國在談判中的作用是縮小問題範圍，讓各方團結，並阻止殺戮。被問及普京在烏克蘭以外的領土野心時表示，不認為普京想佔領整個歐洲。指出已有技術團隊與烏克蘭人和俄羅斯人在同一設施中進行近距離會談。交換戰俘和被俄羅斯驅逐的烏克蘭兒童的可能會在和談中討論，將作為談判的建立信任程序。總統特朗普已經與兩位領導人就戰俘交換問題進行交談。
英國首相施紀賢表示，上月美烏領袖在橢圓形辦公室發生的爭吵後，自己面臨來自美國的壓力，要求自己批評烏克蘭總統澤連斯基。施紀賢表示，英國是烏克蘭和美國之間的橋樑，而總統特朗普指責澤連斯基等行為已經造成一定程度的混亂。他呼籲雙方努力讓雙方重新達成共識，又認為自問與特朗普關係良好，並且了解特朗普想要實現什麼。
新聞通訊社「彭博社」引述知情人士消息報道，美國希望在4月20日之前，就俄烏戰事達成停火協議，因為4月20日是天主教、新教及東正教，各自依照曆法共同慶祝的復活節。但鑑於目前的僵局，白宮已經做好延遲的準備。

## 3月24日

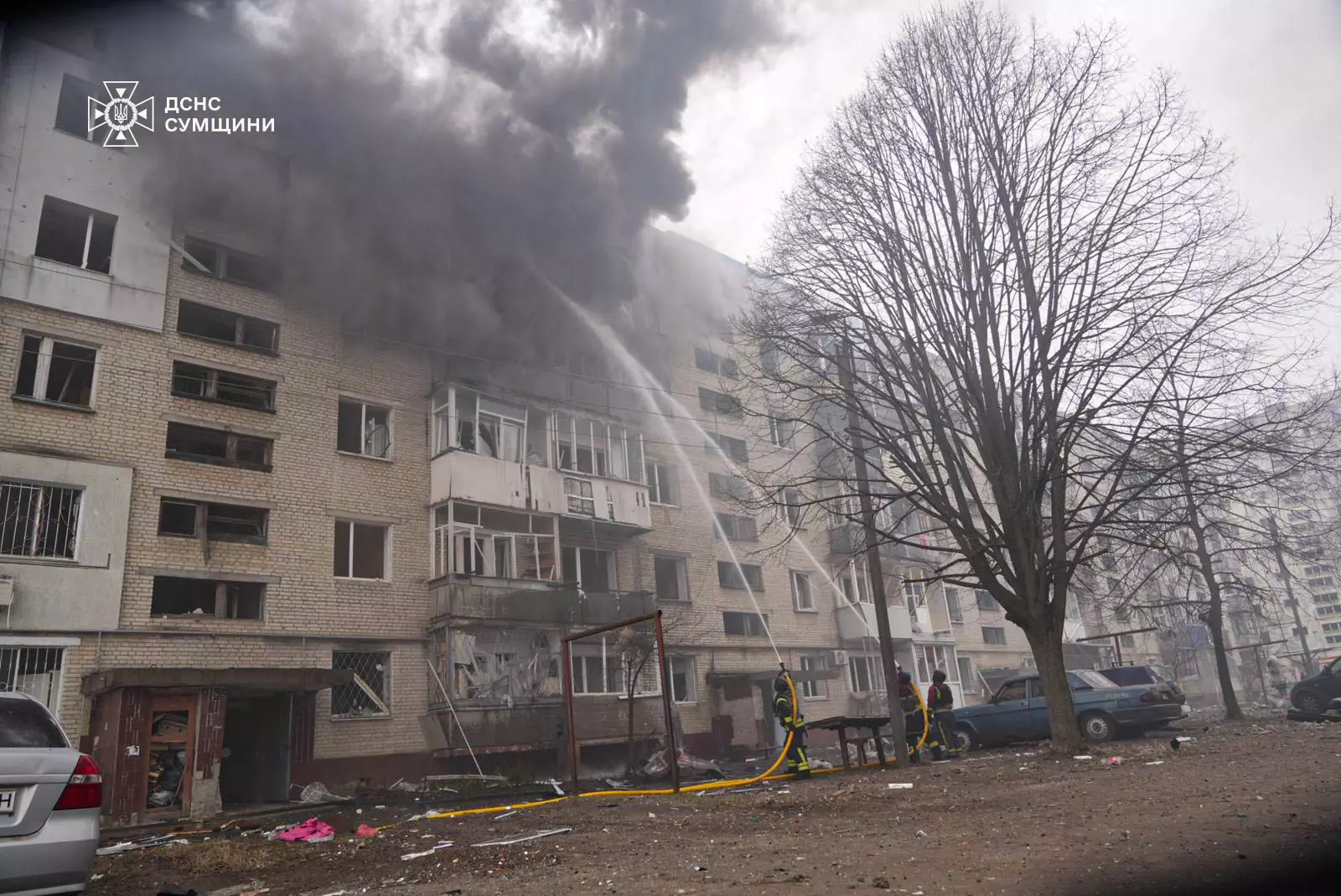
俄軍襲擊蘇梅市後

烏克蘭地方政府表示，截至24日上午9時，俄羅斯在過去24小時內襲擊赫爾松、蘇梅、尼古拉耶夫、第聶伯羅彼得羅夫斯克、頓涅茨克、盧甘斯克、切爾卡瑟、哈爾科夫、扎波羅熱、基輔和切爾尼戈夫等地，至少造成4名平民死亡，13名平民受傷。烏克蘭空軍表示，俄羅斯午夜至凌晨期間，對烏克蘭發動大規模無人機襲擊，俄軍從濱海阿赫塔爾斯克、庫爾斯克、米列羅沃區發射99架見證者-136無人機和不明型號無人機，防空系統在南部、北部和中部地區擊落57架無人機。另有36架無人機因電子戰措施，未能擊中目標。烏克蘭基輔州代理州長表示，俄軍對基輔州發動無人機襲擊，至少造成1名平民受傷。蘇梅市代理市長表示，俄羅斯對蘇梅市包括兒童醫院在內的住宅區和基礎設施發動導彈襲擊，至少造成108名平民受傷，包括24名兒童。
烏克蘭武裝部隊總參謀部表示，自全面入侵以來，俄羅斯在烏克蘭損失904,760名士兵，過去一天俄軍有1,280人傷亡，累計損失10,420輛坦克、21,652輛裝甲戰鬥車輛、41,726輛車輛和油箱、25,129門火砲系統、1,338套多管火箭系統、1,117套防空系統、370架飛機、335架直升機、30,641架無人機、3,121枚巡弋飛彈、28艘船隻和1艘潛艦等。烏克蘭特種部隊表示，使用包括海馬斯火箭彈在內的武器攻擊別爾哥羅德州俄軍基地，摧毀2架俄羅斯Ka-52和2架Mi-8直升機。烏克蘭第429獨立無人系統團表示，烏軍已經重奪哈爾科夫州德沃裡奇納村附近的部分領土，行動雖然規模較少但十分重要。
俄佔盧甘斯克官員表示，3名俄羅斯傳媒「消息報」記者在當地遭遇烏克蘭無人機襲擊後死亡。
烏克蘭鐵路表示，公司遭受來自俄羅斯的大規模和複雜網路攻擊，所有系統的恢復工作正在進行中，未有鐵路服務受到影響，正與烏克蘭國家安全局網絡專家一同恢復資料。
烏克蘭總統澤連斯基接受「時代」雜誌訪問時表示，在最近一次電話中再次邀請美國副總統萬斯訪問烏克蘭。在2月28日，美烏領袖在橢圓形辦公室的激烈爭吵中，澤連斯基邀請萬斯到烏克蘭，親眼看看俄羅斯戰爭的後果。萬斯當時回應指，自己已經看過這些報道，了解當地的情況，拒絕訪問烏克蘭是因為烏克蘭政府在烏克蘭組織了俄羅斯破壞行為的「宣傳之旅」。澤連斯基則在最近一次通話中告訴萬斯「我們還在等你」，但萬斯並未回覆。俄羅斯的宣傳正在成功影響美國領導層，白宮中部分人更開始相信俄羅斯總統普京的話，而不是自己的情報。俄羅斯給予美國人的訊號是，烏克蘭人不想結束戰爭，美國應該尋找措施強迫烏克蘭。
俄羅斯聯邦委員會國際事務委員會主席卡拉辛與俄羅斯聯邦安全局局長顧問別謝達在沙特阿拉伯會見美國國家安全委員會歐洲和俄羅斯事務負責人皮克和美國國務院高級官員安東，雙方會面近12小時，期間休息3次，重點討論美國推動在黑海停火和可能全面停止軍事活動。俄羅斯總統新聞秘書佩斯科夫表示，美俄代表正在沙特阿拉伯舉行會談，其中黑海糧食倡議重啟將會是會談的一個關鍵話題，俄羅斯總統普京將立即聽取關於會談結果的簡報。
烏克蘭總統辦公室顧問列先科表示，美國和烏克蘭代表團在23日關於可能與俄羅斯停火的技術探討會議中，討論到基礎設施和航運安全，包括雙方停火烏方停止針對俄羅斯在河流和海洋上的目標，而俄羅斯停止對烏克蘭能源設施、赫爾松、尼古拉耶夫和敖德薩港後的攻擊。
烏克蘭國防部表示，國際無人機聯盟的夥伴國家已從共同基金中撥款2,160萬美元，用於為烏克蘭採購戰術級偵察無人機。
裏海石油管線聯盟表示，由於烏克蘭無人機襲擊造成的破壞，位於俄羅斯克拉斯諾達爾邊疆區的卡夫卡茲卡亞石油泵站不再適合石油運輸。俄羅斯克拉斯諾達爾邊疆區政府，在對石油泵站的襲擊進入第五日，大火仍未撲滅。
美國總統特朗普表示，預計很快簽署美烏關鍵礦產協議，美國和烏克蘭正在就美國公司可能擁有烏克蘭發電廠的所有權進行談判。在沙特阿拉伯舉行的美俄、美烏會談中將會討論關於領土、分界線和烏克蘭發電廠所有權的問題。美國國務院發言人布魯斯表示，在達成停火之前，白宮不會討論俄羅斯和烏克蘭之間和平協議的細節，包括被俄羅斯非法佔領的烏克蘭土地的地位。
歐盟委員會發言人希佩爾表示，歐盟繼續支援烏克蘭的領土完整，並批評俄羅斯在非法佔領地區舉行虛假「公投」，表明歐盟不會承認俄羅斯在被非法吞併的烏克蘭地區「持槍指嚇」的「完全欺詐性」公投。譴責俄羅斯繼續攻擊烏克蘭，並呼籲俄羅斯表明其結束戰爭的意願。
中國外交部發言人郭嘉昆否認傳媒關於中國正在考慮參加在烏克蘭執行維和任務的報道，否認向任何一方提供軍事支援，並強調需要和平解決。
英國傳媒「電訊報」引述美國總統特朗普親信消息報道，特朗普對於自己已經致力於促成停火，但俄羅斯與烏克蘭之間仍然繼續互相發動空襲感到不耐煩，白宮官員及親信保持平靜氣氛，並敦促在這一過程需要保持耐心。。
獨立傳媒「莫斯科時報」引述俄羅斯外交官員消息報道，目前在時間上對俄羅斯有利，俄方希望充分利用有利的時間，延長關於烏克蘭的和談，以奪取更多領土並加強與美國的談判地位。俄羅斯希望美國要麼容忍俄羅斯的進一步進攻，要麼向烏克蘭施壓，迫使烏克蘭從部分被俄羅斯佔領的地區撤出，包括赫爾松州和扎波羅熱州。俄羅斯正在推動在與美國在沙特阿拉伯談判期間獲得對烏克蘭4個被佔領的州，包括頓涅茨克、盧甘斯克、扎波羅熱和赫爾松的完全控制權，俄羅斯總統普京在政治上無法失去這些領土，而俄羅斯打算不費任何代價鞏固對這些領土的控制，加上俄羅斯憲法沒有讓各地區離開俄羅斯的機制。

## 3月25日
烏克蘭地方政府表示，截至25日上午9時，俄羅斯在過去24小時內襲擊赫爾松、蘇梅、尼古拉耶夫、第聶伯羅彼得羅夫斯克、頓涅茨克、盧甘斯克、切爾卡瑟、哈爾科夫、扎波羅熱、波爾塔瓦和切爾尼戈夫等地，至少造成1名平民死亡，117名平民受傷。烏克蘭空軍表示，俄羅斯午夜至凌晨期間，對烏克蘭發動大規模無人機襲擊，俄軍從俄佔克里米亞發射1枚伊斯坎德爾-M彈道導彈、從濱海阿赫塔爾斯克、庫爾斯克、米列羅沃區和俄佔克里米亞發射139架見證者-136無人機和不明型號無人機，防空系統在南部、北部和中部地區擊落78架無人機。另有34架無人機因電子戰措施，未能擊中目標。
烏克蘭武裝部隊總參謀部表示，自全面入侵以來，俄羅斯在烏克蘭損失905,940名士兵，過去一天俄軍有1,180人傷亡，累計損失10,425輛坦克、21,670輛裝甲戰鬥車輛、41,824輛車輛和油箱、25,190門火砲系統、1,341套多管火箭系統、1,117套防空系統、370架飛機、335架直升機、30,759架無人機、3,121枚巡弋飛彈、28艘船隻和1艘潛艦等。總參謀部表示，烏克蘭空軍襲擊俄羅斯庫爾斯克州康德拉托夫卡的俄軍集中地，造成多達30名俄羅斯士兵死亡。烏克蘭國民警衛隊第14切爾沃納卡利納旅表示，俄軍已經恢復對頓涅茨克州波克羅夫斯克地區的攻擊。
烏克蘭總統澤連斯基在美烏和美俄會談後表示，烏克蘭認為黑海和能源基礎設施的部分停火應於3月25日生效，並表示參與會議的國防部長烏梅羅夫曾經詢問美方官員停火的生效日期，雙方都認為會在美方發表正式聲明及正式向軍隊下令後生效。又表示烏方事前並不知道美俄達成的任何內容，認為美方協助俄羅斯恢復糧食出口等，可視為對俄羅斯的制裁放鬆，削弱立場和制裁。此外表示如果俄羅斯違反停火協議，烏克蘭可以求助於美國，烏克蘭亦已交出一份俄羅斯在停火期間不應襲擊的能源設施清單。另外美國已提議根據之前的框架協議與烏克蘭簽署另一項新的「重大」礦產協議，該協議的新版本不包括關於烏克蘭核電站的條款。澤連斯基在晚間講話中指責俄羅斯操縱其為確保黑海停火協議而制定的條件，試圖歪曲協議，實際上欺騙調解人和整個世界，美國白宮已經發表絕對明確的聲明，而俄羅斯克里姆林宮又開始在撒謊，聲稱黑海的停火取決於取消制裁，能源設施的停火開始日期是3月18日，形容俄羅斯總是撒謊。烏克蘭總統顧問利特溫表示，俄羅斯單方面聲稱在3月18日起停止攻擊烏克蘭能源設施，但是事實烏克蘭已確認俄軍自18日以來，對烏克蘭能源設施發動8次襲擊，形容莫斯科是建立在謊言之上的城市，對烏克蘭任何人來說都毫不奇怪。
俄羅斯聯邦委員會國際事務委員會主席卡拉辛在24日完成與美國就烏克蘭問題舉行的會議後表示，包括聯合國和「個別國家」在內的國際社會將參與美俄關於結束對烏克蘭戰爭的談判，將與美國的會議描述為廣泛但「艱難的對話」，討論不少問題，並非一切都解決，也不是一切都達成一致。由於烏克蘭的立場，美俄在利雅得的會議後沒有發表聯合宣告。俄羅斯總統新聞秘書佩斯科夫表示，美俄24日在利雅得會談的內容將不會公開，但屬於談論技術的談判。俄羅斯外交部長拉夫羅夫表示，俄羅斯支持以「所有人都更容易接受」的形式恢復黑海糧食倡議。重申俄羅斯需要穀物和化肥市場是可預測的，以確保其地位，考慮到僅與基輔達成協議的可悲經歷，只有美國給澤連斯基及其團隊的命令才能提供保證。
美國白宮表示，在沙特阿拉伯舉行為期兩天的會談後，美國、俄羅斯和烏克蘭已同意在黑海「消除使用武力」，並禁止在黑海將商船用於軍事目的。美國將協助恢復俄羅斯進入世界農產品和化肥出口市場的機會，降低海事保險成本，並加強此類交易的港口和支付系統的準入。美國亦已與俄羅斯和烏克蘭達成一致，制定禁止打擊兩國能源設施的措施。美國和烏克蘭同意，美國將協助交換被俘的平民，釋放被拘留者，並遣返被俄羅斯驅逐出境的烏克蘭兒童。烏克蘭國防部長烏梅羅夫表示，如果俄羅斯將其軍艦駛往黑海東部，烏克蘭將認為違反協議，被視為對烏克蘭國家安全的威脅，將擁有行使自衛權的全部權利。另外美國、俄羅斯和烏克蘭已同意全面禁止針對烏克蘭和俄羅斯的能源基礎設施進行打擊。但俄羅斯克里姆林宮表示，在西方解除對俄羅斯農業銀行和其他參與支援國際糧食貿易業務的金融組織的制裁，並恢復俄羅斯與SWIFT國際結算系統的連接後，黑海的停火才會生效。在能源設施停火方面，美國和俄羅斯已就在部分停火期間不能攻擊的俄羅斯和烏克蘭能源設施清單達成一致，包括煉油廠、石油和天然氣管道和儲存設施，包括泵站、發電和輸電設施，包括發電廠、變電站、變壓器、核電站和水力發電大壩。美國總統特朗普其後表示，正在考慮解除對俄羅斯的額外制裁，以確保黑海停火協議能夠落實。
俄羅斯外交部表示，扎波羅熱核電站是屬於俄羅斯的設施，不能轉移到烏克蘭或任何其他國家，亦排除聯合運營的可能性，認為不可能確保核電站的物理和核安全。
美國總統特朗普在回應傳媒提問是否相信俄羅斯希望看到戰爭的結束時表示，認為俄羅斯希望看到戰爭結束，但俄羅斯可能會「拖拖拉拉」。美國國家情報總監加巴德在美國參議院情報委員會提交的情報評估顯示，目前烏克蘭和俄羅斯更可能延長戰爭，而不是達成對自己不利的和平協議。美國中情局局長拉達克利夫在參議院聽證會上表示，如果烏克蘭沒有得到可接受的持久和平方案，烏克蘭會「徒手」繼續戰爭。
美國總統特別使命特使格雷內爾表示，蘇聯解體後位於烏克蘭的核武器庫屬於俄羅斯，1994年簽署的「布達佩斯安全保障備忘錄」是烏克蘭將核武器歸還俄羅斯，這是一個「令人不舒服的事實」。相關言論隨即遭到時任美國烏克蘭大使派佛、國會議員和烏克蘭官員批評，烏克蘭的核武器屬於蘇聯而不是俄羅斯，除了被送往俄羅斯用作減免債務的彈頭外，儲存在烏克蘭的彈頭均由烏克蘭獨管，蘇聯解體後留在烏克蘭的常規武器能力，包括坦克、大炮和戰機，均屬於烏克蘭，而不是俄羅斯。

## 3月26日

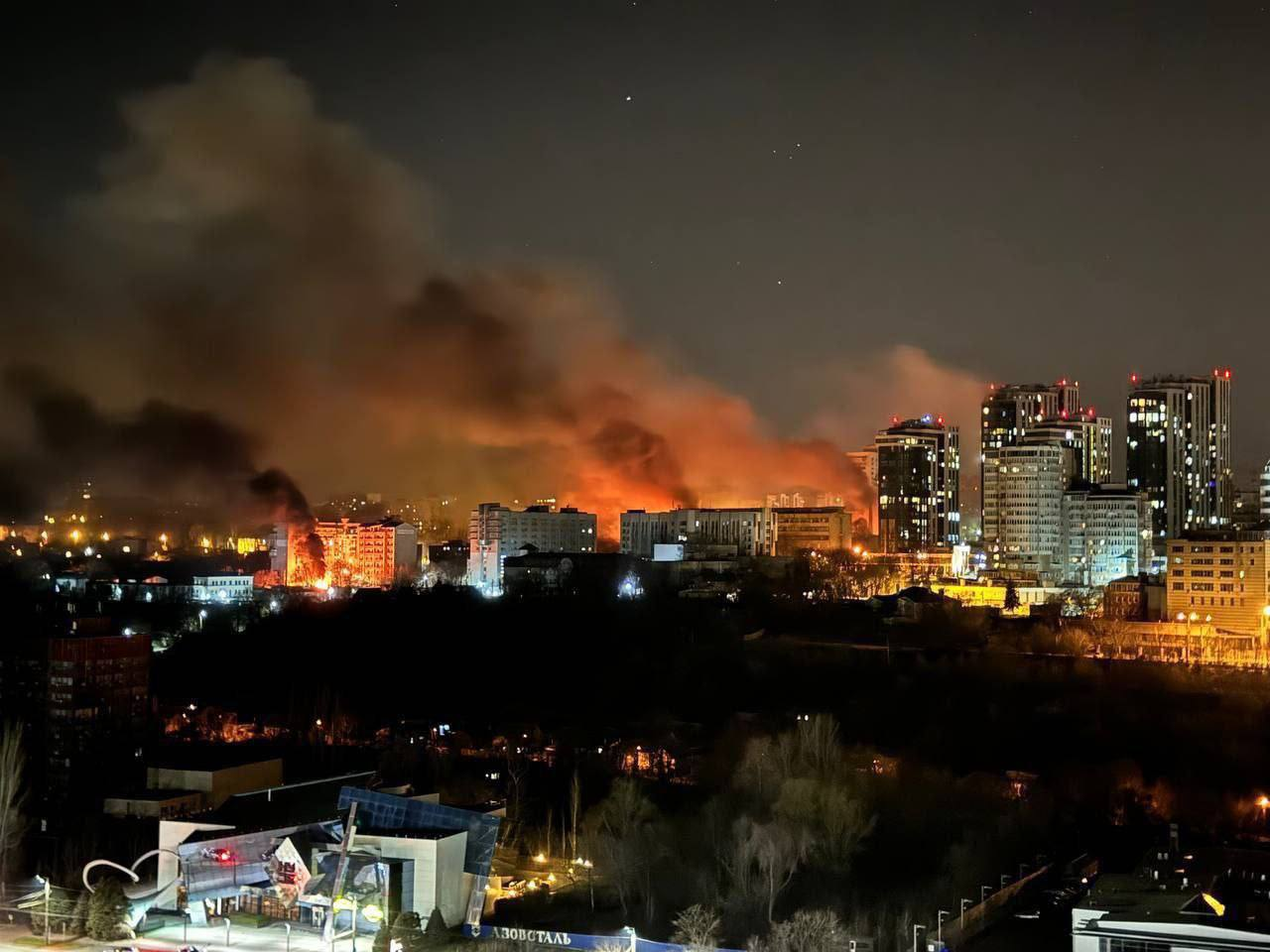
俄軍襲擊第聶伯羅市後

烏克蘭地方政府表示，截至26日上午9時，俄羅斯在過去24小時內襲擊赫爾松、蘇梅、尼古拉耶夫、第聶伯羅彼得羅夫斯克、頓涅茨克、盧甘斯克、切爾卡瑟、哈爾科夫、扎波羅熱和切爾尼戈夫等地，至少造成4名平民死亡，6名平民受傷。烏克蘭空軍表示，俄羅斯午夜至凌晨期間，對烏克蘭發動大規模無人機襲擊，俄軍從濱海阿赫塔爾斯克、庫爾斯克、米列羅沃區和俄佔克里米亞發射117架見證者-136無人機和不明型號無人機，防空系統在南部、北部和中部地區擊落56架無人機。另有48架無人機因電子戰措施，未能擊中目標。烏克蘭國家應急服務表示，俄羅斯對哈爾科夫市住宅和民用基礎設施發動無人機襲擊，至少造成9名平民受傷。
烏克蘭武裝部隊總參謀部表示，自全面入侵以來，俄羅斯在烏克蘭損失907,220名士兵，過去一天俄軍有1,280人傷亡，累計損失10,430輛坦克、21,685輛裝甲戰鬥車輛、41,901輛車輛和油箱、25,207門火砲系統、1,341套多管火箭系統、1,117套防空系統、370架飛機、335架直升機、30,818架無人機、3,121枚巡弋飛彈、28艘船隻和1艘潛艦等。總參謀部表示，烏軍摧毀俄羅斯庫爾斯克州維克託羅夫卡和烏斯佩諾夫卡之間的一個俄羅斯指揮和觀察哨所，俄軍第9摩托化步槍團第1營指揮官在襲擊中死亡。
俄羅斯國防部表示，烏克蘭使用無人機襲擊布良斯克、庫爾斯克和俄佔克里米亞，違反禁止攻擊能源基礎設施的部份停火協議。烏克蘭武裝部隊總參謀部，隨即表示，否認對俄羅斯的能源設施發動無人機襲擊，強調俄羅斯的軍事部門正在散播虛假和毫無根據的資訊，以延長戰爭。
俄羅斯國營電視台「第一頻道」報道，旗下一名記者在俄羅斯別爾哥羅德州邊境地區採訪期間，觸發由烏克蘭跨境突襲部隊埋藏的地雷而死亡。
烏克蘭總統澤連斯基在社交網站表示，午夜至凌晨期間烏克蘭上空又有117個證據，證明俄羅斯如何繼續拖延戰爭，當中大部份無人機被防空系統擊落，在停火談判後仍然發動大規模襲擊，再一次向全世界發出明確信號，俄羅斯不會追求真正的和平。世界應該對俄羅斯施加明確的壓力和強而有力的行動。另外，澤連斯基到訪法國，會見法國總統馬克龍，兩人將會一同出席在27日舉行的自願聯盟峰會。記者會上馬克龍表示會向烏克蘭追加提供20亿欧元军事援助。包括反坦克導彈、防空系統、幻影戰機導彈、裝甲車等。澤連斯基在接受傳媒訪問時表示，烏克蘭與美國在沙特的談判中，優先主要事項是將非法驅逐度俄羅斯的烏克蘭兒童帶回烏克蘭，又承認部分停火的限制，並重申如果俄羅斯同意，基輔願意接受完全停火。美國絕對不能讓俄羅斯總統普京擺脫政治和經濟孤立，形容擺脫相當危險，敦促美國和歐洲團結一致向普京施壓，又形容普京非常擔心自己的死亡。訪問期間又表示，感謝美國的援助，但擔心俄羅斯的虛假資訊會影響美國官員，特別對近期美國總統中東特使威特科夫的言論感到不安，認為烏克蘭正在與普京作戰，不希望普京有很多助手，烏克蘭現在正與一個領土比自身大40倍的國家作戰，而在尊嚴方面則更小，烏克蘭別無選擇需要為自己的獨立和生存而戰。俄羅斯正在準備今年春天在蘇梅州和哈爾科夫州發動新進攻，普京最初計劃在8個月前啟動這次行動，但由於烏克蘭軍方的庫爾斯克行動，被迫推遲。又指俄羅斯總統普京不會為和談作出任何有意義的貢獻。自己從未害怕過，只是普京想要戰爭，普京還沒有準備好進行直接會談，自己亦不會接受其的敘述，也不感興趣。
烏克蘭總統辦公室主任葉爾馬克表示，烏克蘭與美國之間的關係已經回到正軌，認為與美國方面進行很好的對話，又表示俄羅斯要求解除部份制裁才會在黑海停火，表明俄羅斯沒有意願接受無條件停火。烏克蘭能源部表示，在能源設施停火清單上與美國達成一致，包含禁止對石油和天然氣生產設施，但與俄羅斯和美國達成的清單不同，俄羅斯的清單並不包括相關生產設施。
烏克蘭國防部表示，已經批准國內生產用於戰鬥行動的猛禽無人機系統，系統根據戰場經驗開發，優化對抗敵方車輛和防禦陣地的有效性。
美國國務卿盧比歐表示，美國正在評估俄羅斯原則上同意黑海停火後提出的條件，但俄羅斯想要解除的一些制裁是由歐盟制定。美國財政部長貝森特表示，美國已經敲定一項與烏克蘭達成的礦產協議，協議可能在下週簽署。
歐盟委員會發言人希佩爾表示，結束俄羅斯對烏克蘭無端且無理的侵略，並且將俄羅斯軍事力量從烏克蘭全境無條件撤出，將是歐盟修改或解除對俄羅斯制裁的主要前提條件之一。俄羅斯現在必須展示結束其非法且無端侵略戰爭的真正政治意願。
俄羅斯獨立傳媒「Mediazona」報道，俄羅斯頓河畔羅斯托夫的南部地區軍事法院審判23名涉及烏克蘭軍事人員、廚師和在亞速鋼鐵廠工作的工人，均在2022年俄羅斯圍攻馬裡烏波爾後成為俘虜，當中11人在交換戰俘時返回烏克蘭而缺席審判，另外12名仍關押在俄羅斯的烏克蘭人被以「奪取政權」和參與「恐怖組織」的罪名判處監禁13至23年。全部人計劃對判決提出上訴，部份人士在最後陳述中抗議在酷刑和生活惡劣條件，亦有部份人拒絕溝通或承認俄羅斯法院的管轄。烏克蘭方面則譴責審判是俄羅斯的宣傳手段，表明國際法禁止對戰俘進行審判，並承諾將會帶所有被判者回國。

## 3月27日
烏克蘭地方政府表示，截至27日上午9時，俄羅斯在過去24小時內襲擊赫爾松、蘇梅、尼古拉耶夫、第聶伯羅彼得羅夫斯克、頓涅茨克、盧甘斯克、切爾卡瑟、哈爾科夫、扎波羅熱和切爾尼戈夫等地，至少造成1名平民死亡，34名平民受傷。烏克蘭空軍表示，俄羅斯午夜至凌晨期間，對烏克蘭發動大規模無人機襲擊，俄軍從沃羅涅日發射1枚伊斯坎德爾-M彈道導彈，從濱海阿赫塔爾斯克、庫爾斯克、米列羅沃區和俄佔克里米亞發射86架見證者-136無人機和不明型號無人機，防空系統在南部、北部和中部地區擊落42架無人機。另有26架無人機因電子戰措施，未能擊中目標。烏克蘭國家應急服務表示，俄羅斯襲擊赫爾松市能源基礎設施，至少造成2名平民死亡，5名平民受傷。
烏克蘭武裝部隊總參謀部表示，自全面入侵以來，俄羅斯在烏克蘭損失908,890名士兵，過去一天俄軍有1,670人傷亡，累計損失10,438輛坦克、21,701輛裝甲戰鬥車輛、42,070輛車輛和油箱、25,265門火砲系統、1,343套多管火箭系統、1,118套防空系統、370架飛機、335架直升機、30,926架無人機、3,121枚巡弋飛彈、28艘船隻和1艘潛艦等。總司令瑟爾斯基表示，自烏克蘭在俄羅斯庫爾斯克州發動行動以來，俄軍已遭受超過55,000人的傷亡，烏軍仍在進行防禦行動，以防止俄羅斯深入烏克蘭，同時進行反擊。烏克蘭南部部隊發言人表示，俄羅斯加強對扎波羅熱地區的攻擊行動，特別是在奧里希夫和胡利亞伊波萊附近取得一些成果，增加對烏克蘭南部陣地的壓力，認為俄羅斯是希望在進行潛在談判前奪取更多土地作為籌碼。
烏克蘭總統澤連斯基應邀出席由法國總統馬克龍主持的國際領袖峰會，英國首相、意大利總理、德國總理、波蘭總理、芬蘭總統、捷克總理、西班牙首相、丹麥首相，瑞典首相、挪威首相、荷蘭首相、羅馬尼亞代總統、比利時首相、保加利亞總理、克羅埃西亞總理、愛沙尼亞總理、希臘總理、愛爾蘭總理、冰島總理、拉脫維亞總理、盧森堡總理、挪威總理、葡萄牙總理、斯洛維尼亞總理、瑞典總理、立陶宛總統、土耳其副總統、歐盟委員會主席、歐洲理事會主席和北約秘書長以及加拿大、奧地利和澳大利亞官員與會。與會方認為未來俄烏簽訂停火協議後，一支強大、裝備精良的烏克蘭軍隊，將會是確保烏克蘭與歐洲安全的首要因素，為此法英兩軍參謀長近期將派代表前往烏克蘭。法國總統馬克龍表示，法國與英國計劃牽頭在俄烏實現停火後，向烏克蘭派遣一支保障部隊，這支部隊並非維和部隊，不會部署在俄烏前線，亦不是為了替代烏軍或北約在東歐的軍事部署。強調並非所有「自願聯盟」參與方都將派人參與這支部隊，派遣保障部隊是法英作出的提議，亦是烏克蘭所希望。
俄羅斯總統普京表示，可以在聯合國主持下，與美國、歐洲以及俄羅斯的盟友共同討論，在烏克蘭實施臨時管理政府的可能性，以便在烏克蘭舉行民主選舉。普京指出，待烏克蘭建立一個有能力、受信任的政府，俄羅斯才會開始和平條約談判，簽署全世界都承認、可靠和穩定的合法文件，強調烏克蘭衝突非常複雜，需要認真討論和處理，準備與歐洲共同解決烏克蘭問題，但歐洲企圖牽着俄羅斯的鼻子走。美國國家安全委員會發言人休斯在回應傳媒關於普京言論的提問時表示，烏克蘭的治理應由其憲法和人民決定。在摩爾曼斯克出席「彼爾姆」號核動力潛艇下水儀式時表示，建議與俄羅斯「友好」的國家可以參與和平程序和談判，以結束莫斯科對烏克蘭的軍事行動，將包括中國、印度、巴西、南非和北韓。
烏克蘭外交部發言人泰克伊表示，自3月25日達成能源設施部分停火協議以來，至今雙方均沒有攻擊能源設施。雖然俄羅斯方面聲稱仍然需要待其提出的條件得到滿足後才會實施黑海停火，但烏克蘭認為相關停火已經生效，適用於民用航運和烏克蘭港口，但不包括俄羅斯軍艦，烏克蘭將關注俄羅斯的行動，以及是否會遵守協議。同日稍後烏克蘭總統澤連斯基表示，俄羅斯攻擊赫爾松市能源基礎設施違反與美國達成的能源設施停火協議，形認為美國應該採取行動，並已經要求烏克蘭國防部長烏梅羅夫向美國提交俄羅斯襲擊能源設施的證據。
美國國務卿魯比歐表示，美國正審查俄羅斯對結束烏克蘭戰爭的努力，預計與俄羅斯進行更高級別會談為時過早。美國國務院發言人布魯士表示，將向早前遭政府削減資助的耶魯大學追蹤俄羅斯驅逐烏克蘭兒童戰爭罪行的計劃提供短期資金，以便該計劃將相關證據轉移到政府系統，作為終止計劃的一部份。
南韓聯合參謀本部表示，北韓在1月和2月向俄羅斯增派約3千名士兵，以繼續支援俄羅斯總統普京對烏克蘭的戰爭，並提供更多的導彈、火炮裝置和彈藥來幫助俄羅斯。
挪威政府表示，將於2025年向烏克蘭提供2.856億美元用於向烏克蘭和鄰國摩爾多瓦的烏克蘭難民提供人道主義援助。
烏克蘭基輔國際社會學研究所公佈民意調查顯示，約有69%的烏克蘭人信任總統澤連斯基，只有28%的受訪者不相信。

## 3月28日
烏克蘭地方政府表示，截至28日上午9時，俄羅斯在過去24小時內襲擊赫爾松、蘇梅、尼古拉耶夫、第聶伯羅彼得羅夫斯克、頓涅茨克、盧甘斯克、切爾卡瑟、哈爾科夫、扎波羅熱、敖德薩和切爾尼戈夫等地，至少造成4名平民死亡，22名平民受傷。烏克蘭空軍表示，俄羅斯午夜至凌晨期間，對烏克蘭發動大規模無人機襲擊，俄軍從沃羅涅日發射1枚伊斯坎德爾-M彈道導彈，從濱海阿赫塔爾斯克、布良斯克、庫爾斯克、米列羅沃區和俄佔克里米亞發射163架見證者-136無人機和不明型號無人機，防空系統在南部、北部和中部地區擊落89架無人機。另有51架無人機因電子戰措施，未能擊中目標。第聶伯羅彼得羅夫斯克州州長表示，俄軍發射20多架無人機襲擊第聶伯羅市，至少造成4名平民死亡，24名平民受傷。
烏克蘭武裝部隊總參謀部表示，自全面入侵以來，俄羅斯在烏克蘭損失910,750名士兵，過去一天俄軍有1,860人傷亡，累計損失10,455輛坦克、21,762輛裝甲戰鬥車輛、42,280輛車輛和油箱、25,387門火砲系統、1,344套多管火箭系統、1,119套防空系統、370架飛機、335架直升機、31,070架無人機、3,121枚巡弋飛彈、28艘船隻和1艘潛艦等。總參謀部表示，烏克蘭空軍27日襲擊俄羅斯布良斯克州波加邊境檢查站，摧毀軍事基礎設施，殺死15至40名俄羅斯士兵。
俄烏雙方互相指責對方攻擊能源設施，破壞部分停火協議。烏克蘭石油天然氣公司表示，俄軍對公司旗下天然氣設施發動自全面入侵以來第18次聯合攻擊，今年第8次攻擊。俄羅斯總統新聞秘書佩斯科夫表示，烏軍襲擊俄羅斯庫爾斯克州蘇賈鎮的天然氣計量站。美國副總統萬斯表示，俄烏之間的能源設施停火仍然生效，而黑海庭火亦已經接近完成，在完成黑海停火後，俄烏之間的談判可以前往下一階段。
多名俄羅斯軍事博主和獨立分析師表示，烏軍對俄羅斯別爾哥羅德地區發動攻擊，已經推進3至4公里，在波波夫卡和德米多夫卡與俄軍交戰。
烏克蘭總統澤連斯基表示，烏克蘭、英國和法國總參謀部代表將在一週內在烏克蘭舉行會議，討論向該國部署外國軍隊的潛在問題，其他國家代表亦會參與。澤連斯基回應傳媒有關美烏新版礦產協議，包括透過聯合投資基金授予美國對烏克蘭自然資源前所未有的控制權條款。對烏克蘭經濟主權造成嚴格限制，可能與烏克蘭加入歐盟相矛盾時表示，烏克蘭憲法清楚地表明，政府路線必須是朝著加入歐盟的方向前進，任何可能威脅烏克蘭加入歐盟的事情都是不能接受，烏克蘭已於3月28日正式收到美國的新版本礦產協議，將在沒有相關法律威脅下考慮該協議。另外表示烏克蘭正在努力在下一次烏克蘭國防聯絡小組會議召開前，與歐洲國家敲定關於額外軍事援助和擴大情報共享的協議。
曾參與24日美俄會談的俄羅斯聯邦委員會國際委員會主席卡拉辛表示，對特朗普政府在烏克蘭迅速促成停火的努力表示懷疑，認為今年與美國的會談可能不會產生決定性的結果。
烏克蘭戰俘待遇協調總部表示，在烏克蘭國家安全局、內政部、國家緊急服務局和武裝部隊以及國際紅十字會等協助下，成功設法從庫拉霍韋、波克羅夫斯克、巴赫穆特、武赫萊達爾、盧甘斯克和扎波羅熱地區，尋回909名在與俄羅斯作戰中陣亡的烏克蘭士兵遺體。
俄羅斯獨立媒體Mediazona與BBC新聞俄語根據公共來源，包括訃告、親屬、地區媒體和地方當局的報道，確認自2022年2月俄羅斯全面入侵烏克蘭以來，100,001名俄羅斯陣亡士兵的名字，近4,800多名軍官在烏克蘭的戰鬥中喪生，至少有16,100名從監獄招募的囚犯、24,200名志願者和11,600名動員士兵在戰爭中死亡，而實際數字可能更高。

## 3月29日
烏克蘭地方政府表示，截至29日上午9時，俄羅斯在過去24小時內襲擊赫爾松、蘇梅、尼古拉耶夫、第聶伯羅彼得羅夫斯克、頓涅茨克、盧甘斯克、切爾卡瑟、哈爾科夫、扎波羅熱和切爾尼戈夫等地，至少造成4名平民死亡，36名平民受傷。烏克蘭空軍表示，俄羅斯午夜至凌晨期間，對烏克蘭發動大規模無人機襲擊，俄軍從沃羅涅日發射1枚伊斯坎德爾-M彈道導彈，從濱海阿赫塔爾斯克、庫爾斯克、米列羅沃區和俄佔克里米亞發射172架見證者-136無人機和不明型號無人機，防空系統在南部、北部和中部地區擊落94架無人機。另有69架無人機因電子戰措施，未能擊中目標。第聶伯羅彼得羅夫斯克州州長表示，俄羅斯使用導彈襲擊克里維裡赫市民用基礎設施，至少造成8名平民受傷。哈爾科夫州州長表示，俄羅斯無人機襲擊哈爾科夫市民用基礎設施，至少造成2名平民死亡，25名平民受傷。
烏克蘭武裝部隊總參謀部表示，自全面入侵以來，俄羅斯在烏克蘭損失912,490名士兵，過去一天俄軍有1,740人傷亡，累計損失10,478輛坦克、21,796輛裝甲戰鬥車輛、42,398輛車輛和油箱、25,451門火砲系統、1,345套多管火箭系統、1,122套防空系統、370架飛機、335架直升機、31,234架無人機、3,121枚巡弋飛彈、28艘船隻和1艘潛艦等。
俄羅斯國防部表示，軍隊已經佔領與俄羅斯接壤的烏克蘭蘇梅州韋塞利夫卡。
烏克蘭總統澤連斯基表示，烏克蘭的盟友必須果斷地回應俄羅斯對烏克蘭的持續打擊，批評近期俄羅斯的襲擊不僅針對烏克蘭平民，還破壞在烏克蘭建立和平的國際努力。烏克蘭外交部副部長貝莎表示，俄羅斯不能被信任，必須對其戰爭罪和持續的種族滅絕負責。侵略者不應該被安撫，侵略者不應該受到獎勵，我們不能生活在一個有罪不罰，凌駕於法治的世界，俄羅斯驅逐烏克蘭兒童和性暴力問題仍然持續，國際社會應該做出強有力的回應。
美國總統特朗普表示，會見到當地進行非官方訪問的芬蘭總統斯圖布，兩人討論烏克蘭和其他問題。
新聞通訊社「美聯社」引述烏克蘭分析師和2名七國集團外交人士消息報道，俄羅斯可能準備在未來幾周內發動新一輪大規模攻勢，持續約6至9個月，以加強在與烏克蘭可能的和平談判中的籌碼。
美國傳媒「紐約時報」對戰爭戰略規劃進行調查顯示，時任烏克蘭武裝部隊總司令扎盧日內當時同意美國的戰略，2023年在烏克蘭南部對梅利託波爾市進行反攻，破壞俄羅斯的補給線，並斷開維持俄羅斯對克里米亞控制的陸地走廊，但其後成為總司令的地面部隊負責人瑟爾斯基則認為需集中在重奪巴赫穆特，最終澤連斯基支持瑟爾斯基的計劃。

## 3月30日
烏克蘭地方政府表示，截至30日上午9時，俄羅斯在過去24小時內襲擊赫爾松、蘇梅、尼古拉耶夫、第聶伯羅彼得羅夫斯克、頓涅茨克、盧甘斯克、切爾卡瑟、哈爾科夫、扎波羅熱和切爾尼戈夫等地，至少造成2名平民死亡，26名平民受傷。烏克蘭空軍表示，俄羅斯午夜至凌晨期間，對烏克蘭發動大規模無人機襲擊，俄軍從羅斯托夫發射1枚彈道導彈，從濱海阿赫塔爾斯克、庫爾斯克、米列羅沃區和俄佔克里米亞發射111架見證者-136無人機和不明型號無人機，防空系統在北部、南部、東部和中部地區擊落65架無人機。另有35架無人機因電子戰措施，未能擊中目標。
烏克蘭武裝部隊總參謀部表示，自全面入侵以來，俄羅斯在烏克蘭損失914,000名士兵，過去一天俄軍有1,510人傷亡，累計損失10,492輛坦克、21,816輛裝甲戰鬥車輛、42,528輛車輛和油箱、25,507門火砲系統、1,347套多管火箭系統、1,122套防空系統、370架飛機、335架直升機、31,345架無人機、3,121枚巡弋飛彈、28艘船隻和1艘潛艦等。烏克蘭國防部情報總局表示，烏克蘭遊擊隊摧毀俄佔領赫爾松地區的電子戰系統。
烏克蘭總統澤連斯基表示，呼籲加強對俄羅斯的壓力，敦促國際社會實施更嚴厲的制裁，並為烏克蘭提供額外的防空系統，表明需要採取一切可能的措施來打破俄羅斯發動戰爭和維持只想要戰爭的制度的能力，俄羅斯殘酷的襲擊，不僅僅是偶爾的，而是每天和黑夜的，表明普京對外交措施並不關心。幾周來，美國一直提出無條件停火的提議，幾乎每天俄羅斯都使用無人機、炸彈、炮擊和彈道導彈回應。
美國總統特朗普表示，對俄羅斯普京關於推倒烏克蘭總統澤連斯基的痴迷感到憤怒，普京最近要求成立一個過渡政府來取代澤連斯基，表明和平談判沒有在正確的方向進行，威脅如果俄羅斯試圖阻止和談的進展，將對俄羅斯石油徵收關稅。要是讓他知道俄羅斯試圖利用美國達成自己的目的，他會非常不高興。他又表示俄羅斯總統普京同意會最終促成烏克蘭停火，所以他認為普京依然希望達成停火，自己與對方的關係仍然良好。又指烏克蘭總統澤連斯基試圖退出與美國達成礦產協議，認為澤連斯基不想簽署，警告如果對方拒絕將帶來後果，澤連斯基就會有很大的麻煩。澤連斯基想烏克蘭成為北約的成員，但烏克蘭永遠不會成為北約的成員，澤連斯基應該要明白這一點。特朗普與英國首相施紀賢通話，施紀賢向特朗普簡介在法國舉行的自願聯盟會議內容。雙方強調對俄羅斯總統普京保持施加「集體壓力」的重要性。
芬蘭總統斯圖布表示，在非官方訪問美國期間，與特朗普會面，自己支持在天主教、新教及東正教，各自依照曆法共同慶祝復活節的4月20日，同時是特朗普上任三個月在烏克蘭無條件停火，認為可以是一個最後期限，並且將推動強而有力的制裁機制，以迫使俄羅斯遵守。而在特朗普的會面中，能夠感受到對方對俄羅斯推遲實施停火的挫敗感越來越大。
愛沙尼亞國防部長佩夫庫爾表示，如果烏克蘭與俄羅斯達成和平協議，俄羅斯將能夠重新武裝並將部隊部署在與波羅的海國家接壤的邊境，增加俄羅斯入侵波羅的海國家或北約的風險。
美國傳媒「華盛頓郵報」引述不具名美國政府官員消息報道，美國國家安全顧問華爾滋曾在被爆出機密軍事行動外洩的通訊群組中提及多項敏感的國家安全內容，包括關於俄羅斯與烏克蘭之間的和平對話以及軍事行動。

## 3月31日
烏克蘭地方政府表示，截至31日上午9時，俄羅斯在過去24小時內襲擊赫爾松、蘇梅、尼古拉耶夫、第聶伯羅彼得羅夫斯克、頓涅茨克、盧甘斯克、切爾卡瑟、哈爾科夫、扎波羅熱和切爾尼戈夫等地，至少造成2名平民死亡，17名平民受傷。烏克蘭空軍表示，俄羅斯午夜至凌晨期間，對烏克蘭發動大規模無人機襲擊，俄軍從庫爾斯克發射2枚伊斯坎德爾-M彈道導彈，從濱海阿赫塔爾斯克、庫爾斯克、米列羅沃區和俄佔克里米亞發射131架見證者-136無人機和不明型號無人機，防空系統在北部、南部、東部和中部地區擊落57架無人機。另有45架無人機因電子戰措施，未能擊中目標。
烏克蘭武裝部隊總參謀部表示，自全面入侵以來，俄羅斯在烏克蘭損失915,230名士兵，過去一天俄軍有1,230人傷亡，累計損失10,496輛坦克、21,819輛裝甲戰鬥車輛、42,593輛車輛和油箱、25,537門火砲系統、1,347套多管火箭系統、1,123套防空系統、370架飛機、335架直升機、31,416架無人機、3,121枚巡弋飛彈、28艘船隻和1艘潛艦等。總司令瑟爾斯基表示，俄羅斯的主要進攻集中在頓涅茨克州波克羅夫斯克地區，但目前停滯不前，未能推進。烏克蘭軍方霍爾蒂恰作戰戰術小組表示，俄羅斯士兵試圖透過地下通訊管道繞過頓涅茨克州托列茨克市到達烏克蘭陣地的後方，該市的戰鬥仍在繼續。
烏克蘭總統澤連斯基與英國首相施紀賢通電話，兩人協調對提供烏克蘭安全保障的措施，並討論安排召集「自願聯盟」參與國軍事代表舉行會議。施紀賢亦向澤連斯基介紹早前自己與特朗普通話的內容。
俄羅斯總統普京簽署法令，命令春季徵兵16萬人服義務兵役，將在4月到6月進行，適用於18至30歲的公民，是14年來最大的徵兵行動。
俄羅斯總統新聞秘書佩斯科夫表示，雖然報道稱，美國總統特朗普對俄羅斯總統普京關於烏克蘭的最新言論「非常憤怒」，但俄羅斯仍然願意與美國接觸，並正努力實施一些與烏克蘭解決方案相關的想法。
烏克蘭執政人民公僕黨國會黨團領袖布勞恩表示，由於國會各政黨同意只有解除戒嚴後6個月才會舉行下一次選舉，因此目前沒有準備進行選舉的工作，否認英國傳媒「經濟學人」有關烏克蘭可能在今年7月舉行選舉的報道，以及總統澤連斯基已經就此事舉行會議的相關內容亦表明從未發生。
烏克蘭國防部情報總局在29至31日期間公布多則攔截俄羅斯居民的電話通訊記錄顯示，分別居住在別爾哥羅德州和布良斯克州的居民在電話中提到看見烏克蘭無人機飛往莫斯科方向，並聲稱自己慶祝這樣的攻擊，認為居住在莫斯科的人過着無所畏懼的生活，他們亦需要體驗自己面對的恐懼。烏克蘭國家安全局表示，拘留2名烏克蘭國防公司的現任和前任僱員以及1名俄羅斯公民，涉嫌按照俄羅斯聯邦安全局的要求，提供基輔的目標資訊，協助俄羅斯發動導彈襲擊。
烏克蘭國會主席斯特凡丘克表示，在基輔會見到訪的比利時、英國、丹麥、愛沙尼亞、冰島、西班牙、拉脫維亞、立陶宛、盧森堡、挪威、波蘭、葡萄牙、斯洛維尼亞、芬蘭、克羅埃西亞、捷克和瑞典議會議長、副議長以及歐洲議會代表。
俄羅斯總統外國經濟合作代表兼俄羅斯直接投資基金執行長德米特里耶夫表示，美國和俄羅斯團隊已經就共同投資開採俄羅斯稀土礦產進行討論。
美國總統特朗普再度表示，如果俄羅斯總統普京不為烏克蘭戰爭達成和平協議，將會對俄羅斯石油加徵關稅。美國白宮發言人萊維特表示，總統特朗普正在非常努力地達成俄羅斯和烏克蘭之間的和平協議，對這場衝突雙方領袖的評論表示不滿。美國國務院發言人布魯斯表示，俄羅斯提出關於在烏克蘭建立一個臨時政府取代現任總統澤連斯基的想法，總統特朗普對此並不欣賞，認為烏克蘭是一個憲政民主國家，烏克蘭的治理是由其憲法和烏克蘭人民決定。美國致力於實現全面停火和將各方帶到談判桌前進行最終和持久解決的必要外交。 特朗普總統已經明確表示，俄羅斯和烏克蘭現在需要全面停火。這些都沒有改變。
歐洲外交和地緣政治聯盟「威瑪+」成員國外交部長舉行會議，會後呼籲俄羅斯同意立即無條件地停火，並充分執行，並將增加對烏克蘭的援助，考慮對俄羅斯實施額外制裁，以迫使莫斯科停火。
荷蘭國防部長布雷克爾曼斯表示，荷蘭將在2025年撥款22億美元支援烏克蘭，包括烏克蘭無人機線專案的5.4億美元。
瑞典國防部長瓊森表示，瑞典將向烏克蘭提供價值近16億美元的一攬子軍事援助計劃，包括防空、炮兵、衛星通訊和海上能力的支援。
世界新聞攝影比賽早前公布2025年各地新聞照片得獎名單，當中包括有2名德國記者分別呈交關於1名來自頓涅茨克州受傷的親俄武裝分子在地下醫院接受治療的照片以及1名因戰爭而遭受恐慌躺臥在烏克蘭女孩的照片，主辦方在網站將2張照片結合並聲稱在視覺上進行配對引起爭議。主辦方就事件致歉，並認同遭受戰爭後果的兒童和造成這樣後果的佔領軍事士兵的受傷之間存在明顯區別，會改進日後的機制並與格魯吉亞、烏克蘭和遭受其他國家壓迫的國家新聞工作者協商。